# Viticulture en Égypte

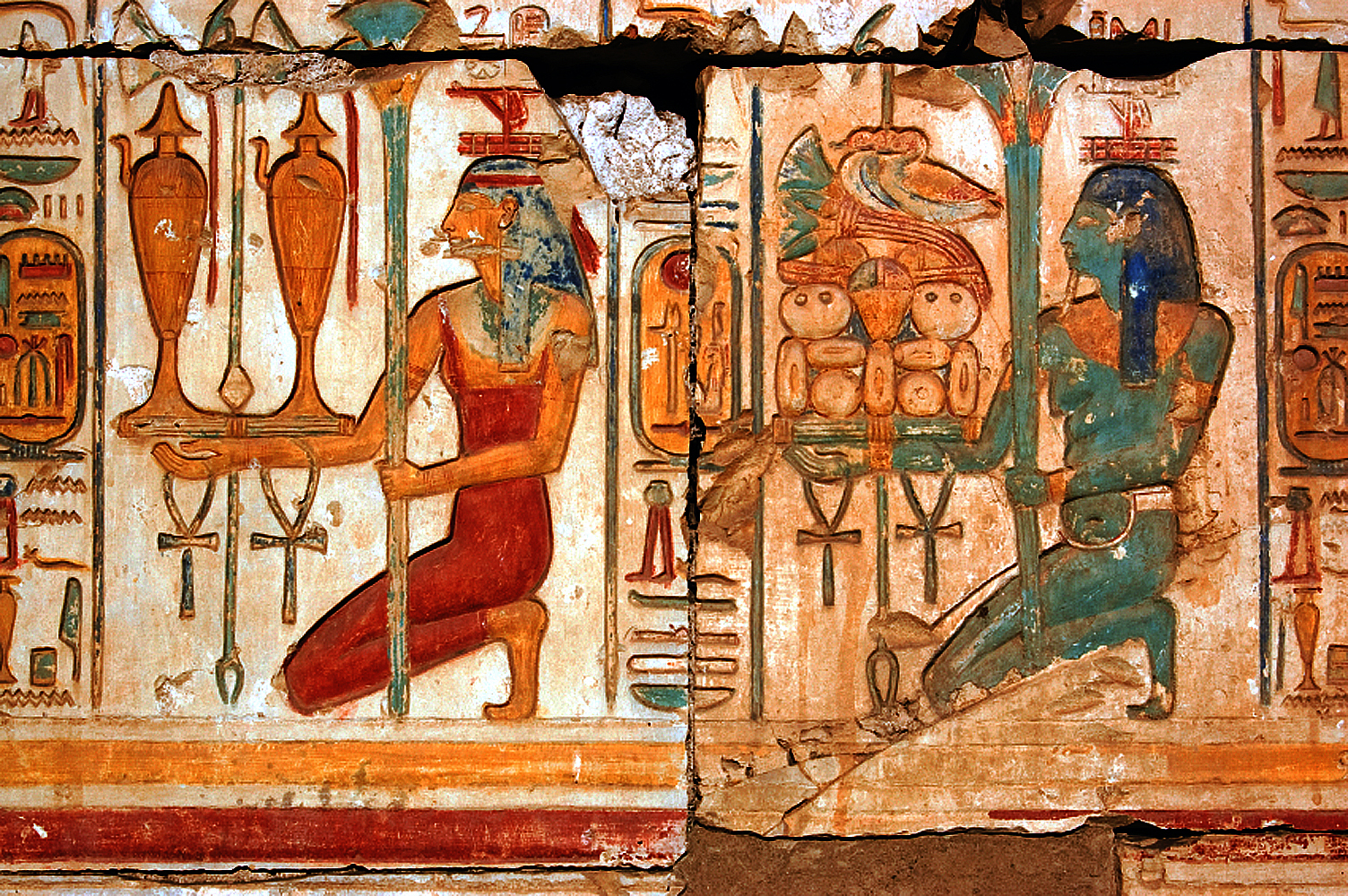
Prêtresses égyptiennes offrant du vin aux dieux

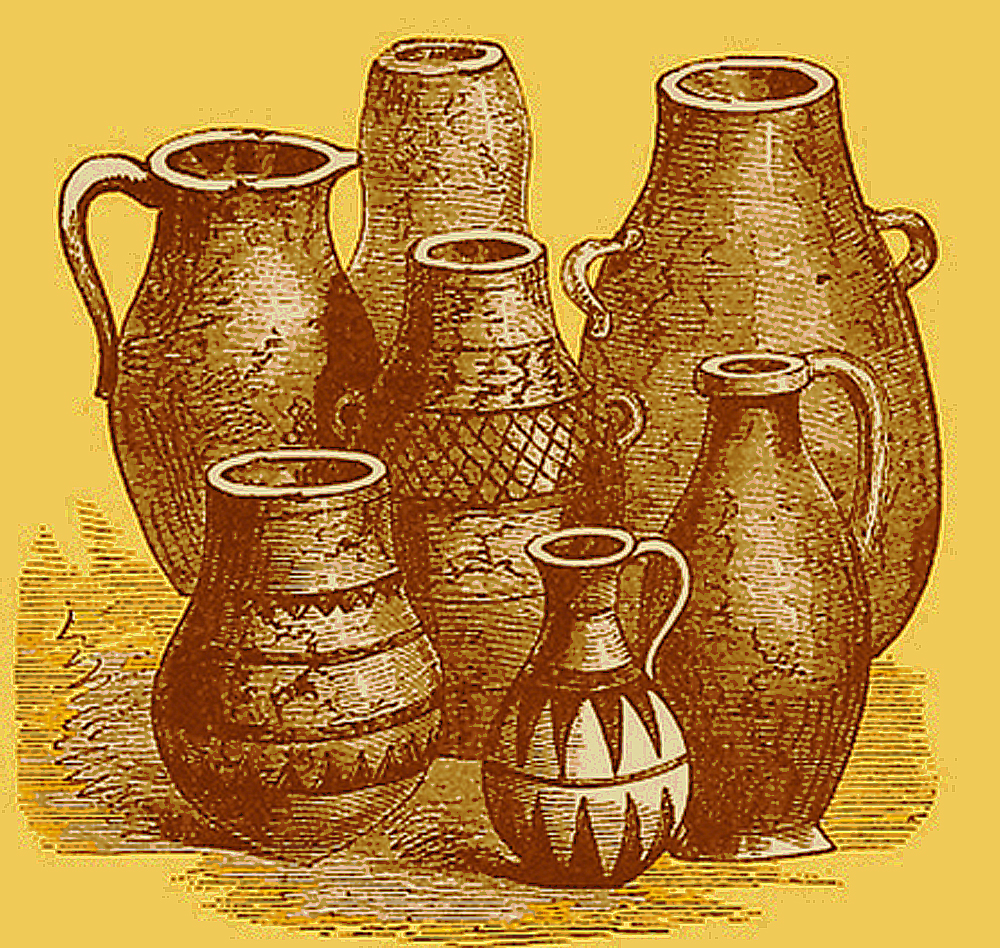
Amphores égyptiennes, gravure du XIXe siècle

La viticulture en Égypte, si elle n'est pas la plus ancienne du monde, est celle sur laquelle nous possédons le plus de renseignements. Sous les pharaons, les fouilles menées dans les tombeaux de la période prédynastique jusqu'à l'Égypte gréco-romaine, ont donné des renseignements précieux sur la vigne et son type de conduite en hautain, l'implantation des vignobles dans le delta du Nil jusque dans les oasis, la façon de vinifier (foulage et pressurage), etc.
Si les domaines viticoles furent longtemps le monopole des souverains et des temples, les fouilles archéologiques ont mis en évidence sa démocratisation au fil des siècles, des membres de la cour royale devenus propriétaires à la concession faite par les prêtres aux particuliers de vignobles moyennant une redevance. Les textes des premiers historiens de l'Antiquité nous renseignent aussi sur le rôle du vin dans la société. Il passa petit à petit de l'offrande réservée aux dieux à une boisson royale puis devint celles des nantis ainsi que celle des catégories sociales privilégiées comme l'armée ou des corporations d'ouvriers qui en recevaient en prime. Il était aussi omniprésent dans certaines fêtes en particulier celles d'Osiris, dieu du vin, et donna lieu à des beuveries dont les fresques et les bas-reliefs gardent la mémoire. Devenue chrétienne, l'Égypte continua à cultiver la vigne et à boire son vin. Son islamisation, si elle permit de conserver son vignoble pour le raisin de table (muscat d'Alexandrie), n'autorisa la consommation de vin qu'aux seuls coptes et juifs. Une importante parenthèse eut lieu sous les abbassides qui donnèrent licence à leurs sujets musulmans de boire du vin. La période moderne et la venue des premiers touristes européens a été marquée par une tentative de modernisation du secteur viti-vinicole. Sous l'impulsion d'un homme d'affaires grec, dès 1882, un nouveau vignoble fut créé de toutes pièces, ses vins connurent leur apogée ente 1930 et la fin de la Seconde Guerre mondiale. Ce vignoble nationalisé, en 1966, par Nasser, fut privatisé en 1999, mais ses vins ne correspondaient plus au goût européen. Dès le début du XXIe siècle, des nouveaux producteurs s'installèrent et mirent sur le marché des vins de qualité grâce à l'introduction de cépages qualitatifs adaptés au climat. La parenthèse du gouvernement des frères musulmans ne porta pas ombrage à cette production, car en dépit des proclamations de principe sur l'interdiction du vin, une première tentative fut abolie pour ne pas faire fuir les touristes fournisseurs de devises.

## Égypte antique

### Vin importé pour le pharaon
Dès la fin duIVe millénaire, les vins provenant de Palestine, de la plaine côtière d'Israël, des collines de Judée, de la vallée du Jourdain et de la région de Transjordanie sont suffisamment réputés pour faire l'objet d'exportations, comme l'attestent les jarres à vin retrouvées dans la tombe de Scorpion Ier à Abydos (Umm el-Qaab) fouillée en 1988 par l'Institut archéologique allemand et datée autour de 5 320 BP. Deux chambres contenaient encore environ 200 vases dont l'analyse chimique des résidus a montré la présence de bitartrate de potassium, caractéristique du vin, et de résine de thérébinthe, utilisée au Caucase pour empêcher les vins de s'aigrir. Certains contenaient également des morceaux de figues, sans doute pour édulcorer le goût. Ulrich Hartung a déterminé que la tombe avait contenu environ 700 vases de vin d'importation, d'une capacité moyenne de 6-7 litres, soit près de 4 500 litres de vin.

Pots, jarres et vases à vin de la période prédynastique
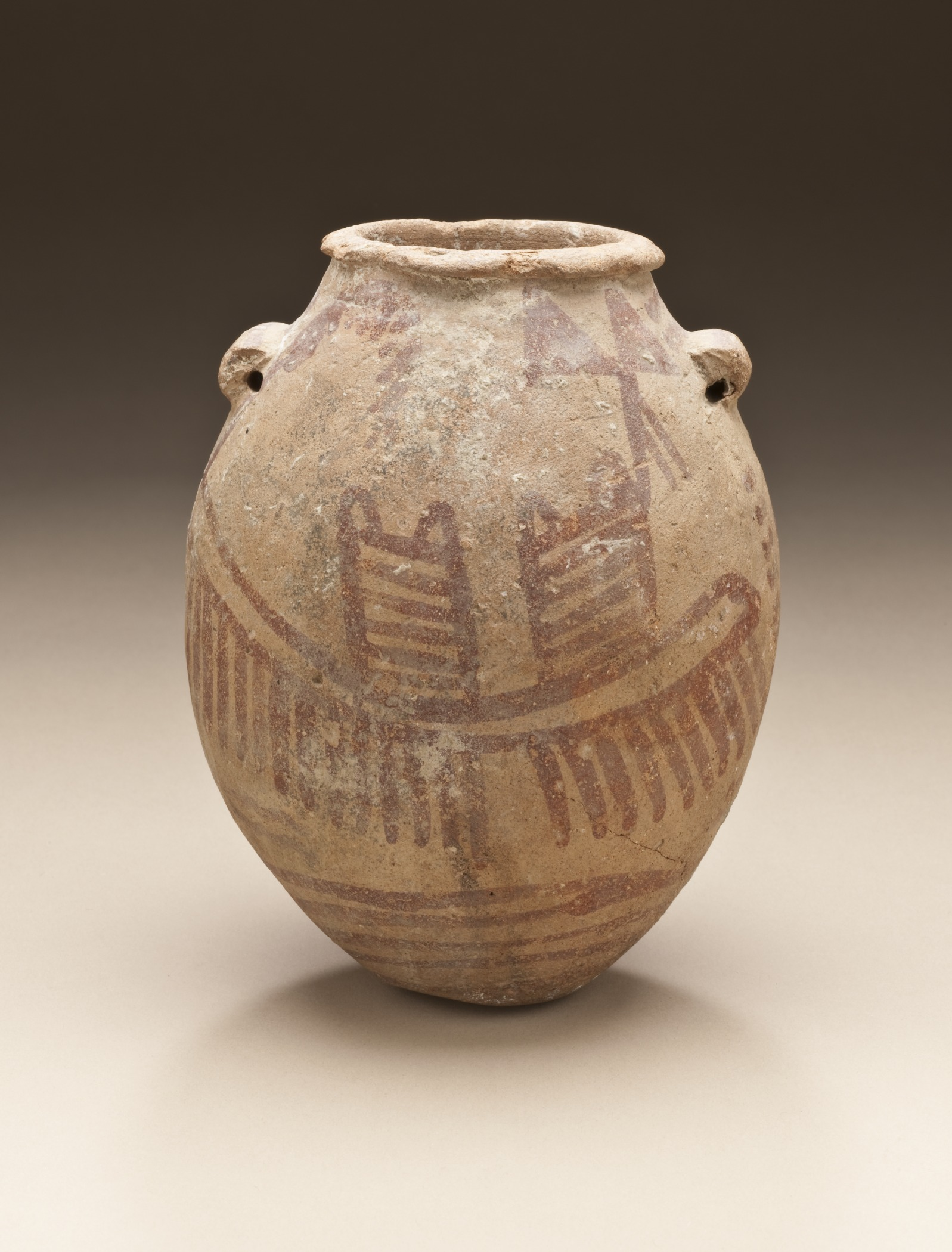
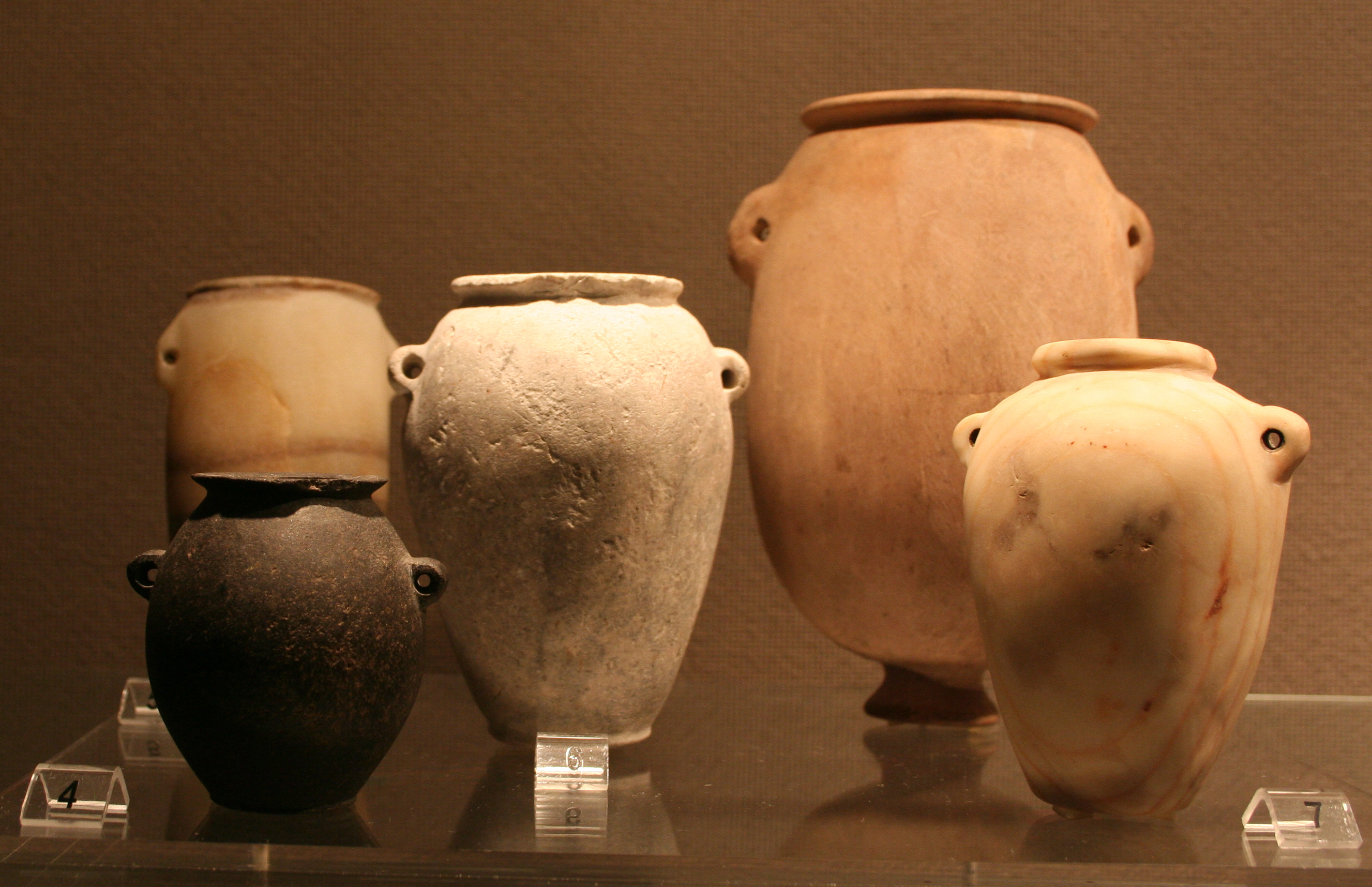
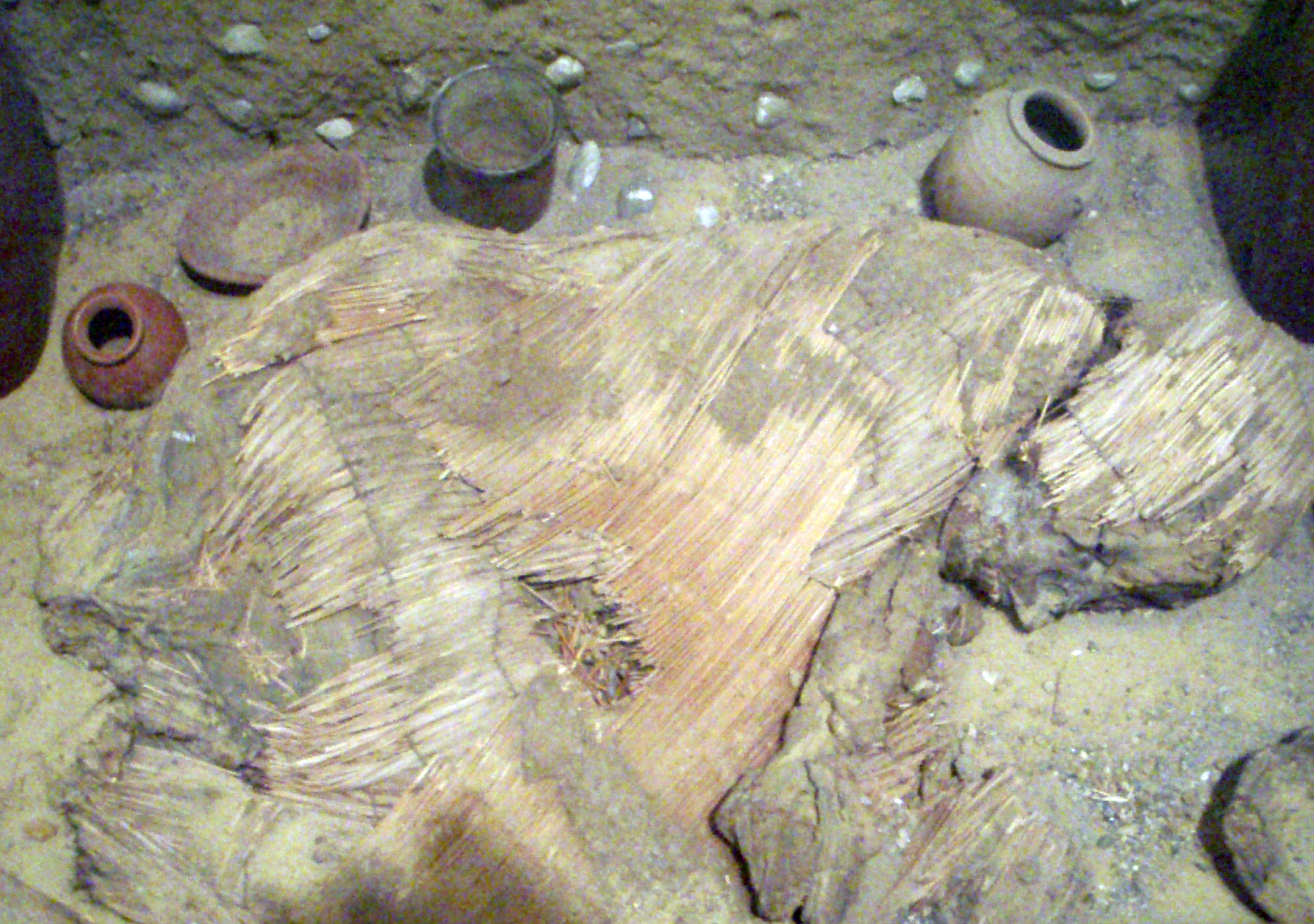
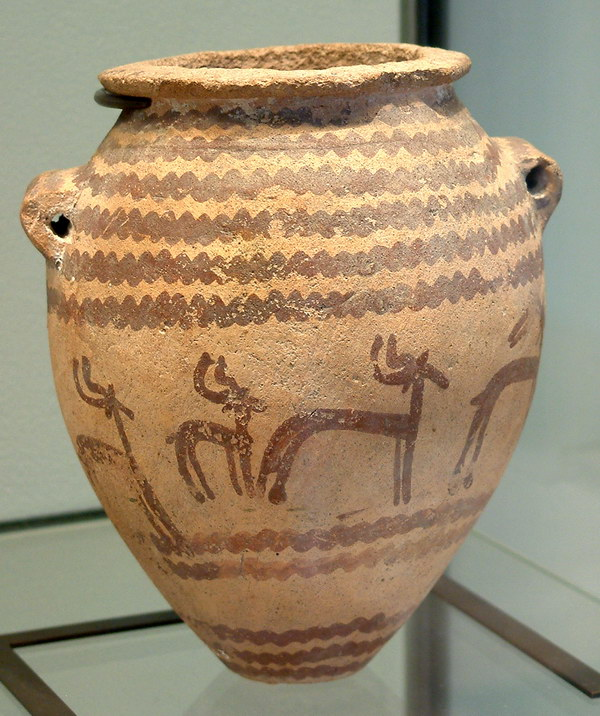

Laurent Bouby constate : « La première domestication de la vigne aurait eu lieu dans l'aire transcaucasienne où l’on observe la plus grande diversité génétique. En l'absence d'ancêtres sauvages connus localement, on suppose que les pépins de type cultivés, identifiés dans des niveaux des IVe et IIIe millénaires en zones moyennes et proches orientales, puis égyptienne, proviendraient d’apports de vigne domestiquée ailleurs, donc plus anciennement. L'hypothèse classique admet que viticulture et vigne cultivée ont diffusé depuis le sud-est asiatique vers l’ouest du Bassin méditerranéen et européen ».

### Vin local et aristocratique de l'Ancien Empire

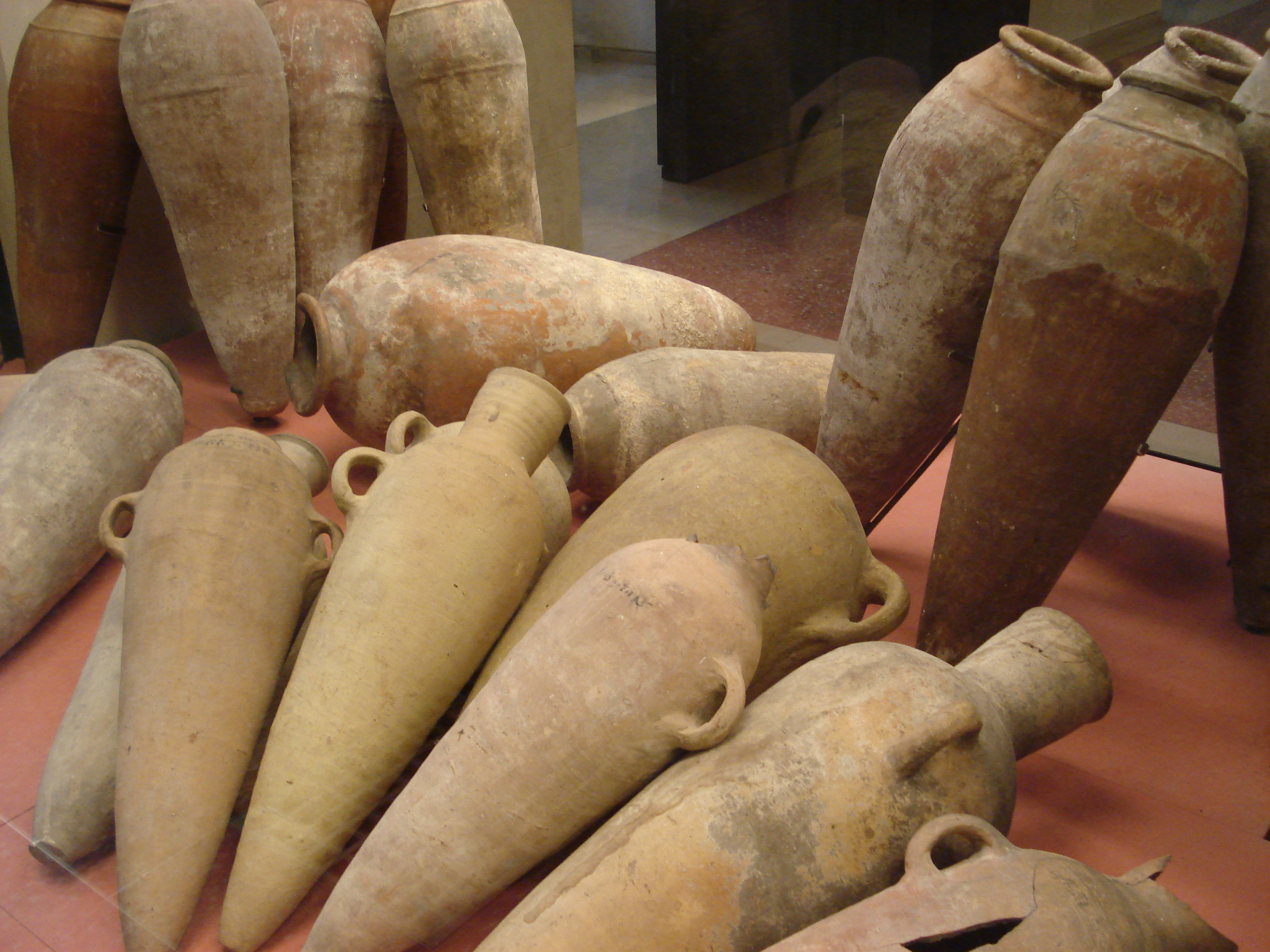
Amphores égyptiennes, avec et sans anse - Musée du Louvre

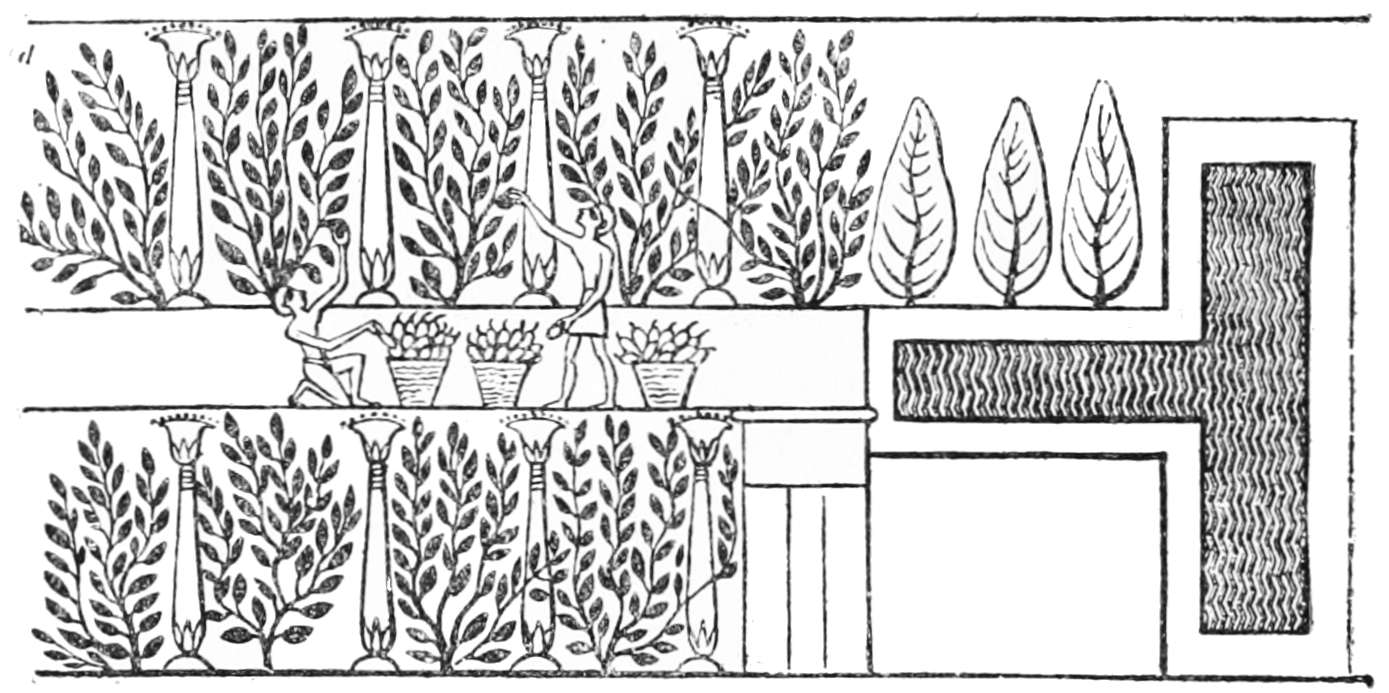
Relevé d'une fresque montrant un domaine viticole avec une scène de vendange et son bassin d'arrosage en forme de T

En Égypte, la culture de la vigne commença au cours des deux premières dynasties thinites (-3100 à -2700). La première mention d'une élaboration indigène de vin a été datée de l'époque de Djéser. Dans sa pyramide à degrés, la première construite en Égypte, a été trouvée une liste partielle des vignobles dont le célèbre Horus dans les hauteurs du Ciel. Des amphores emplies de vin blanc ont été retrouvées dans la nécropole d'Oumm El-Qaab à Abydos, où fut inhumé Sémerkhet, le septième souverain de la Ire dynastie thinite.
C'est à cette période que le mobilier funéraire des tombes commence à être composé de grandes quantités d'amphores. Leur forme est allongée, elles sont dépourvues d'anses et fermées par des bouchons d'argile. D'une capacité de dix, vingt ou trente litres, elles portent des sceaux indiquant qu'elles contenaient du vin. Mais la consommation du vin reste réservée au souverain.
La première preuve d'un domaine privé en Égypte provient des inscriptions de la tombe de Metjen à Saqqara. C'était un haut fonctionnaire de la IVe dynastie qui possédait, dans le delta du Nil, un grand domaine viticole qui couvrait 11 000 mètres carrés. Le vin a probablement été produit principalement pour l'usage domestique, mais il n'est pas impossible qu'il devait, en partie, fournir la cour royale. Posséder un vignoble était un signe de prestige, c'était d'abord un luxe avant d'être considéré comme un investissement. À propos du vignoble de Metjen, une inscription indique que les raisins ont été plantés en grande quantité et qu'ils donnaient beaucoup de vin.

### Fresques funéraires

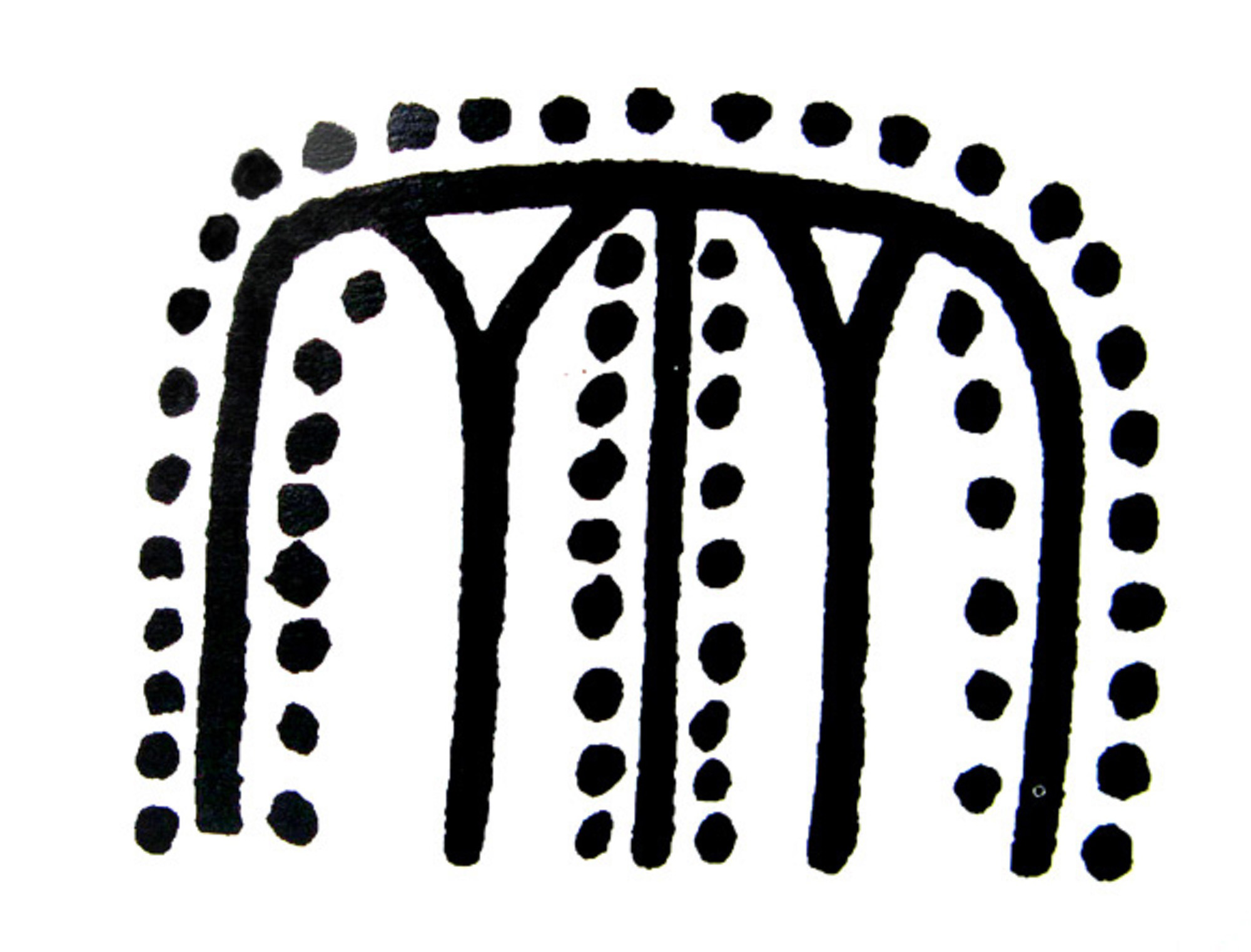
Hiéroglyphe M43 désignant une vigne conduite en hautain

Les Égyptiens, au IIIe millénaire avant notre ère, furent les premiers à représenter le procédé de vinification sur des bas-reliefs montrant des scènes de vendange, de foulage et de pressurage. En un demi-millénaire la viticulture modifia les bases de la civilisation égyptienne comme l'atteste la chronologie. La culture de la vigne et l'élaboration du vin sont attestés en Basse-Égypte en -3000. Le hiéroglyphe M43 représentant une vigne en hautain apparaît vers -2700. Le mode de conduite de la vigne se fait en hauteur comme le montrent des fresques funéraires dès 2500 avant notre ère. La première façon nécessitait deux piliers de bois dressés avec des extrémités supérieures fourchues sur lesquelles reposait un poteau, les vignes s'agrippant sur cette structure. Ce type de soutien fut le premier utilisé puisqu'il donna naissance à un hiéroglyphe signifiant « jardin », « vin » et « vigne ». Une deuxième méthode consistait à faire monter les vignes sur un treillis dont les chevrons transversaux reposaient sur des colonnes formant pergola. Certaines de ces colonnes ont été sculptées et peintes. Une troisième conduite se faisait sur treilles, des branches fixées dans le sol et courbées en arc servaient de support à la vigne qui, en pleine végétation, formait un tunnel verdoyant. Ce dernier type de conduite est représenté dans les tombes de Menotheph (4 700 BP) et de Méréou-Kâ, à Saqqarah.
Plus tardivement, quelques vignes furent cultivées en taille basse (taille en gobelet) et n'eurent plus besoin d'aucun support. La découverte et la maîtrise de la taille sont indispensables pour développer toute viticulture de qualité. Dans nombre de régions, l'intervention d'animaux venus brouter les sommités d'une vigne qui donna l'année suivante une meilleure vendange est traditionnellement mise en avant. En France, il existe la légende de l'âne de saint Martin qui joua ce rôle. En Égypte, il fut dévolu à un troupeau de capridés. Il existe, en effet, une fresque dans le tombeau du prêtre Menotheph représentant des chèvres broutant les bouts des sarments.

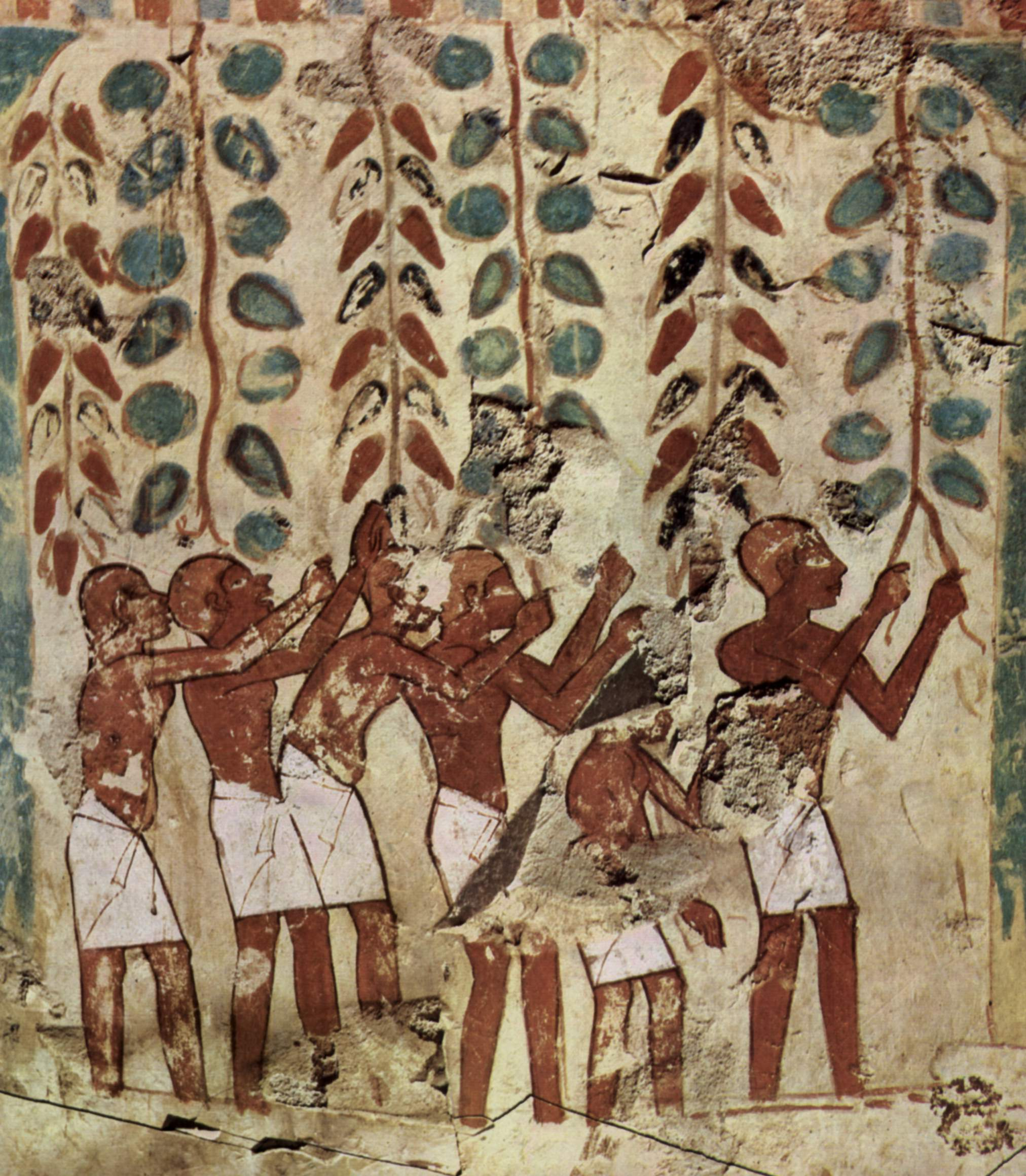
Vendange sur hautain
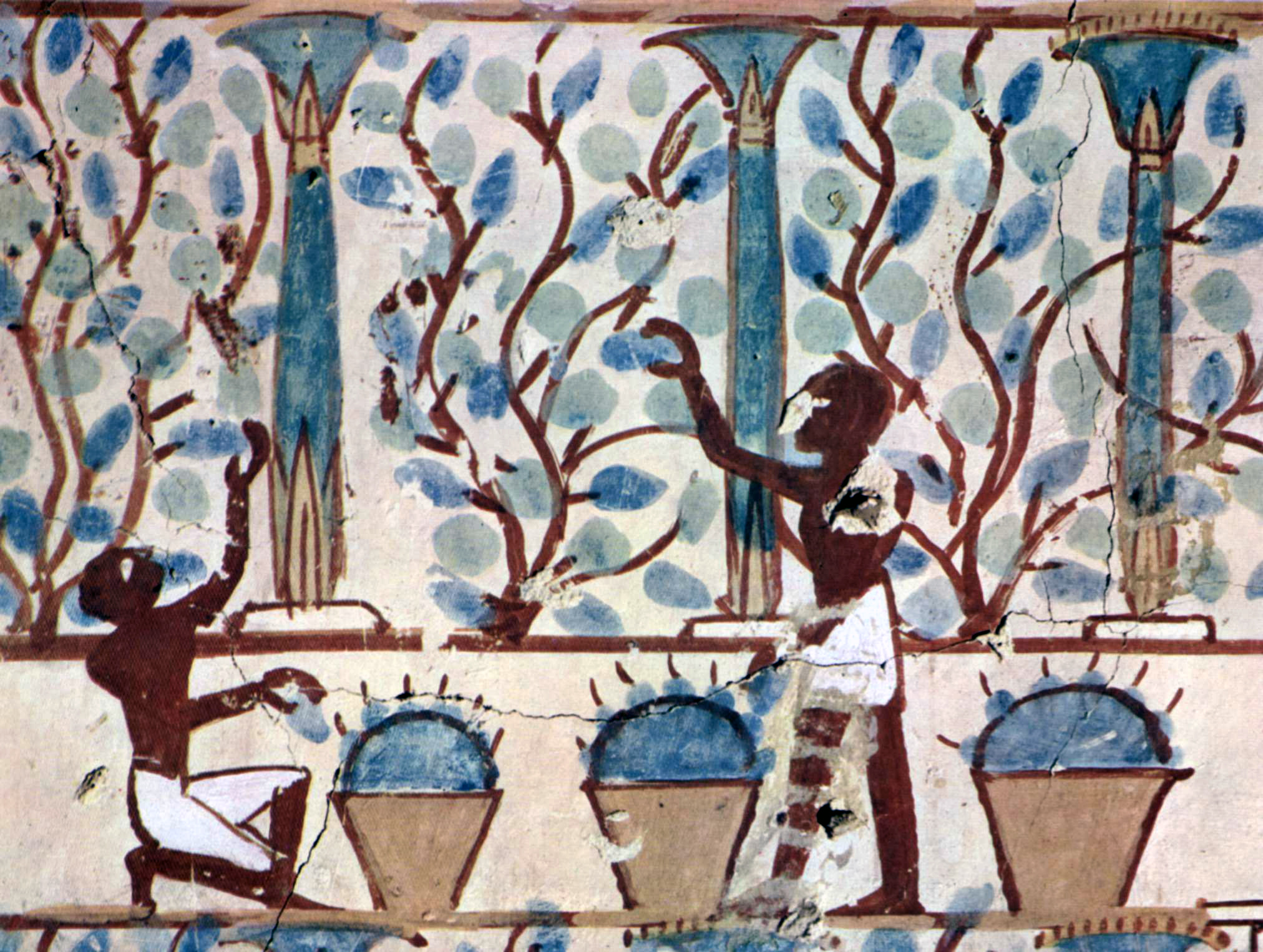
Vendange sur pergola
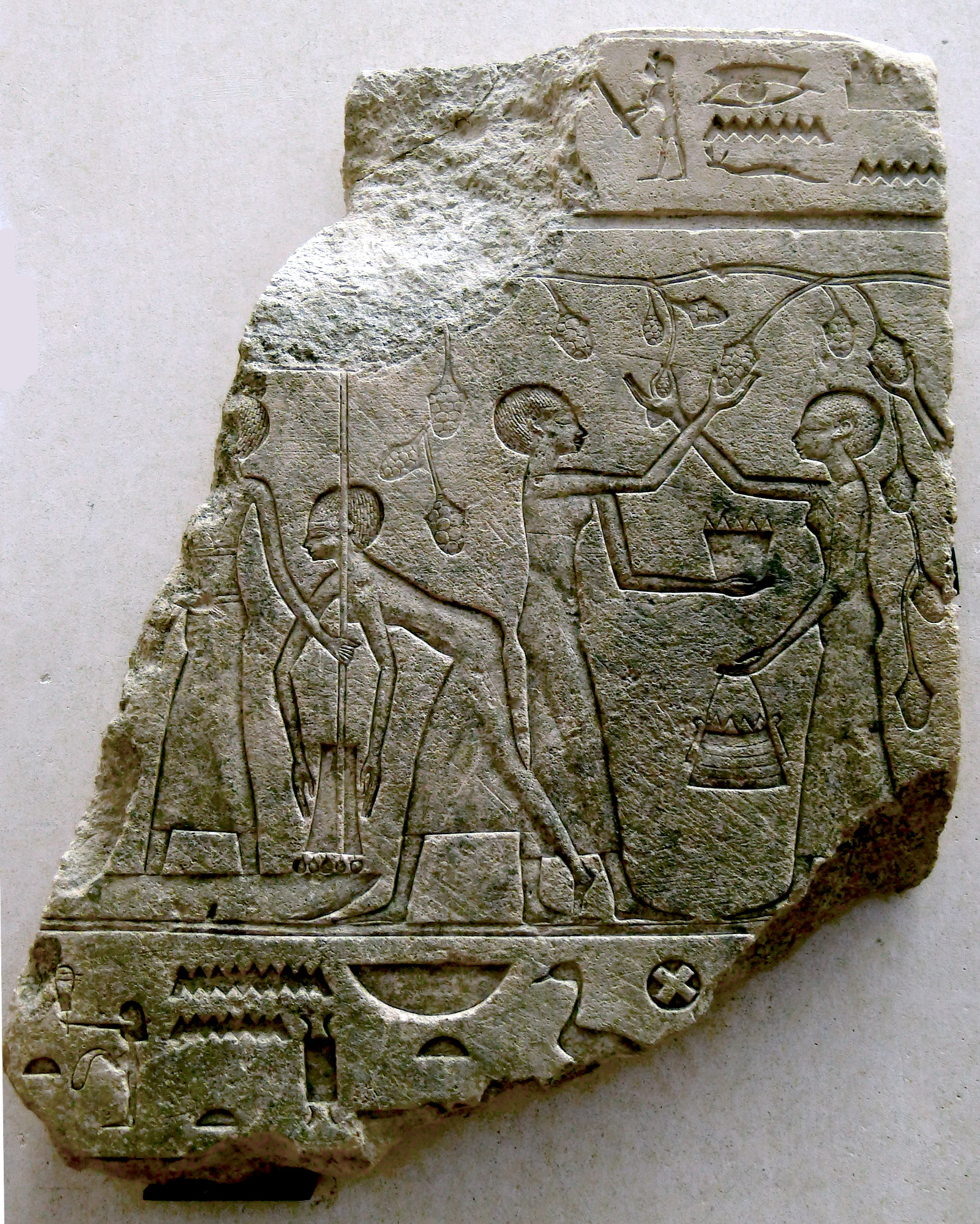
Vendanges sur fragment de jarre
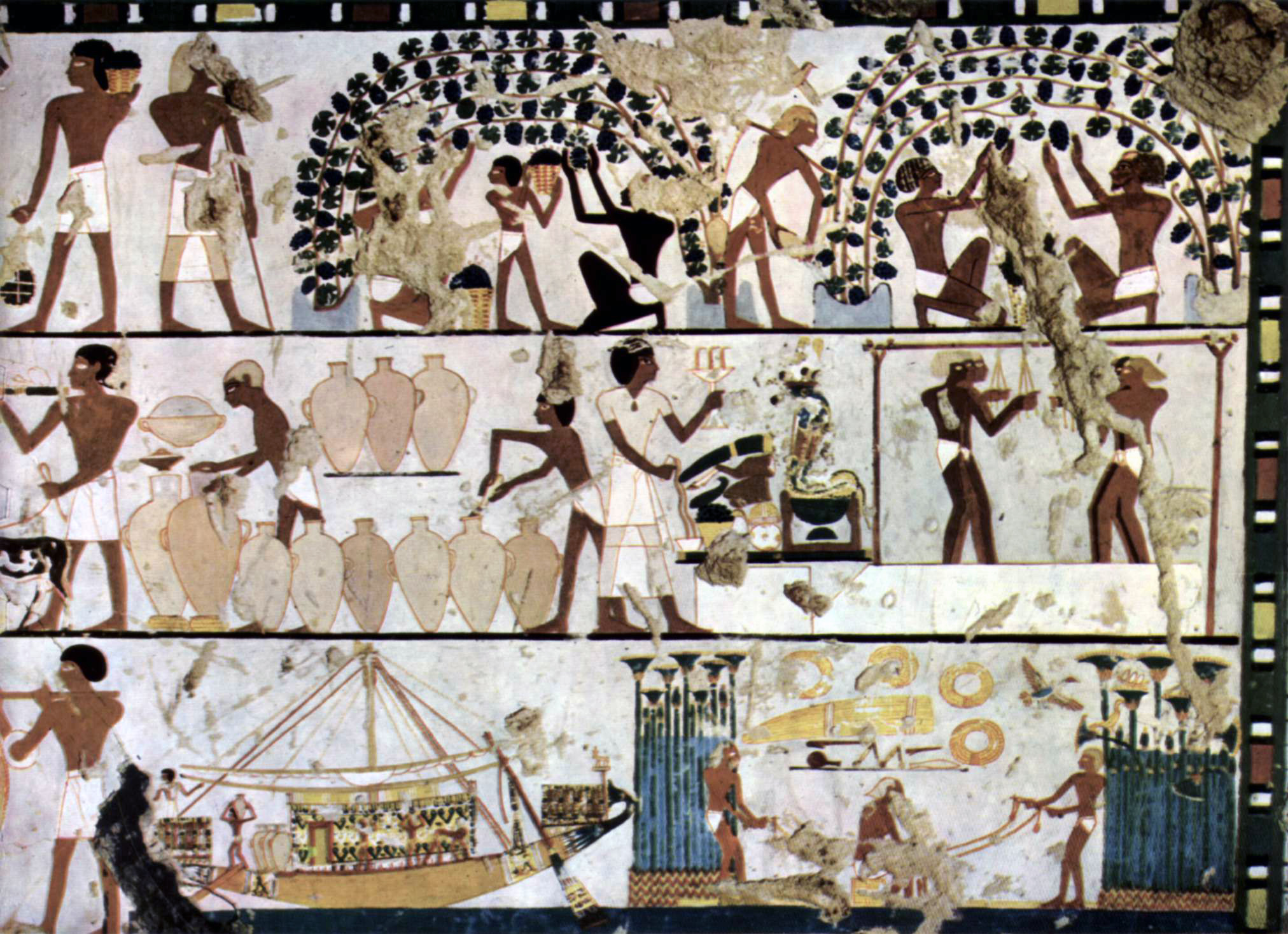
Viticulture et vinification dans l'Égypte antique
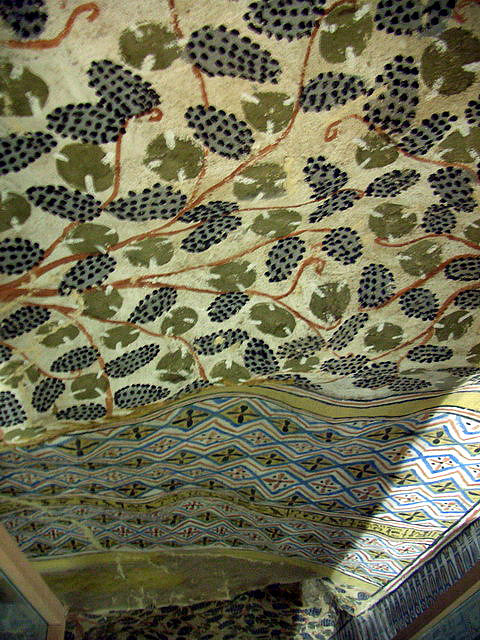
Tombe de Senéfer à Louxor

La date des vendanges variait chaque année mais, en général, elles avaient lieu en fin d'été. Les raisins, en l'absence de lame ou de couteau, étaient cueillis à la main puis placés dans des paniers en osier. Ceux-ci étaient ensuite portés par les hommes sur leur tête, sur les épaules ou sur une perche avec un panier à chaque extrémité. Durant ce trajet, les raisins étaient recouverts par des feuilles de vigne ou de palmier pour les protéger du soleil. Une partie des raisins récoltés étaient consommés frais, le reste de la vendange était vinifiée.

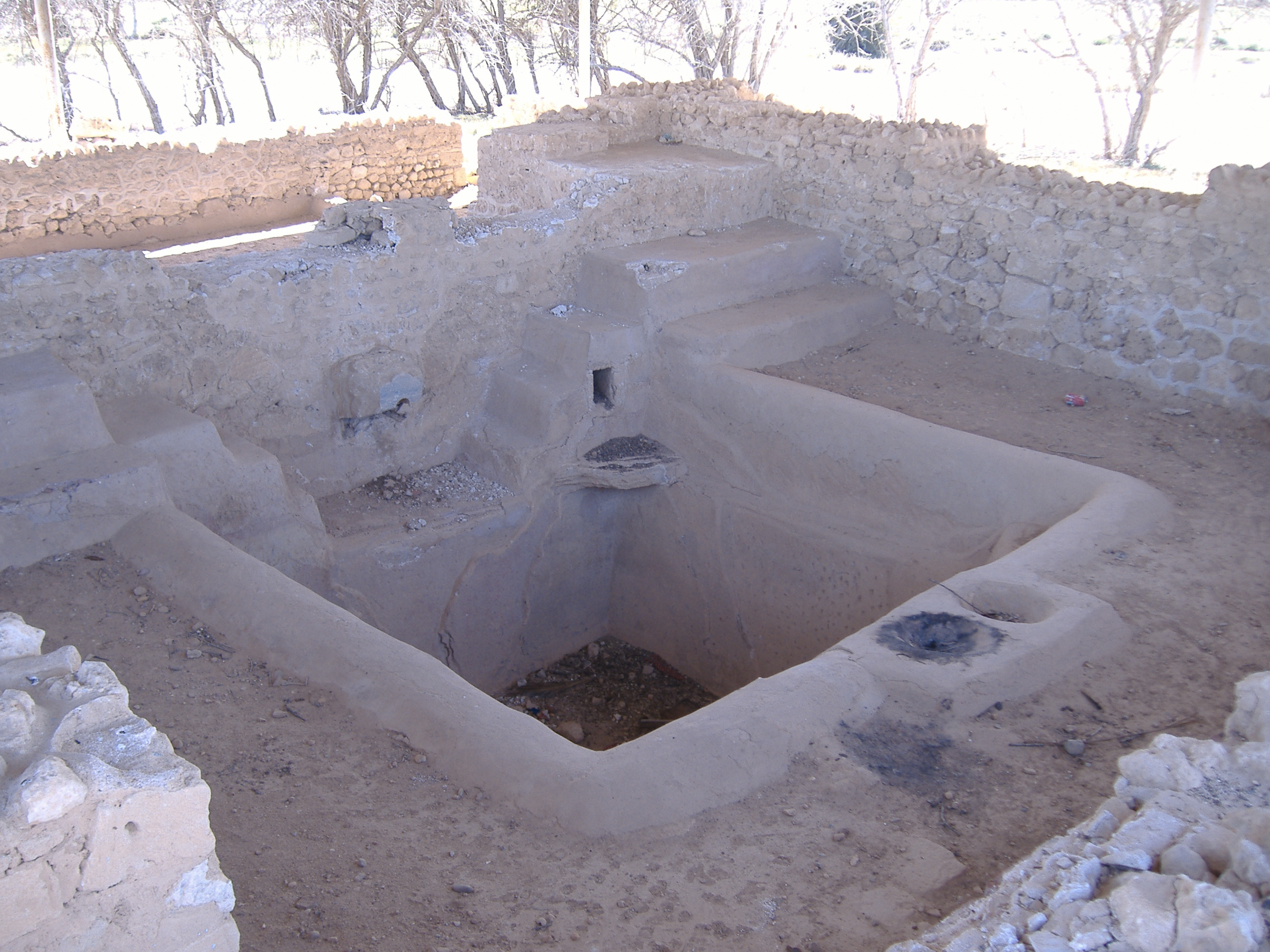
Cuve d'un pressoir à vin égyptien exhumée lors d'une fouille archéologique à Marea, au sud-ouest d'Alexandrie, le long de la rive sud du lac Mariout

Pour être foulés, les raisins étaient placés dans des cuves. Si les fresques les montrent le plus souvent rondes, l'archéologie en a retrouvé nombre de rectangulaires. Le matériau le plus utilisé était la pierre dure comme le granit ou le schiste. Ces cuves étaient imperméables et faciles à nettoyer. Comme dans toute la Méditerranée et le Proche-Orient, le foulage était traditionnellement fait avec les pieds. Les presses de pierre, courantes pour broyer les céréales, en écrasant rafles et grains avaient dû montrer leur nocivité en donnant au vin goût de vert et amertume. Il fallait au moins quatre hommes, sinon six, pour fouler efficacement la vendange. Ils se tenaient debout dans ces cuves et, pour ne pas glisser, tenaient tous une corde glissée sur un portique tout en s'agrippant à la ceinture de leur voisin. Le jus du raisin foulé coulait par un drain dans une plus petite cuve où, compte tenu du volume, il ne pouvait y avoir de fermentation. Il devait être stocké ailleurs.

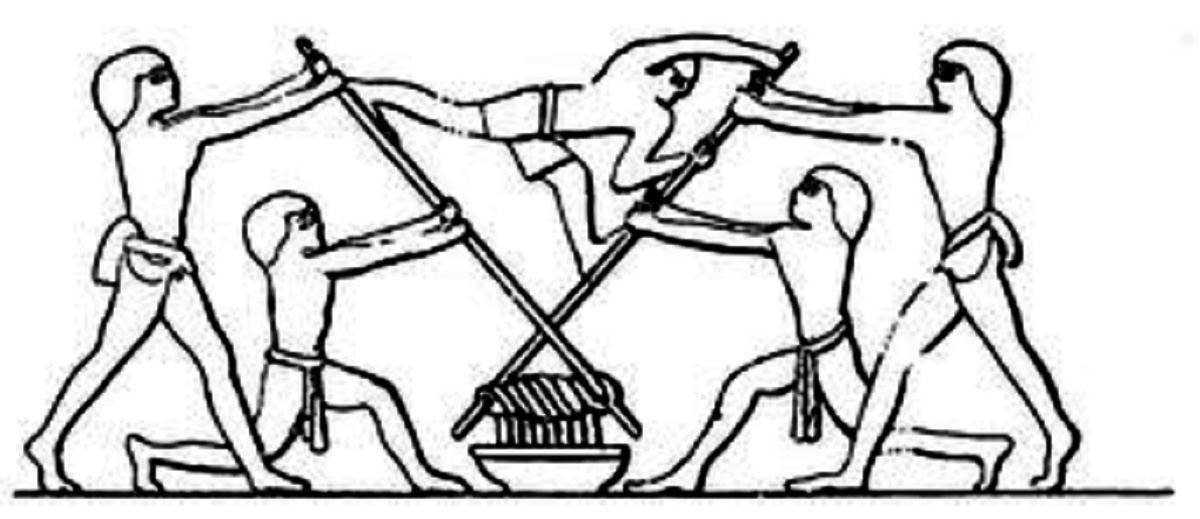
Pressurage dans l'ancienne Égypte

Le foulage terminé, le marc restant était placé dans un drap de lin de forme oblongue. Celui-ci, par torsion permettait d'extraire encore du jus. Pour cela, il devait être placé dans un solide cadre de bois pour permettre aux hommes de le tordre de chaque côté. Le marc compressé donnait encore son dernier liquide qui s'égouttait dans un réceptacle placé sous le pressoir à torsion. Ce dispositif nécessitait quatre personnes, Menna El-Dorry précise : « Un cinquième est souvent représenté horizontalement écartant des pieds et des mains les barres de torsion. C'est probablement une licence artistique ou le manque de connaissance du pressurage de la part des artistes qui ont peint cette scène. En réalité, le cinquième homme était debout derrière le pressoir en s'assurant que le vin coulait directement dans la cuve prévue à cet effet. ».

### Types de vin
Si les fresques égyptiennes montrent l'importance prise par la vigne à cette époque, elles renseignent aussi sur le type de vin qui était élaboré. Compte tenu des méthodes de vinification, les premiers vins de l'Égypte antique étaient essentiellement blancs ou légèrement colorés. Le raisin était d'abord foulé, puis pressé par torsion. Le jus de raisin s'écoulait par une bonde ouverte sur le côté de la cuve. Recueilli dans une cuve plus petite, il était transvasé dans des vases en terre cuite pour fermenter à l'air libre dans des récipients ouverts, puis le vin était soutiré et transféré dans une amphore. Sans cuvaison, le jus ne pouvait que fermenter en clair et il était impossible d'obtenir une couleur rouge soutenue. La façon de faire était la suivante : « Les grappes récoltées étaient d'abord foulées dans une cuve ouverte, puis pressurées dans des sacs pour en extraire le dernier jus. Il était ensuite versé dans des amphores où il fermentait. Le vin restait entreposé dans cette amphore, fermée une première fois à l'aide d’une bourre de paille recouverte d'une capsule d'argile dans laquelle on pratiquait une petite ouverture pour laisser échapper le gaz carbonique. À la fin de la fermentation, la bourre de paille était retirée, remplacée par un bouchon d'argile, puis l'amphore était scellée définitivement. ». Le plus ancien bouchon a été daté de 4 950 BP, il porte l'empreinte de deux sceaux, l'un au nom du vignoble, l'autre à ceux du viticulteur et du caviste.

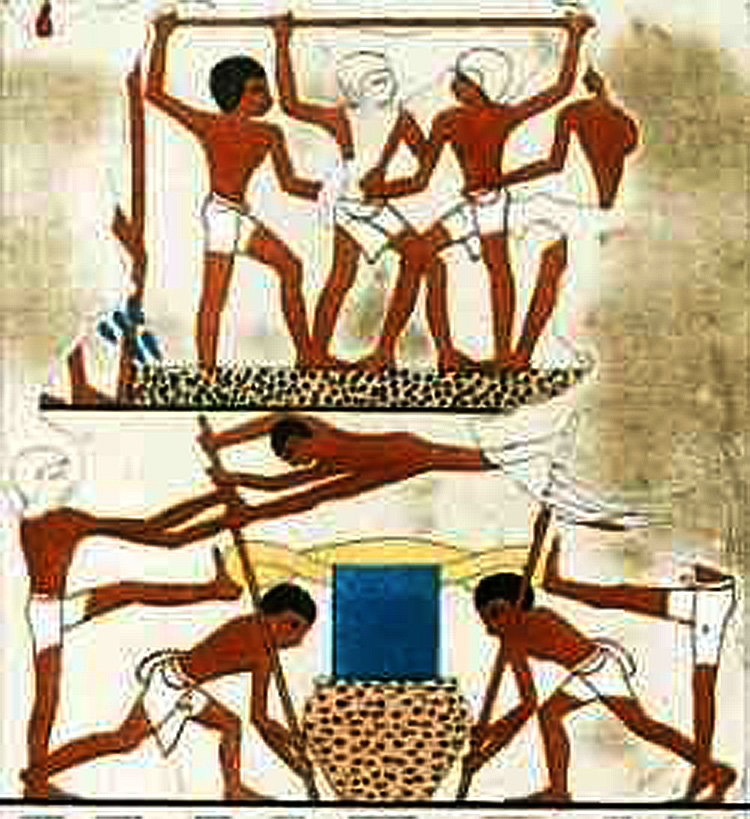
Foulage et pressurage en Égypte antique
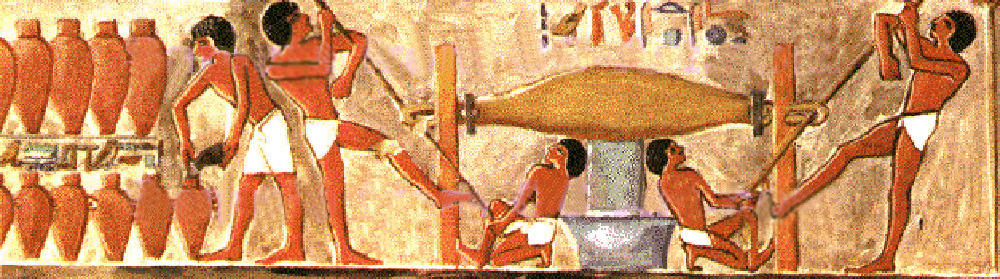
Scène de pressurage par torsion. Fresque de la tombe de Puyemre à Thèbes
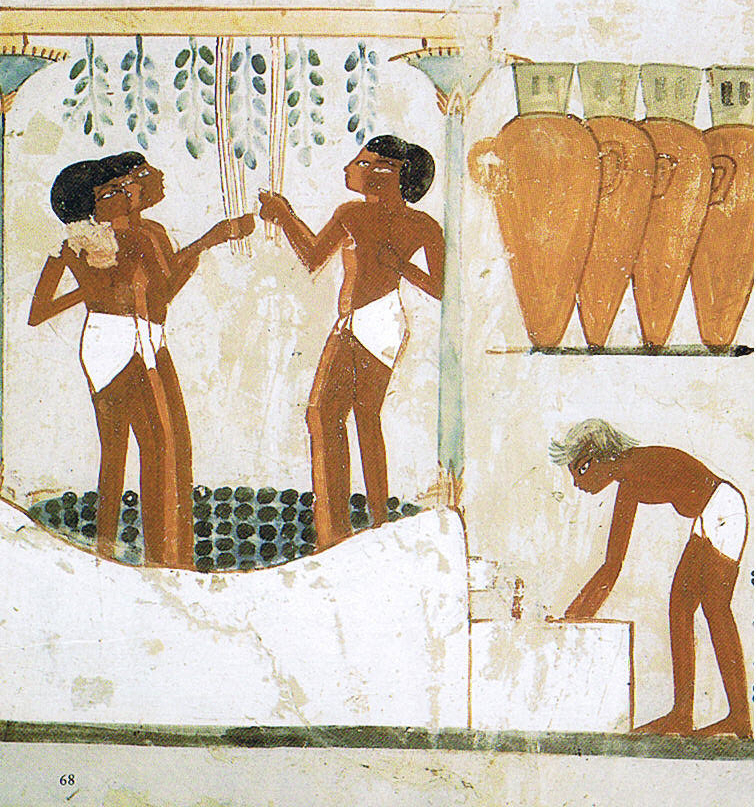
Foulage aux pieds, fresque de la tombe de Nakht

Si les représentations dans les tombes sont exactes - il n'est pas évident que les peintres des fresques aient été très familiers du jus des raisins - et si les couleurs sont restées intactes, il apparaît que les jus étaient blanc, rose, vert, rouge ou bleu foncé. Ce qui est sûr, c'est que le vin n'était pas fait seulement de raisins, mais des fruits comme les figues, les grenades, les dattes et autres participaient à son élaboration. Dans ces différents vins, les blancs liquoreux devaient dominer car, en l'absence d'une technique appropriée, les vins rouges se conservaient mal sous le climat égyptien. Pourtant Champollion a affirmé avoir vu une fresque où du vin rouge était contenu dans des bouteilles blanches.
Hugh Johnson a tenté une explication dans Une histoire mondiale du vin : « La plupart des peintres montrent du raisin noir et un moût foncé versé dans des jarres de vinification ; l'on peut en déduire, dans la mesure où le foulage seul ne permettait pas l'extraction de la couleur, que la fermentation commençait dès la cuve de foulage. ».

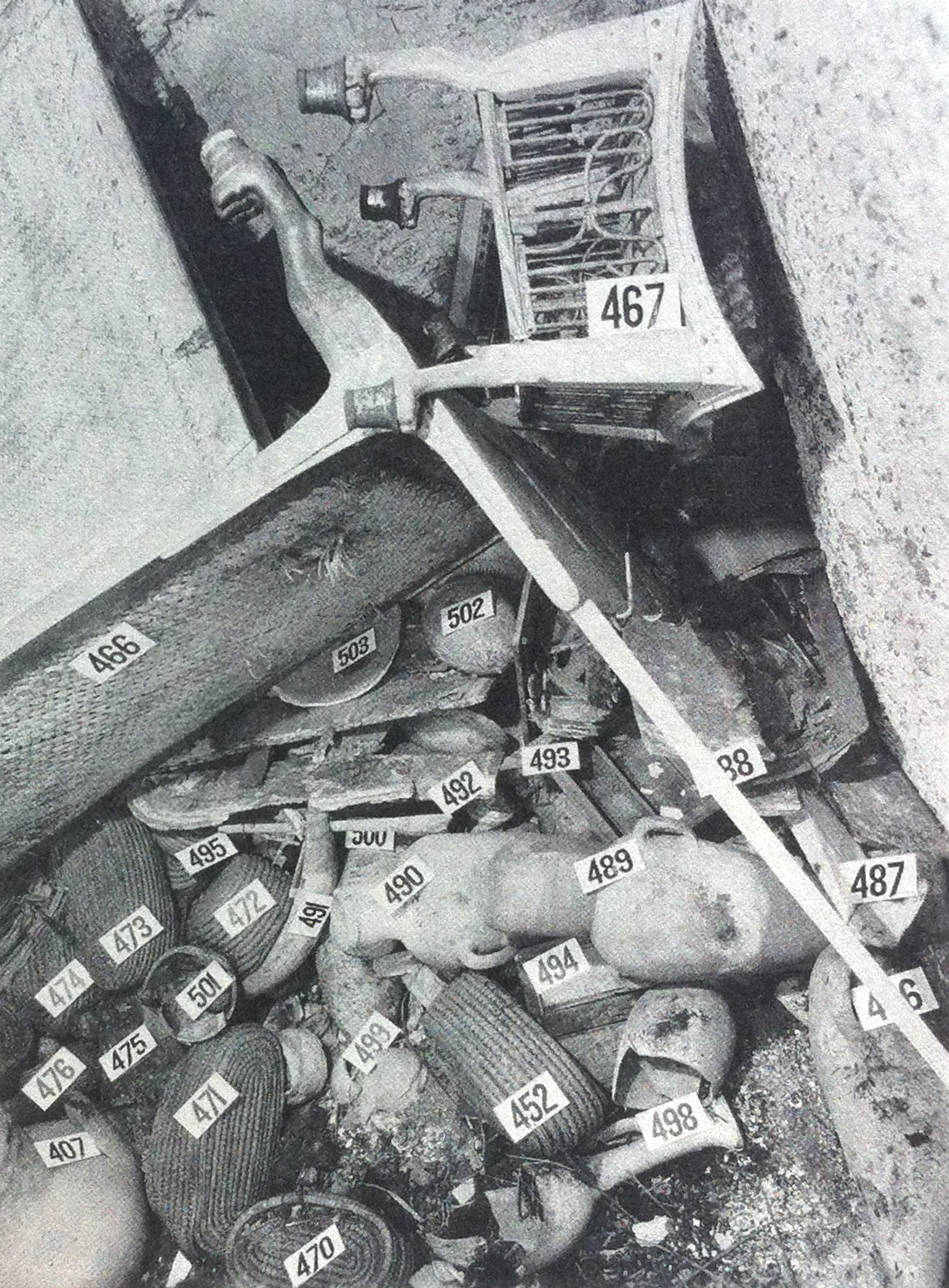
Amphores de la tombe de Toutânkhamon

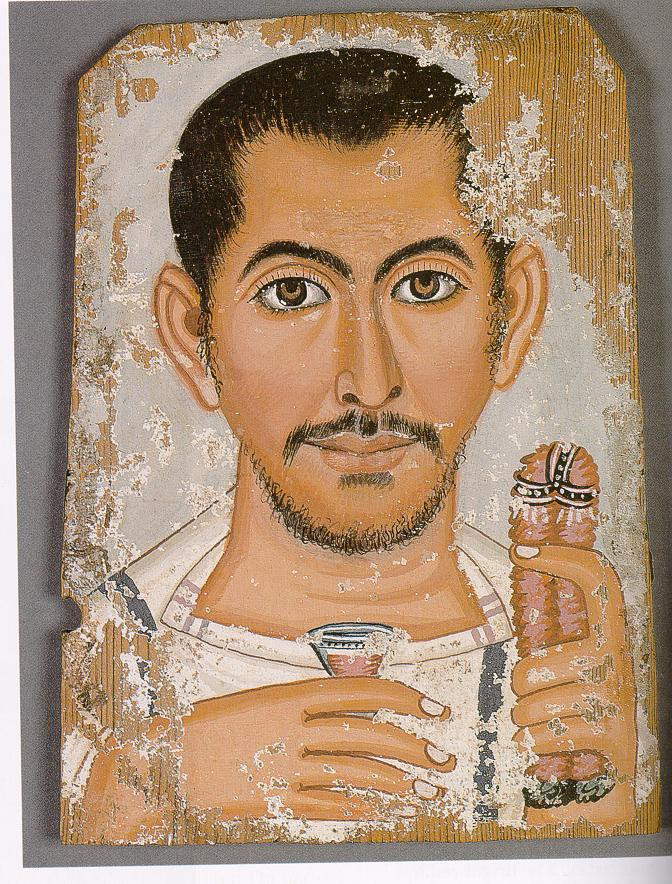
Portrait d'homme du Fayoum dégustant un verre de vin rouge

Intrigués, Maria Rosa Guasch-Jané et ses collègues de l'université de Barcelone ont d'abord dû obtenir auprès du British Museum de Londres et du Musée égyptien du Caire des échantillons de résidus prélevés sur des jarres du tombeau de Toutânkhamon. L'analyse a été surprenante et rendue publique, en 2004, par Rosa Maria Lamuela-Raventos, professeur associé à l'université de Barcelone, qui a participé à l'étude. La présence d'une anthocyane changeait tout, le vin était rouge, car : « Le malvidine-3-glucoside, membre de la famille des anthocyanidines, est un pigment que l'on retrouve dans les vins jeunes et certaines grappes de raisins, à qui il confère leur aspect rouge. »
En -1327, une partie au moins des vins du onzième pharaon de la XVIIIe dynastie était rouge. De plus, c'est dans sa tombe qu'ont été découvertes le plus grand nombre d'amphores estampillées. Les inscriptions sur vingt-six d'entre elles fournissaient une meilleure information sur le vin contenu que la plupart des étiquettes de bouteilles modernes. L'année de récolte y est spécifiée avec l'année du règne du roi. En outre, la qualité, l'origine des raisins, le nom de la vigne et celui de son propriétaire étaient chaque fois indiqués,. L'Égypte ancienne avait inventé l'équivalent de l'appellation contrôlée française. Et même la répression des fraudes puisque la véracité des indications données sur les amphores était vérifiée par un porteur du sceau royal.

### Vin démocratique du Nouvel Empire

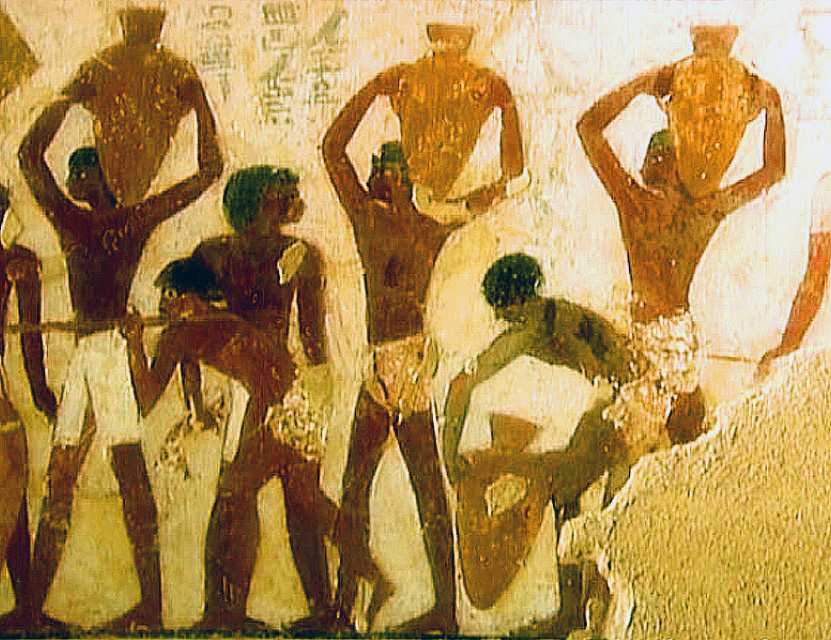
Gens du peuple transportant des amphores de vin

Dans l'Ancien Empire, le vin était accessible et bu uniquement par les classes supérieures. Sous le Nouvel Empire, grâce aux progrès de la production et à une offre certainement plus importante, il se démocratisa. Mais posséder une cave à vin restait une marque de grand prestige. Les hiéroglyphes de Deir el-Medina (Cisjordanie de Thèbes) indiquent que le vin, sous le règne des Ramsès, était environ cinq à dix fois plus cher que la bière. Les pharaons ramessides étaient originaires d'Avaris, situé au milieu d'une importante région viticole. Amateurs de vin, sous leurs règnes, le vignoble connu un fort développement. Faisant le bilan de son action, Ramsès III put affirmer : « J'ai fait des vergers à vin dans les oasis du sud et du nord, sans compter d'autres, en grand nombre, dans la partie méridionale. Ils se sont multipliés dans le Delta par centaines de mille, je les ai pourvus de jardiniers pris parmi les captifs des pays étrangers. ».
Cette abondance nouvelle de vin permit au simple travailleur d'en consommer. Un rapport d'un messager royal sous Séthi Ier, signale que dans les carrières de Gebel Silsila où se trouvent mille travailleurs, le vin faisait partie de l'ordinaire. Les fouilles archéologiques ont montré que dans le village des ouvriers de Deir el-Medina, ceux-ci auraient reçu des primes de vin, comme en font foi plusieurs inscriptions retrouvées dans les décharges d'ordures. Reste une inconnue, impossible à résoudre, puisque rien ne permet de déterminer qui, dans la hiérarchie du village, aurait reçu ce vin, des surveillants ou l'un quelconque des travailleurs. Mais l'on sait que Ramsès II prenait à sa charge les rétributions de ses artisans et de ses ouvriers, et en plus de leurs salaires, le pharaon leur fournissait du vin. Il en était de même pour les soldats lors des expéditions militaires ainsi que pour les prêtres. Dans le papyrus Harris, il est notifié que le temple recevait de grandes quantités de vin.

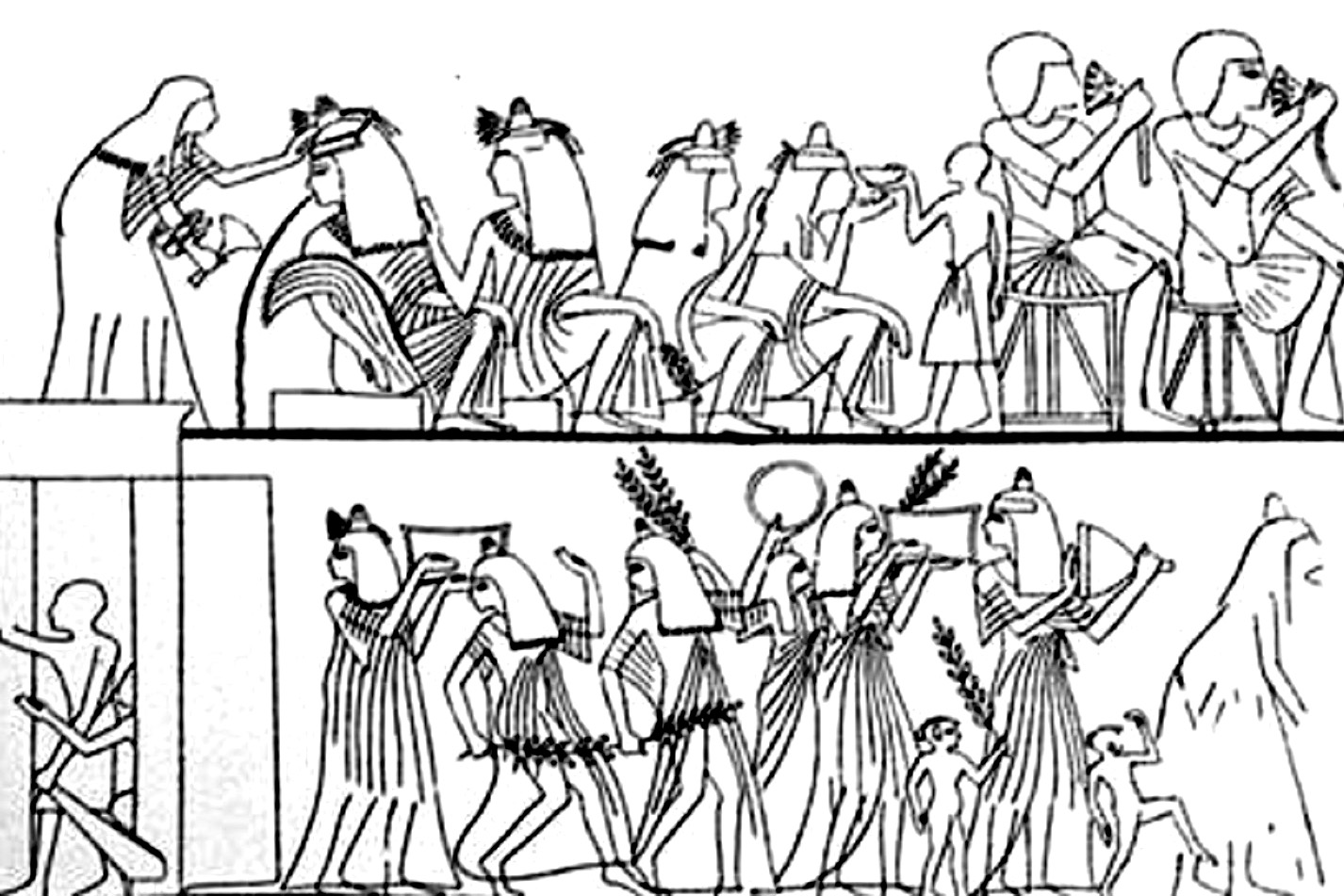
Festin et scène de beuverie dans l'Égypte antique
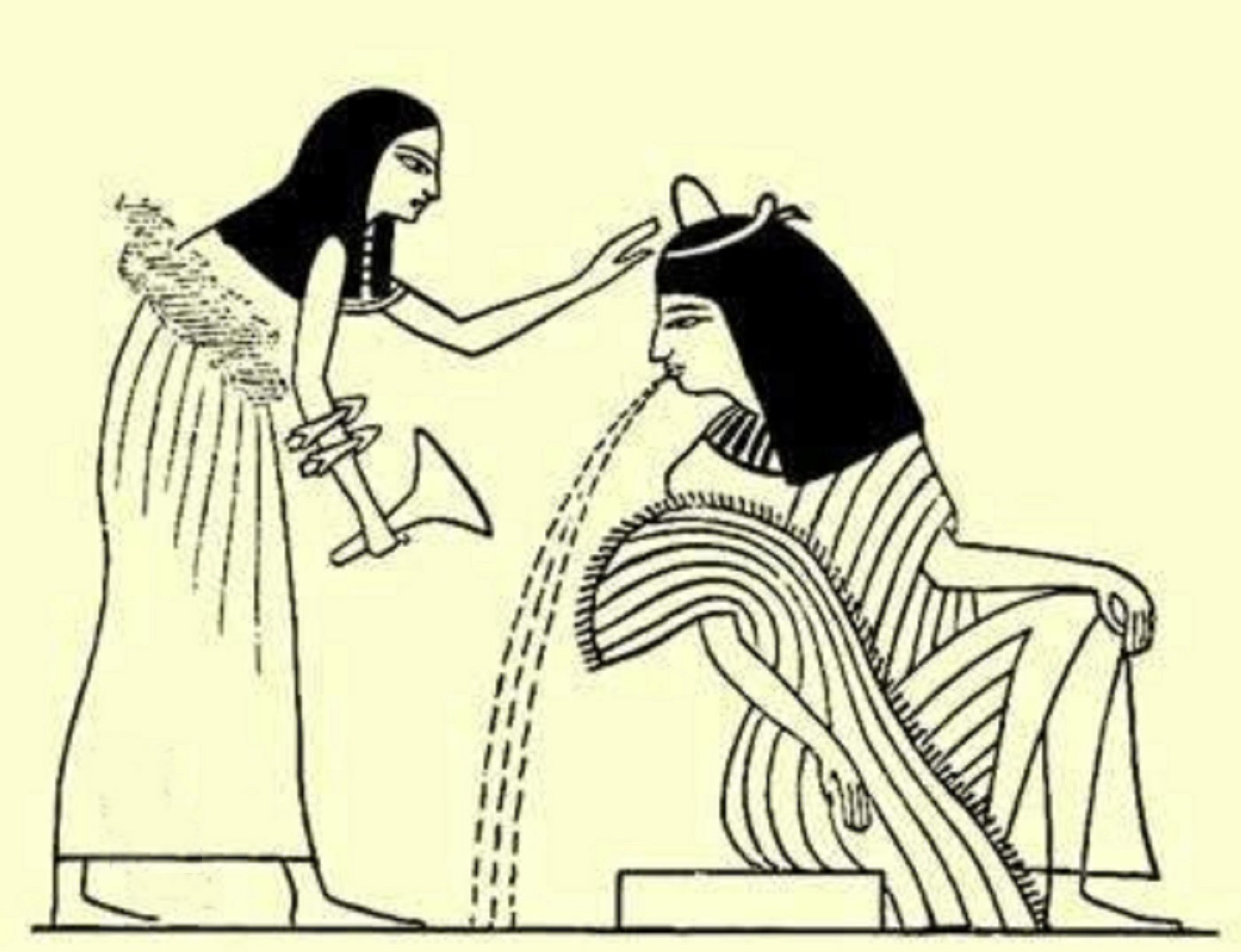
Femme saoule vomissant
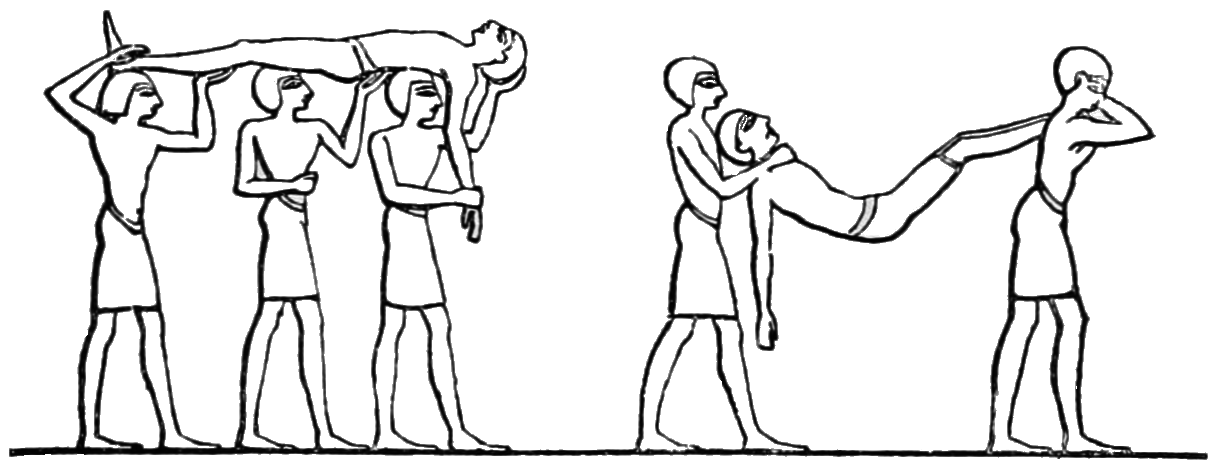
Hommes ivres évacués par leurs esclaves

Le vin était consommé principalement dans les banquets et les festivités. Le peuple avait droit à sa part du vin lors des fêtes publiques telles que la fête de la récolte dédiée à la déesse Rénénoutet, les festivités en l'honneur de Hathor et celles de la vallée du Nil. Rénénoutet, la déesse des abondantes récoltes, avait toujours un petit sanctuaire près du pressoir et de la cuve à vin ; quant à Hathor, elle, était, entre autres, la déesse de vin et de l'ivresse.

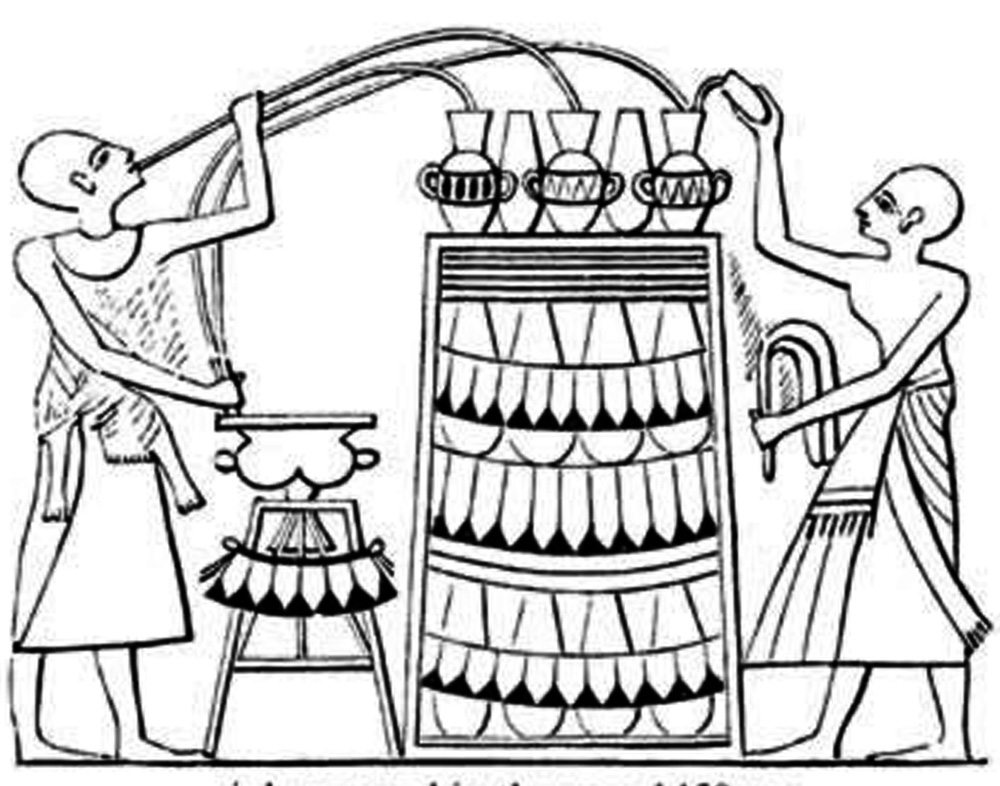
Siphonage du vin

Au cours de ces fêtes le vin jouait un rôle important. Hérodote rapporte que lors des célébrations du Nouvel An à Bubastis, il était bu plus de vin que tout au long de l'année. Ce qui n'empêchait pas d'être soigneux de sa qualité. Pour éviter de boire le vin jusqu'à la lie, les Égyptiens se servaient d'un siphon ce qui lui évitait d'être servi trouble avant d'être bu.
Dans les Textes des pyramides, il est spécifié que le vin participe aux sacrifices funéraires et qu'il est la boisson essentielle du pharaon dans l'au-delà au même titre que celle des dieux. Cette boisson divine était sous la patronage des dieux Osiris et Chesmou ainsi que des déesses Rénénoutet et Hathor. Osiris est le seigneur du vin lors de la fête des morts, Plutarque dit qu'il avait été dit le premier à boire du vin et à enseigner aux hommes comment planter la vigne ; Chesmou, le dieu, présidait à la presse du vin. Dans la mythologie égyptienne, le vin était souvent comparé avec le sang, ce qui est dû à leur couleur identique. Il était aussi surnommé « la sueur de Rê », le dieu solaire. Et un proverbe égyptien antique affirmait : « Dans l'eau, vous pouvez voir votre propre visage, mais dans le vin vous voyez le cœur de ses vignes ».
Vers 4 840 BP, les grandes régions de production étaient celles du delta du Nil et du Fayoum, qui produisaient le vin blanc de Hut, près du lac Maréotis et le vin de la Pêcherie (Ham), venaient ensuite les vins du Sud, de la Haute et de la Basse Égypte. Mais c'est à partir de 4 200 BP, à la fin de l'Ancien Empire, que « les listes d'offrandes funéraires destinées à accompagner les défunts font état, régulièrement, en plus de la bière, de cinq types de vins différents. ». Sont généralement indiqués Irep Mehu (vin de Basse-Égypte ou des marais), Irep Bes (vin présenté dans une jarre d'Abesh), Irep Imit (vin provenant d'Imit, au nord de Faqous), Irep Dedjem (vin doux) et un vin d'assemblage. D'autres listes citant toujours cinq vins différents, indiquent aux côtés du vin rouge, du vin blanc et du vin du delta, le vin d'Abaris (Péluse) et le vin de Sokmit (Létopolis). Ils étaient classés comme bon (nfr), deux fois bon (nfr, nfr) ou trois fois bon (nfr, nfr, nfr).

### Négoce du vin
Les vignes, cultivées dans le delta, donnaient un vin très apprécié des habitants de la Basse Égypte. Son commerce était très actif sur le Nil, puisque des bateaux pouvaient embarquer jusqu'à 2 000 jarres.
Sous les dernières dynasties, le vin était devenu un marché lucratif car des chais ont été découverts près du port d'Aboukir dans le delta du Nil. Un mortier qui porte des traces de vin en recouvre les murs. La cité de portuaire de Maréa, près du village de Hawariyyah, mentionné dans les sources historiques, comme Hérodote, fut célèbre dans l'antiquité pour son vin. Ce fut un centre considérable de vinification comme l'atteste la découverte des vestiges de presses de vin et d'un four à amphores retrouvé enfoui sous la basilique. Ils témoignent d'une économie prospère basée sur la viticulture et le négoce du vin. Les fouilles les ont mis au jour dans la zone sud de Marea. Tout proche, il existait une série de bâtiments, très certainement une auberge pour la clientèle, compte tenu des équipements (deux grands péristyles, plusieurs chambres, latrines).

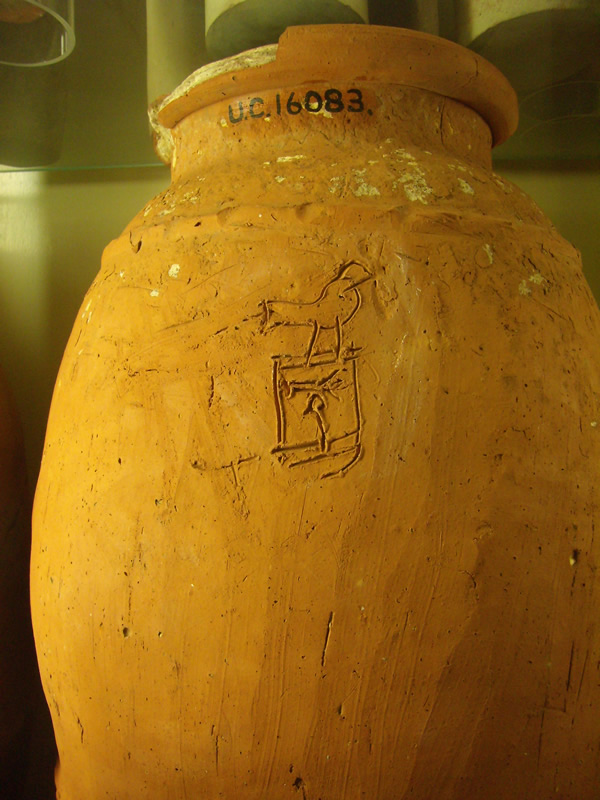
Jarre portant le nom du pharaon Narmer
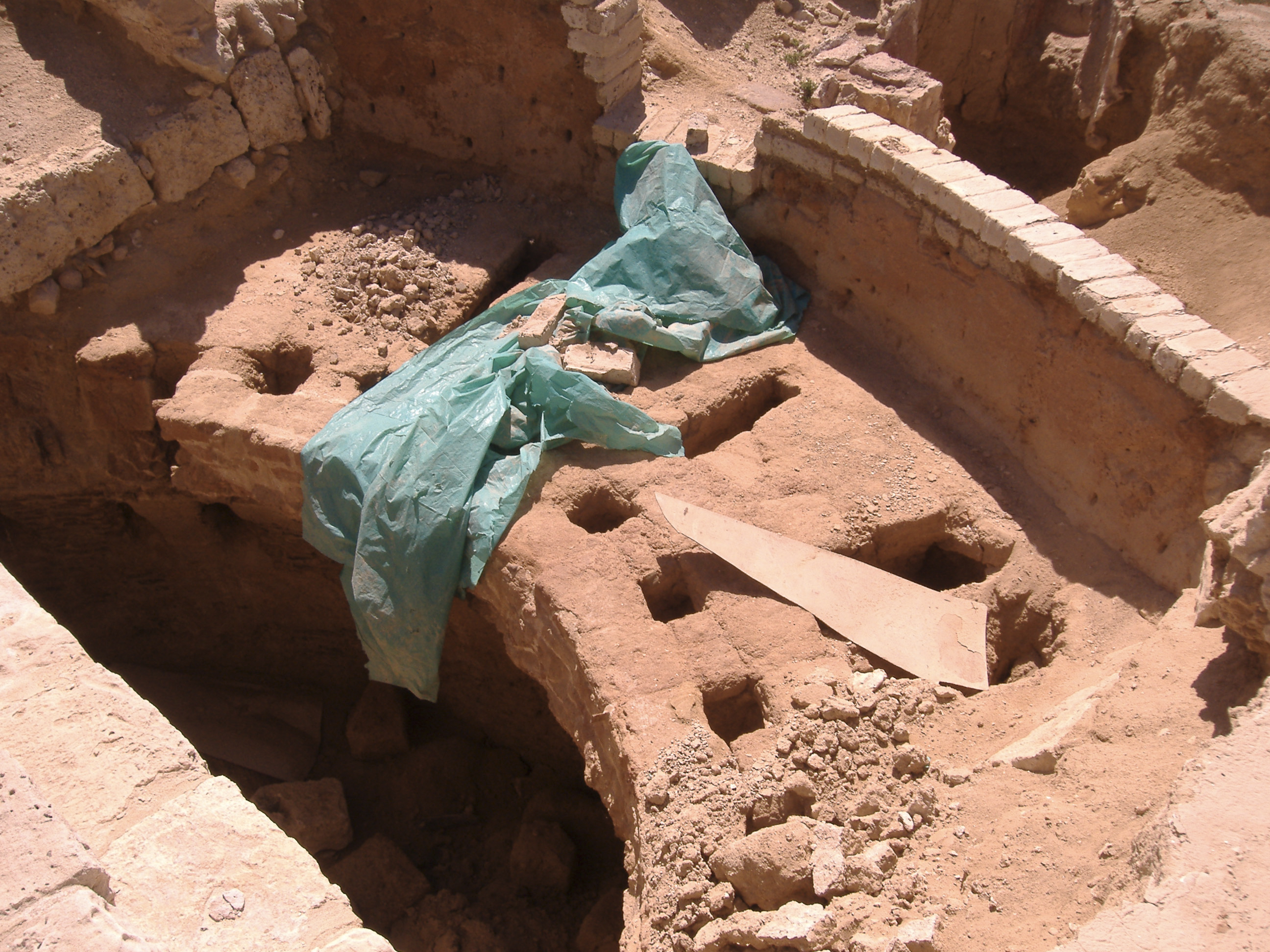
Détail d'un four à amphore sous l'abside de la basilique de Maréa
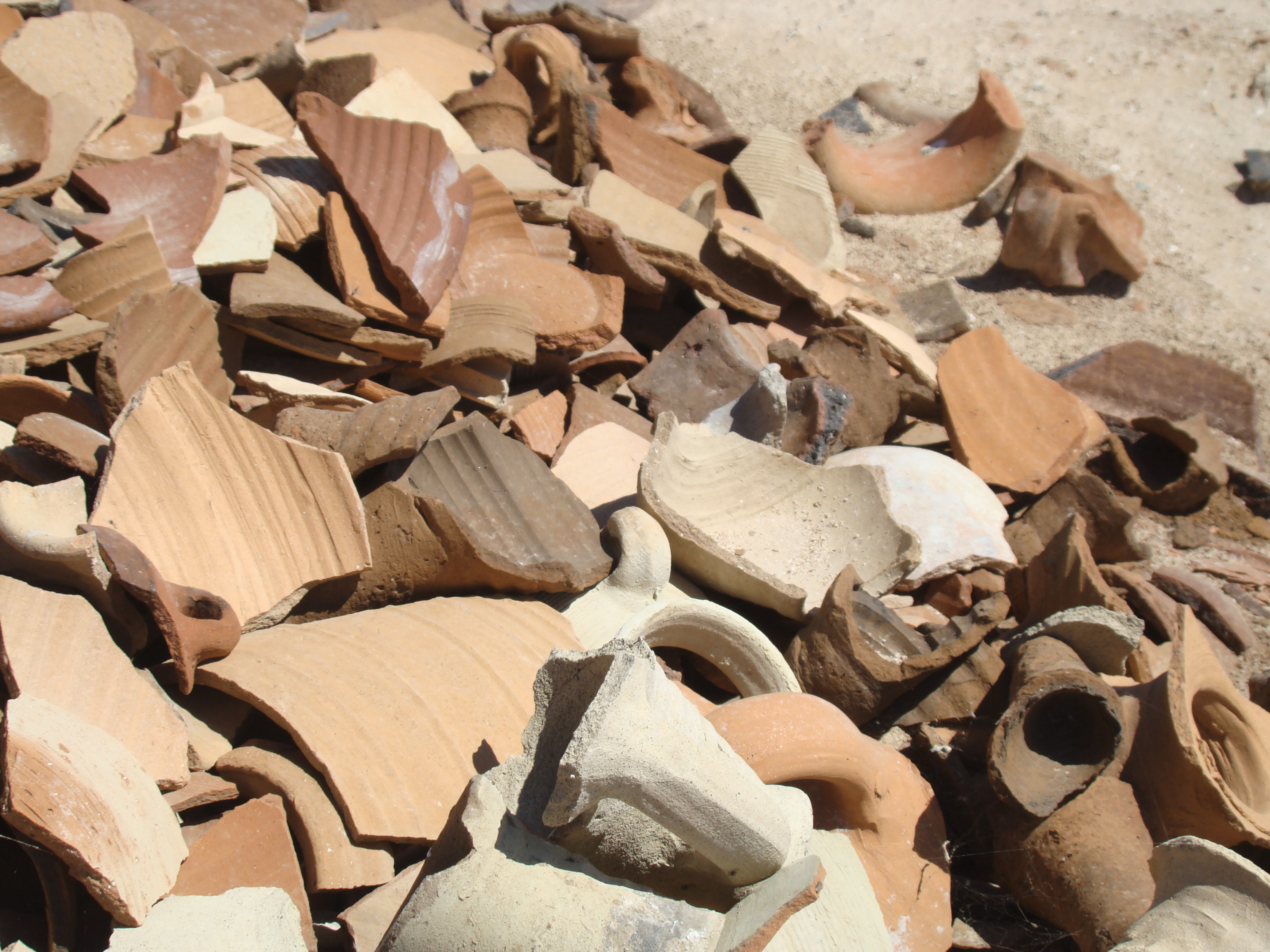
Fragments de poteries vinaires à Maréa
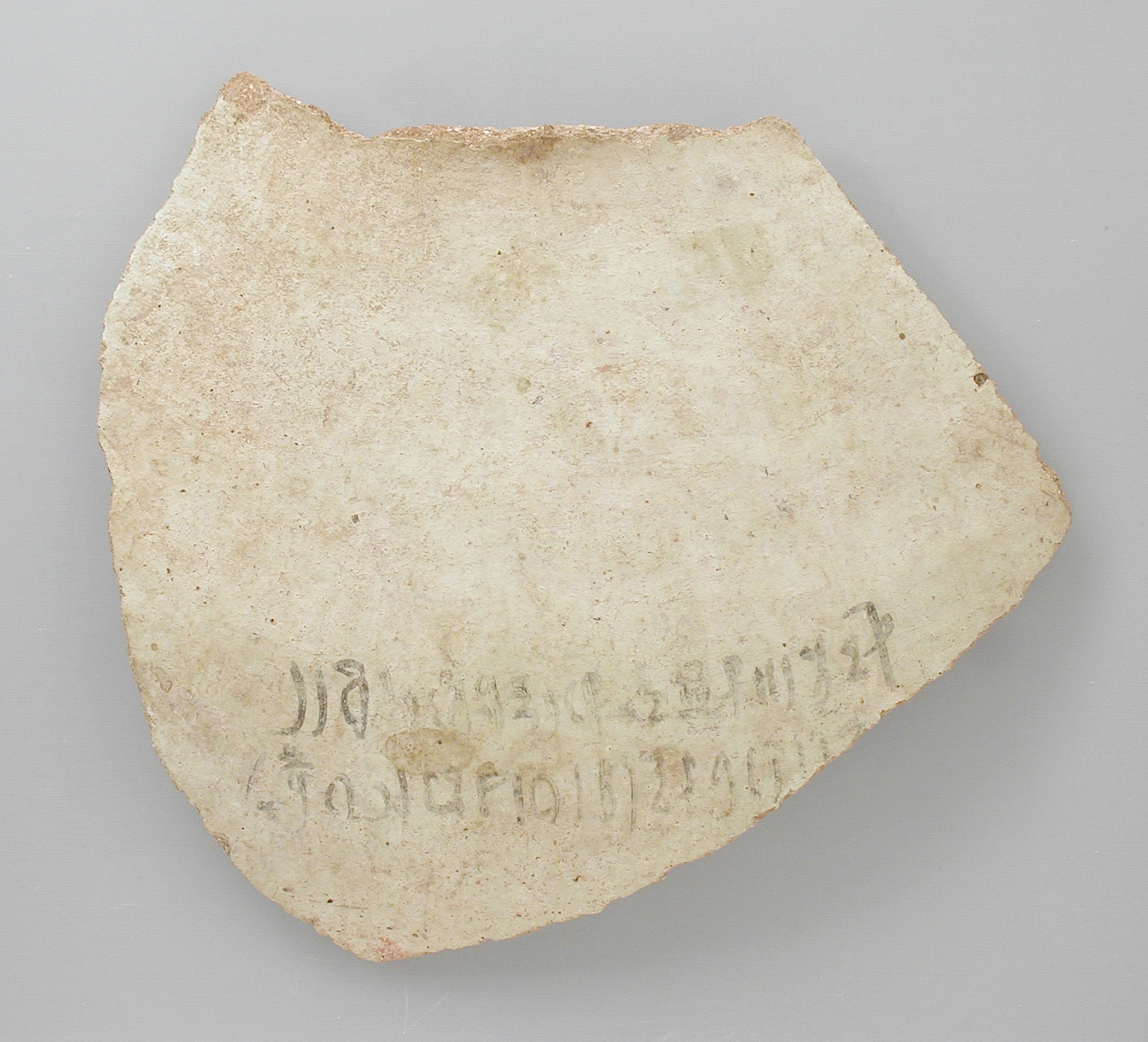
Inscription sur une amphore datée du règne d'Amenhotep III
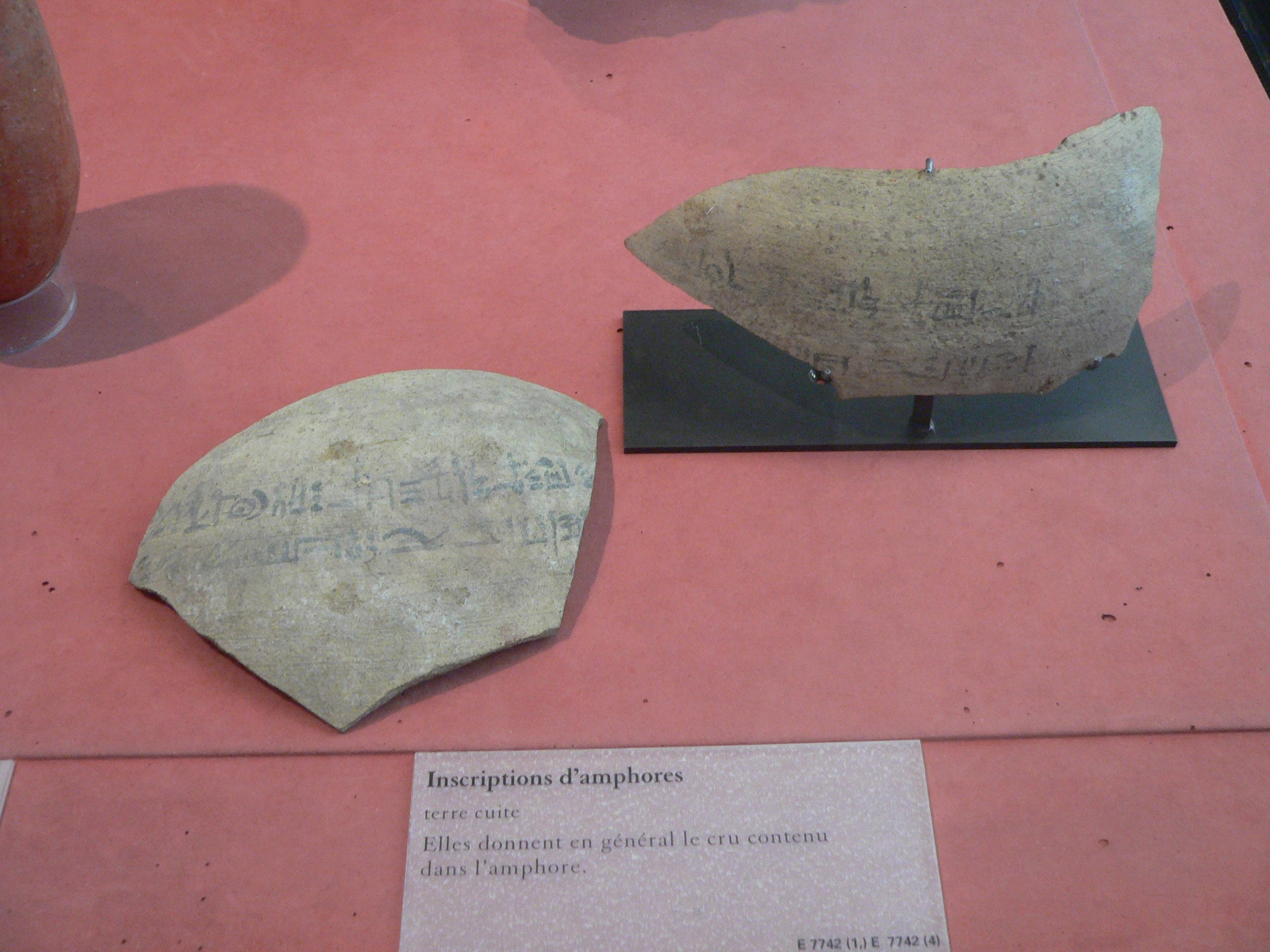
Fragments d'amphore indiquant le cru contenu

La viticulture, initialement signe d'un degré supérieur de civilisation, avait évolué vers une spéculation, car pour entretenir un vignoble rentable il fallait des ressources et de la main-d'œuvre abondantes. Le négociant en vin faisait inspecter et compter ses jarres par un scribe dès la récolte finie puis lors de leur stockage. Les amphores étaient entreposées soit sur le sol ou sur des estrades de bois ou de pierre. Mises en rangées successives, elles permettaient de retrouver le vin le plus vieux toujours placé à l'arrière. Sur chaque amphore étaient inscrites des informations sur le vin incluant l'année du règne, le nom du vignoble, le nom du producteur de vin et souvent la qualité du vin.

## Égypte grecque

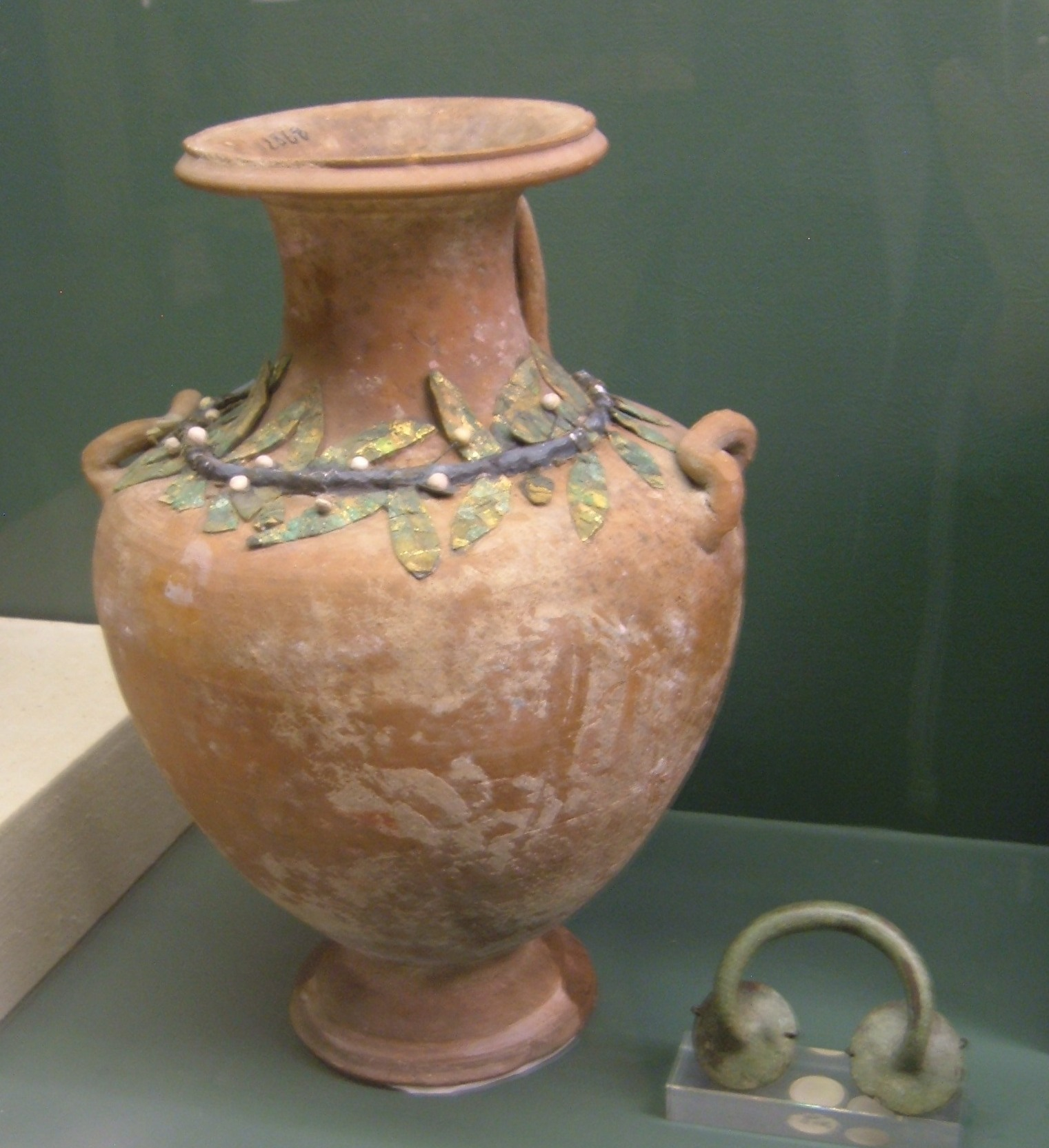
Cratère de la période ptolémaïque

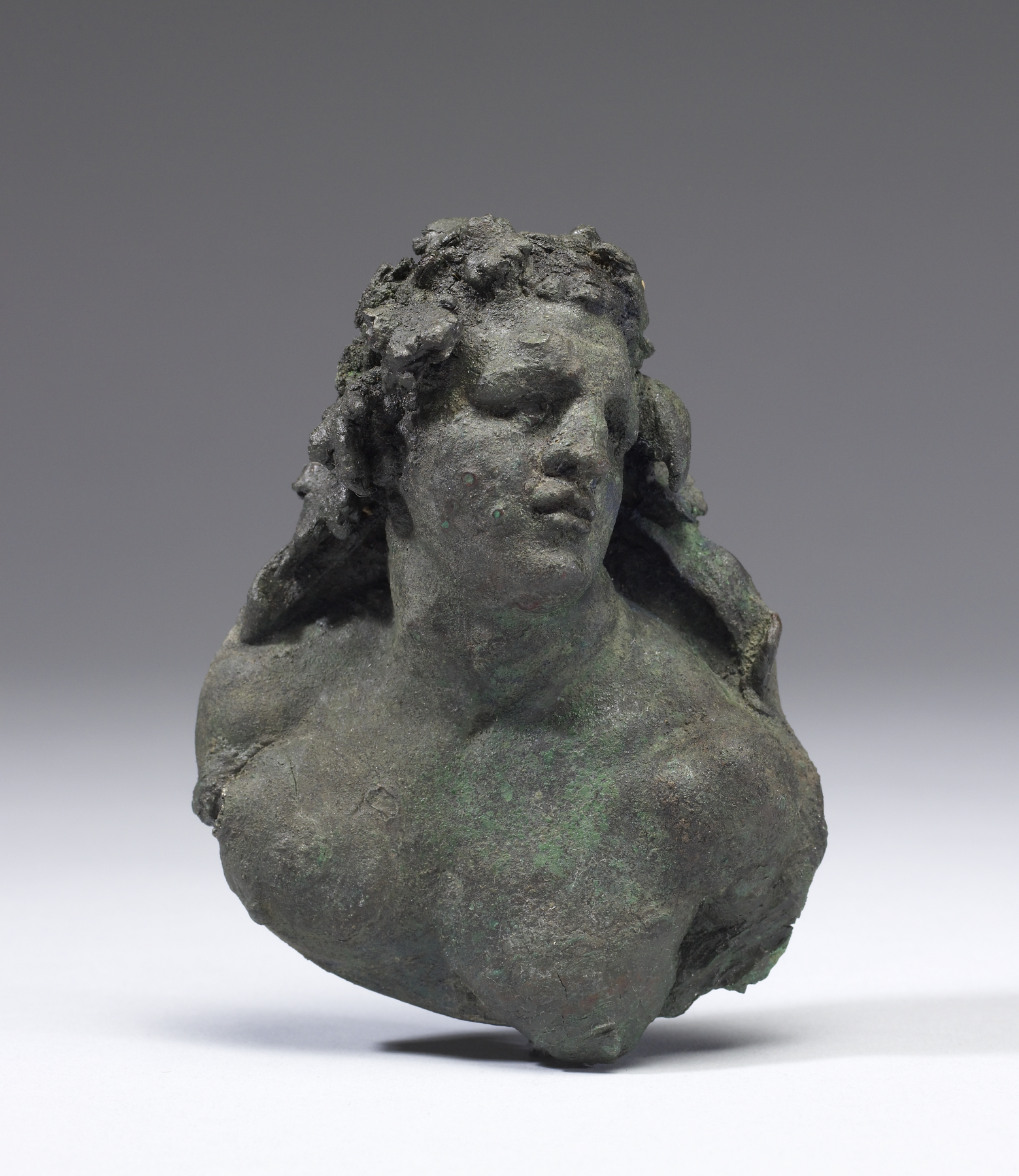
Ptolémée Ier en Dionysos

Les vignes restaient assez rares en Égypte pour qu’un grec comme Hérodote ait considéré qu’il n’y en avait pas et que la bière était le seul breuvage dans ce pays. La viticulture était restée un monopole du souverain et des prêtres. Ceux-ci étaient largement pourvu puisque Ramsès III répertoria 513 vignobles appartenant au seul temple d'Amon-Rê.
Quand l'Égypte fut sous la domination grecque, la viticulture s'étendit aux oasis, dans le sud du pays, grâce aux nouvelles techniques d'irrigation. De même, les vignobles plantés dans le delta et le Fayoum datent des Lagides. C'était avec ceux de Memphis, les plus renommés. Pourtant, les vins les plus appréciés étaient importés de la Syrie et de l’Archipel par les marchands grecs, qui avaient leur principal entrepôt à Naucratis. Ces nouvelles plantations mirent à mal le monopole royal et clérical sur la vigne. Les prêtres commencèrent à concéder aux particuliers le droit d'avoir des vignobles moyennant une redevance.

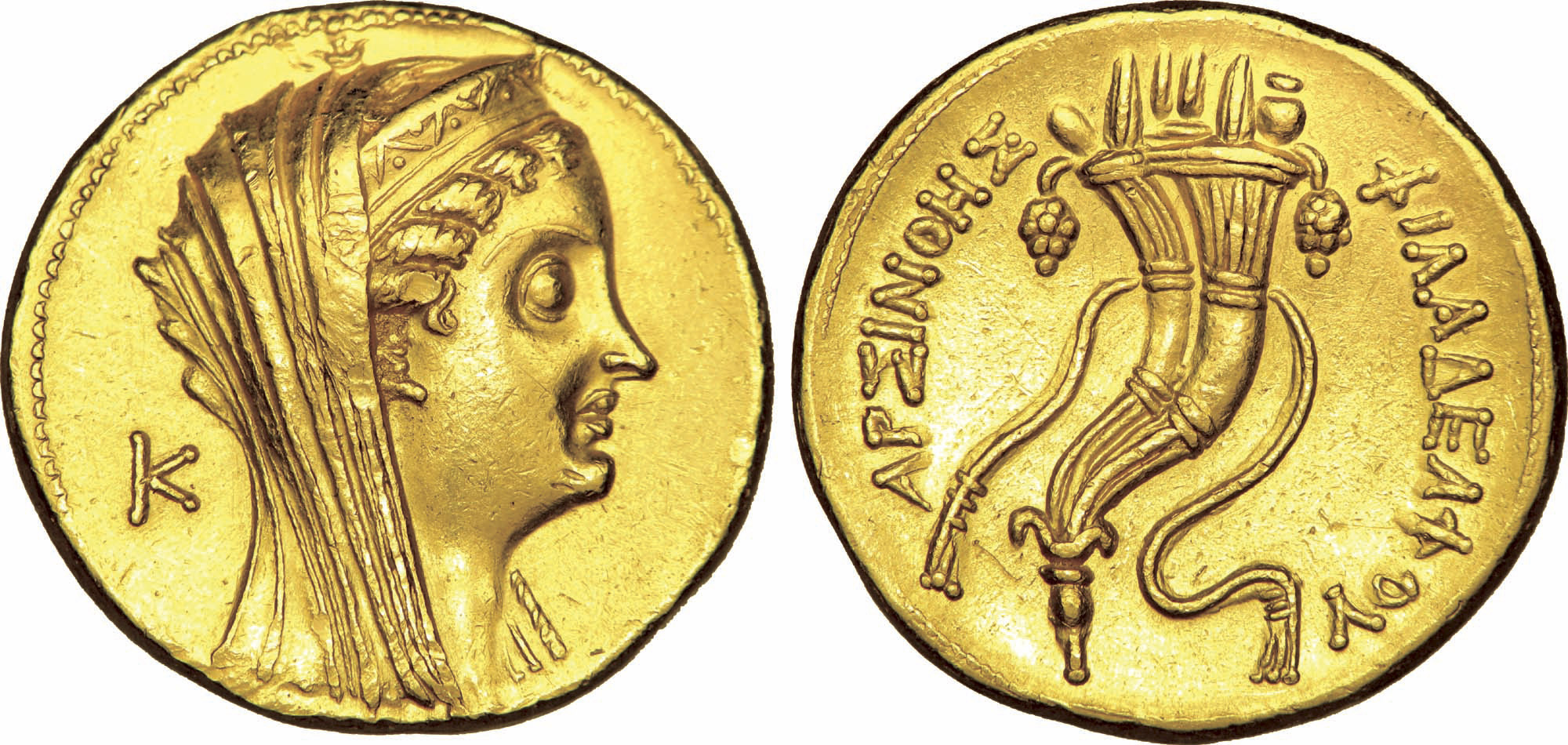
Octodrachme d'or d'Arsinoé avec une corne d'abondance d'où pendent des grappes de raisin

Ptolémée Philadelphe, après la mort de sa sœur Arsinoé, revendiqua pour le Trésor la perception d’un impôt levé jusque-là par le clergé sur les vignobles du Fayoum. Il décida qu'un prélèvement d'un sixième serait fait sur le vin, et que le montant de cette taxe, perçue par les agents du Trésor, serait affecté au culte de la Philadelphe. En compensation, il fit don aux temples de 750 000 deben (3 135 talents d'argent). Le roi ordonna de faire le relevé des sommes payées aux temples par les possesseurs de vignes. Cette comptabilité fut comparée aux données fournies par les prêtres, sur ce que leur rapportait leurs différents vignobles. Ce qui permit au souverain de connaître l'étendue des propriétés et le montant des revenus viticoles du clergé.

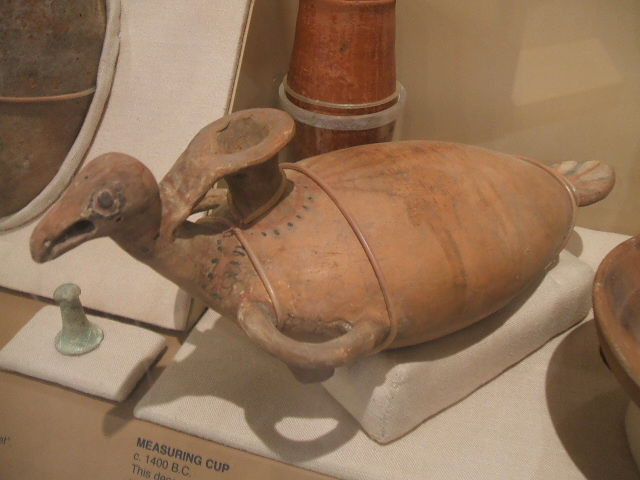
Simpula égyptienne

La mise en place de cette nouvelle taxe devant alimenter les caisses du Trésor royal fut drastique. Elle ne prévoyait qu'une seule exception sur le taux. Il ne pouvait être abaissé que pour les plantiers (vignes encore trop jeunes). Le vin perçu était entreposé dans les celliers que le percepteur avait dû faire aménager dans chaque village. Les vignerons avaient obligation le livrer dans des jarres de bonne qualité. Le percepteur procédait ensuite à la vente publique et remettait les sommes au Trésor royal. Désormais, la viticulture, devint de plus en plus un monopole d’État soumis à la surveillance des agents du fisc qui déterminaient le cours du vin en affermant la taxe chaque année.
L'hellénisation de l'Égypte eut une autre conséquence. Les découvertes issues des fouilles sous‑marines du site submergé de Thônis-Héracléion ont montré que, lors des fêtes osiriennes, pendant lesquelles à l'époque des Ptolémée, la barque d'Osiris remontait le grand canal qui va jusqu’à Canope, des bacchanales étaient célébrées par des habitants venus d'Alexandrie et des campagnes situées le long du canal. Sur le site englouti ont été retrouvées en grand nombre des louches à long manche que l’on appelle simpula, connues comme étant l'instrument (une louche à manche recourbé) avec lequel les bacchantes puisaient le vin dans les cratères. Le premier exemplaire connu de ces simpula, provient de la tombe de Psousennès Ier à Tanis, cette poterie possède une anse recourbée se terminant par une tête d'oie ou de canard. Cette juxtaposition des fêtes osiriennes et dionysiaques semblent confirmer l'équivalence Osiris‑Dionysos que signalait, en son temps, Hérodote.

## Égypte romaine

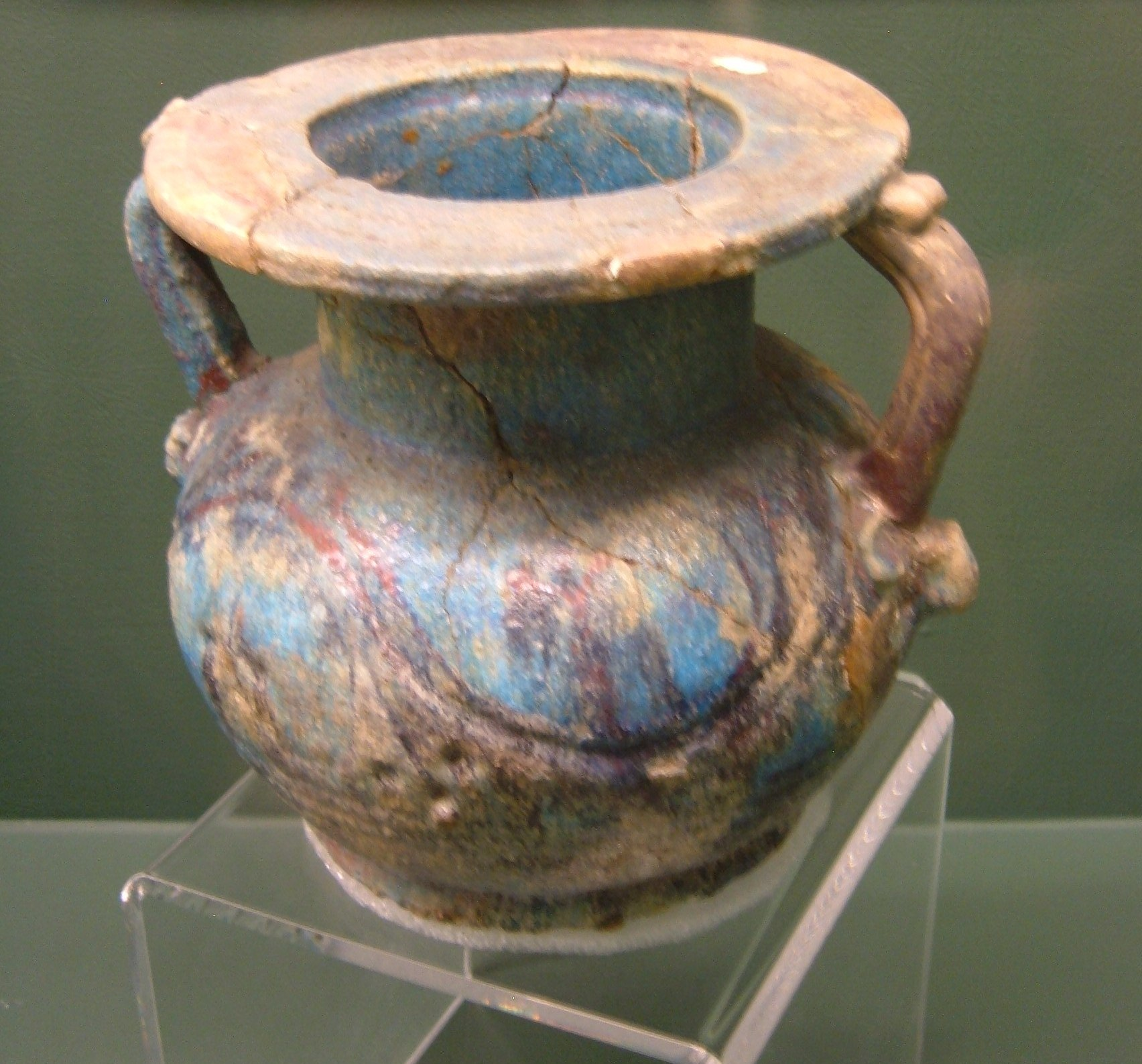
Vaisselle vinaire de la période romaine

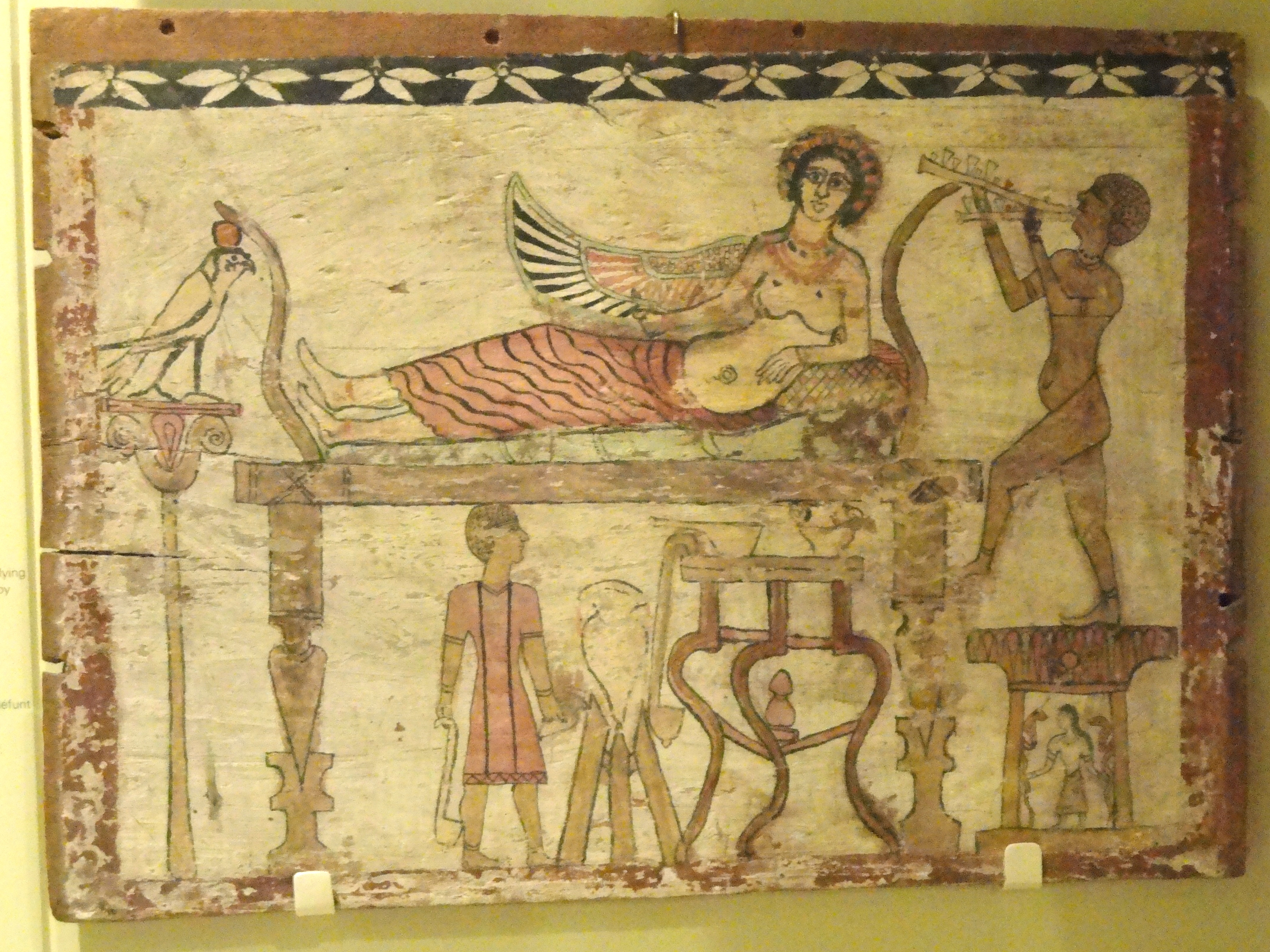
Période romaine : un défunt offre du vin à Isis

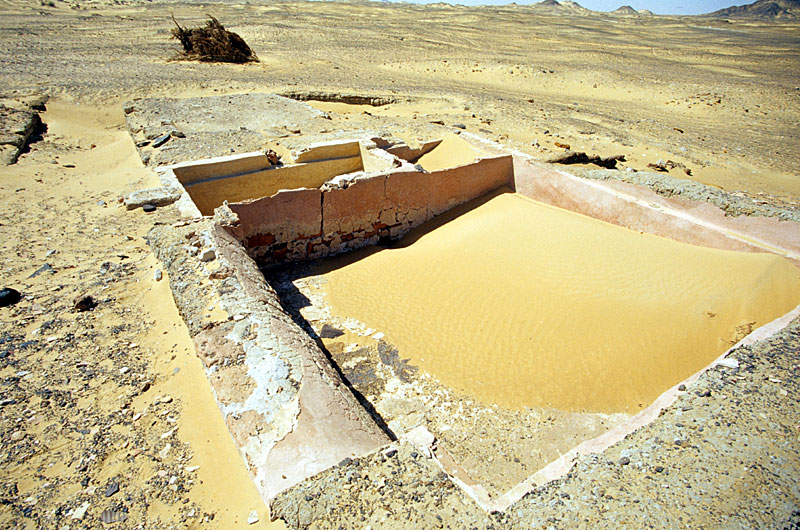
Emplacement du pressoir à vin romain de El Haiz, dans l'oasis de Bahariya, dans le désert de Libye

Sous l'époque romaine, certains vins sont exportés vers l'Italie. Des canalisations en pierre ont été retrouvées, près d'Aboukir, dans le delta du Nil, elles permettaient au vin de s'écouler jusqu'au port où il était chargé sur les navires vers Rome. Ces vestiges datent de -395 à -30 avant notre ère. Les Romains appréciaient le vin des vignobles le long du Nil et estimaient que le meilleur cru provenait de Sebennytus dans le delta central. Ils étaient aussi friands des vins produits autour du lac de Menzalah, de Tanis, de Xoïs et dans la région de Sile.
El Haiz, au sud-ouest de El Bawiti, dans l'oasis de Bahariya, fut un centre de production de vin sous la colonisation romaine. Dans cette zone se situent une forteresse et le palais romains, un centre de vinification, une basilique copte ainsi que plusieurs cimetières. La forteresse romaine a apparemment servi une importante garnison. Outre un important contingent de soldats, elle abritait aussi les dirigeants locaux. À proximité se trouve un palais qui est probablement le plus grand construit par les Romains en Égypte. Il était entouré par une paroi d'enceinte et la plupart de ses murs étaient peints avec des scènes de chasse et des végétaux.
Il semble que la viticulture fut traditionnelle dans l'oasis de Bahariya. Elle continue actuellement, et produit du vin en petites quantités. Mais dans les temps anciens, les vins locaux étaient renommés. En fait, au cours de la période gréco-romaine, ce vin a été considéré comme l'un des meilleurs vins de toute l'Égypte. En 1988, un complexe de vinification remontant à la période romaine a été découvert à l'ouest de la forteresse romaine très près du palais. Le vin qui y fut produit aurait probablement servi spécifiquement aux besoins des Romains en garnison dans la forteresse, ainsi qu'aux administrateurs du palais.
La structure est composée de murs de briques crues recouvertes d'une épaisse couche de plâtre, probablement destiné à empêcher le jus de raisin de tremper dans les murs pendant la fermentation. La plus grande salle, située dans le coin nord-ouest du bâtiment, était probablement l'emplacement utilisé pour recevoir et trier les raisins avant le traitement. Le pressoir était situé sur un plan légèrement incliné de façon à permettre au jus de s'écouler. De là, le vin a probablement été réalisé par un canal étroit dans un bassin collecteur. Il y avait trois bassins différents pour trois différents types de vin. Un des bassins contenaient des cendres de plantes brûlées, indiquant peut-être que le type de vin produit en elle doit avoir été fermenté par chauffage.

## Égypte byzantine

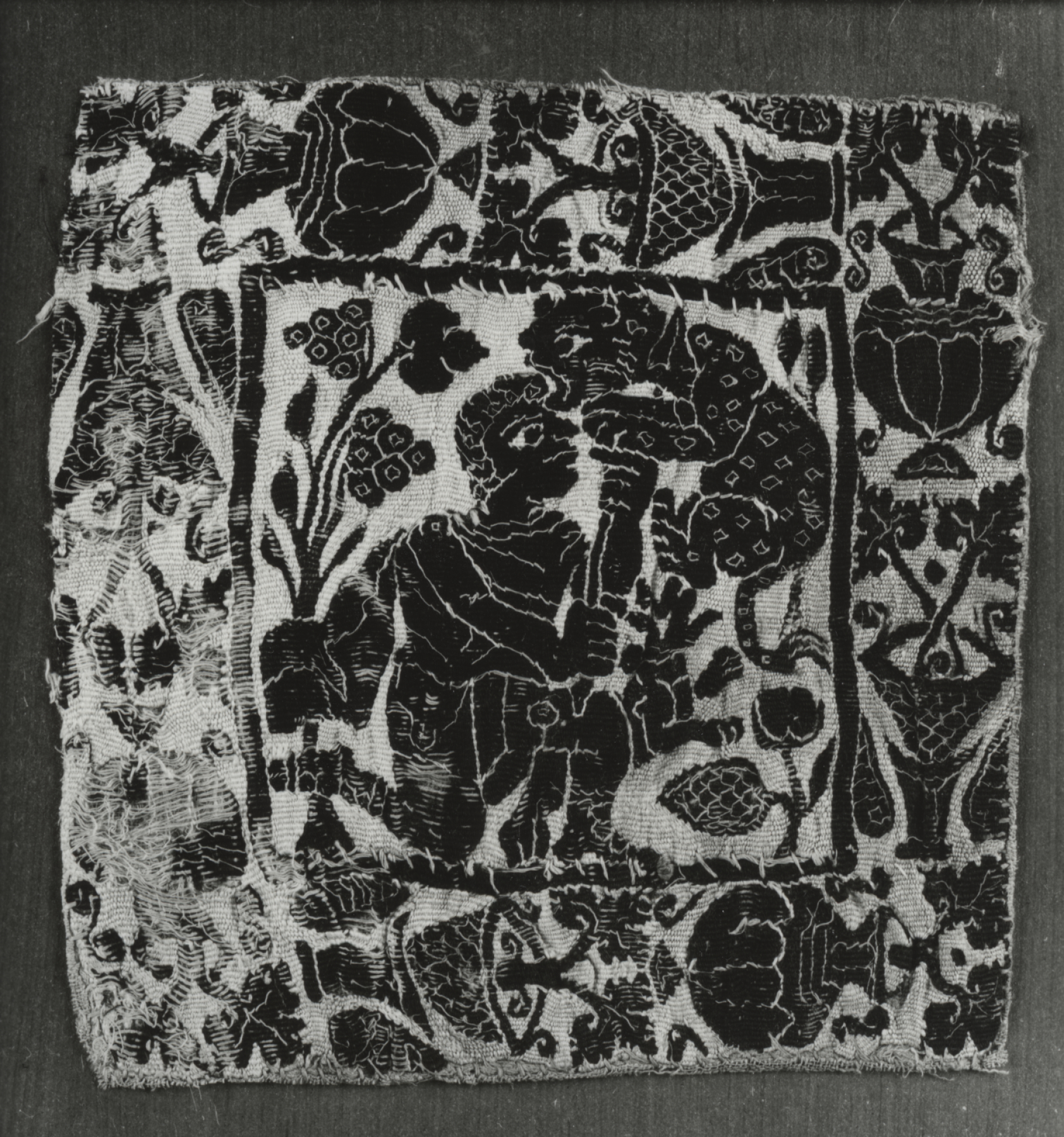
Période byzantine : homme tuant une panthère entouré de vignes et de jarres à vin

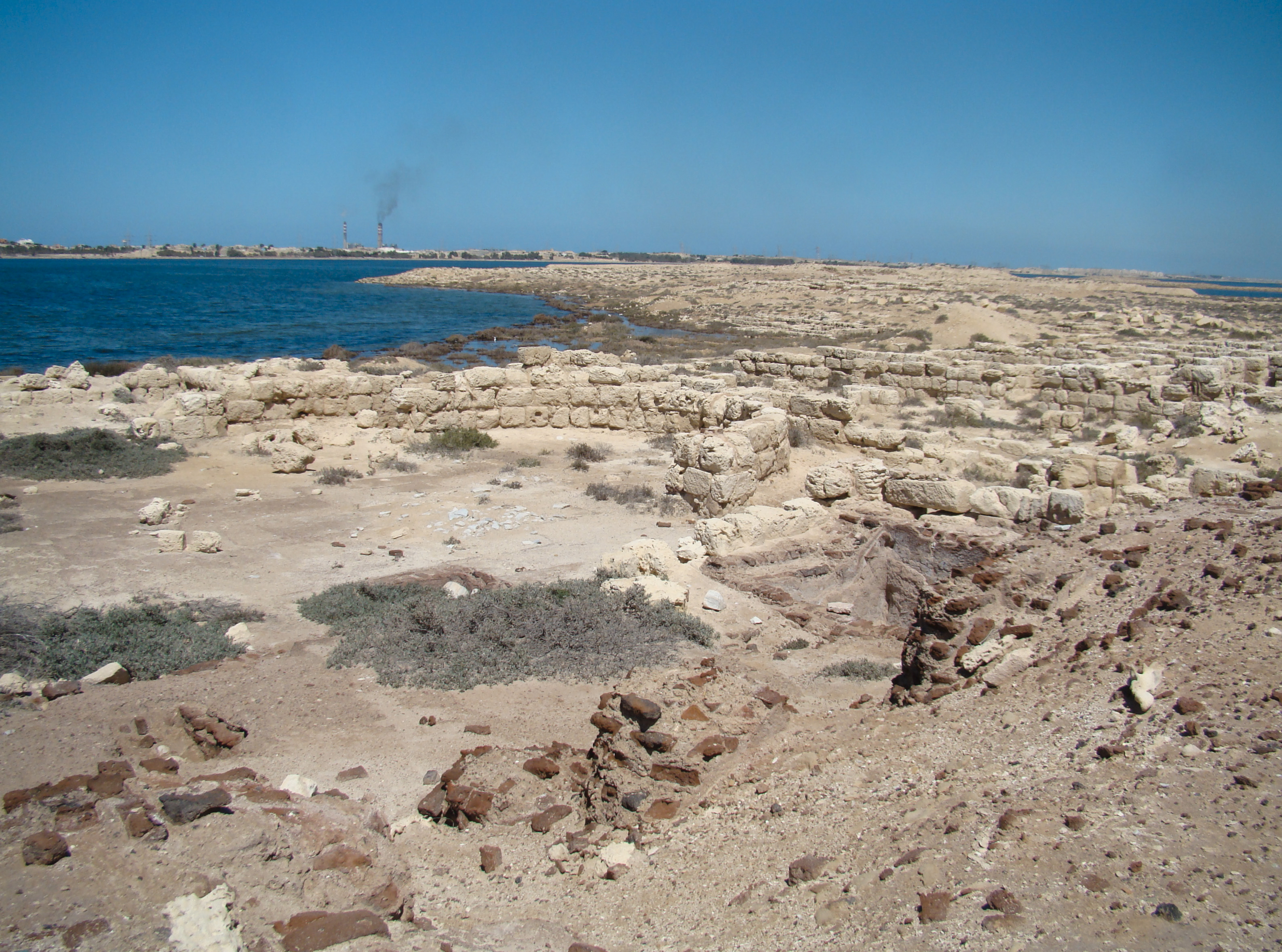
Ruines de la cité portuaire de Maréa

Le port de Maréa qui recevait les pèlerins allant à Deir Abou Menas où reposait le corps de saint Ménas, est situé dans le delta du Nil, sur la rive sud du lac Mariout, au cœur d'une région célèbre durant toute l'antiquité pour sa production et son commerce du vin. Depuis 2003, le Centre d'études alexandrines, dirigé par Jean-Yves Empereur, a engagé une campagne de fouilles sur une péninsule située à environ 100 mètres au nord de la cité. Les archéologues ont mis en évidence que le port antique était divisé en bassins séparés par quatre jetées de pierre d'une longueur de 150 mètres. Ce port était réuni au Nil par des canaux, ce qui lui permettait de recevoir des marchandises en provenance de cette vallée et de les relayer vers Alexandrie et les régions de la Méditerranée septentrionale. Maréa, sous les Byzantins, s'inscrit dans le mouvement commercial de conquête de nouveaux marchés pour les vins de l'empire romain d'Orient. Il joua ce rôle dès la fin du Ve siècle, période où la cité portuaire fut gouvernée par Philoxenos, préfet de l'empereur Anastase. Les fouilles ont aussi mis en évidence l'existence d'une riche communauté sous la domination byzantine qui dura jusqu'à la fin du VIIIe siècle. 

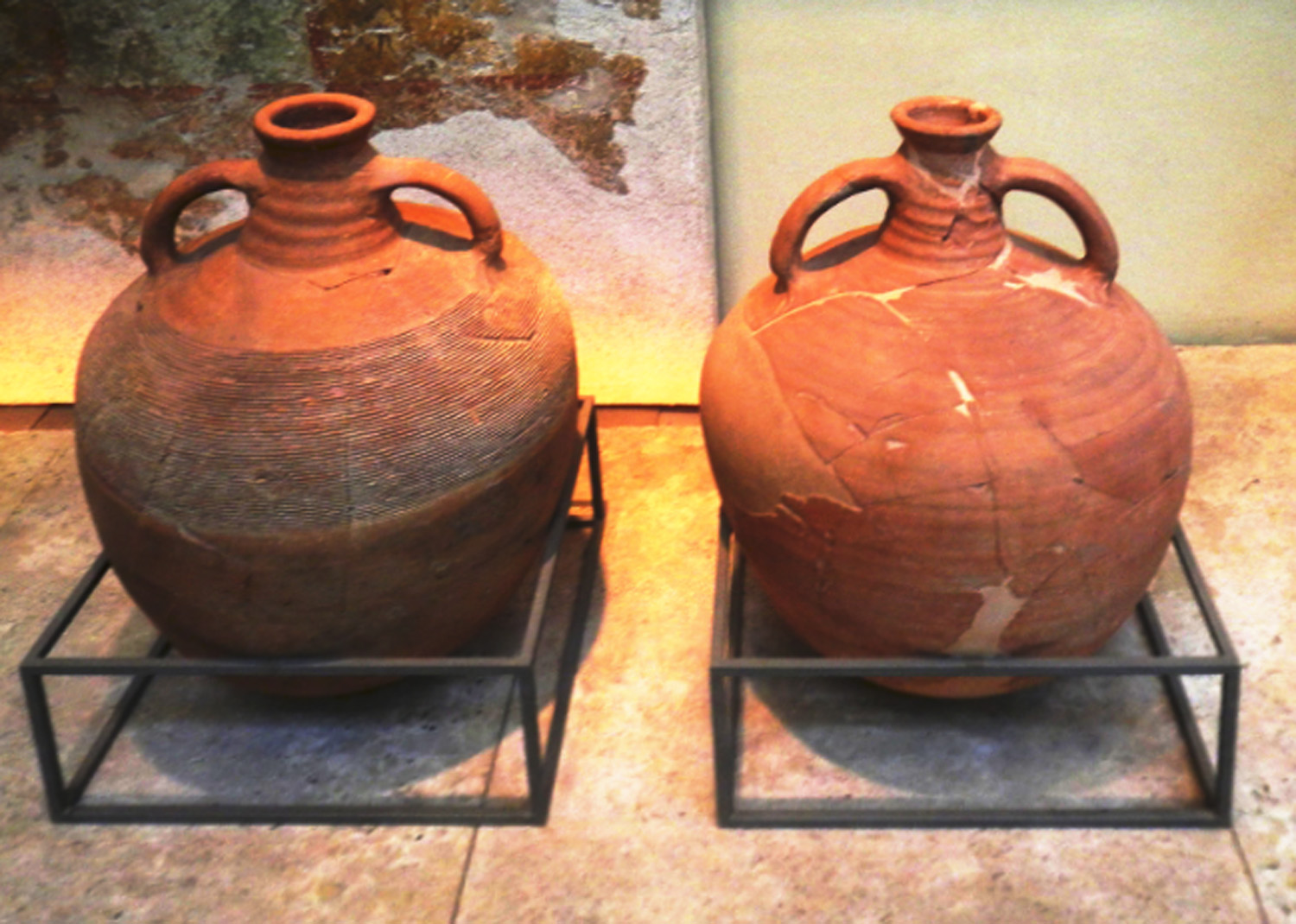
LRA 2, une des sept catégories de Late Roman Amphora de l'époque byzantine

Des amphores de provenance orientale, classées dans la catégorie Late Roman Amphora (LRA), ont été identifiées dans l'ancienne Gaule sur une centaine de sites datés de l'Antiquité tardive. Ces découvertes ont permis de parfaire une connaissance, jusqu'alors très lacunaire, des échanges commerciaux entre le sud et le nord de la Méditerranée.
Parmi les sept catégories identifiées de LRA, l'Institut de Recherche sur la Provence Antique (I.R.P.A.) a trouvé essentiellement des LRA 1 à Arles, qui correspondaient à la fin du IVe siècle, à Marseille et à Port-Vendres, où elles dataient du Ve et du VIe siècle, poissées à l'intérieur, elles avaient contenu du vin. Ces fouilles ont permis de déterminer qu'il existait deux types chronologiquement distincts : « le type à col étroit et panse plus ou moins globulaire, caractéristique du Ve siècle, et le type à col large et panse plus étroite qui n’apparaît pas avant le VIe, voire la fin de ce siècle ». Elles ont été classées LRA 1a et LRA 1b.
| Late Roman Amphora 1, sa coupe et son imitation égyptienne |  | Late Roman Amphora 1, sa coupe et son imitation égyptienne |  | Late Roman Amphora 1, sa coupe et son imitation égyptienne |
| Late Roman Amphora 1, sa coupe et son imitation égyptienne |  |                                                            |  |                                                            |

La LRA 1 (a ou b) « se reconnaît facilement aux larges cannelures (en forme d’escaliers) qui parcourent toute sa panse. La pâte est généralement jaunâtre, sableuse, avec de nombreuses inclusions noires, blanches et rouges : on distingue cependant une variété très sableuse et pulvérulente et une variété plus dure et plus fine ». Si l'origine de ces amphores est connue grâce aux fouilles archéologiques menées sur les côtes de la Cilicie, autour d’Antioche, à Chypre et à Rhodes, les LRA 1 ont été fortement imitées en Égypte.
Elles ont été fabriquées « dans le Delta et dans la vallée du Nil, sur le site de Saqqara en pâte nilotique ou en pâtes calcaires comme à Uyun Musa dans le Sinaï et en pâtes alluviales comme aux Kellia et à Baouit dans la moyenne vallée du Nil ». Embarquée à Maréa ou à Alexandrie, ce type d'amphore eut un grand succès commercial puisqu'on la retrouve jusqu'en Grande-Bretagne. L'ensemble de ces découvertes a permis de mieux comprendre l’économie de l’Antiquité tardive et d'affiner les connaissances sur les routes maritimes du vin, en cette période charnière qui a vu le passage du monde antique au monde médiéval.

## Égypte chrétienne

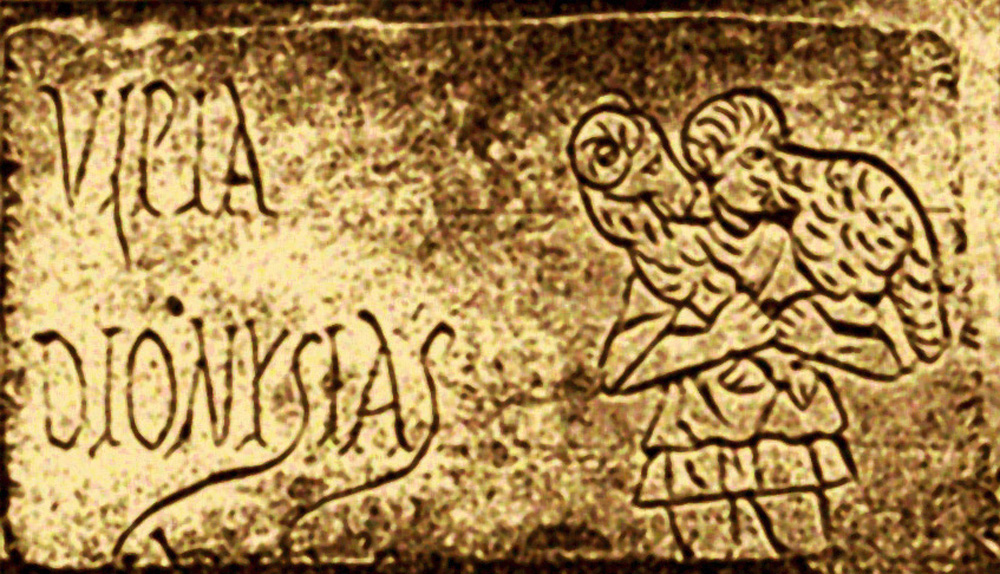
Dionysos, le Bon Pasteur d'Alexandrie, époque hellénistique

L'Égypte a été l'un des premiers pays à être christianisé vers les années 40 de notre ère. La tradition veut qu'une Église fut fondée, à Alexandrie, par Marc l'Évangéliste vers 43/49. Mais ce ne fut qu'à la fin des années 300 que la nouvelle religion fut officiellement adoptée comme religion d'État. En 391 exactement, date à laquelle l'empereur Théodose Ier décida de fermer tous les temples païens,.
Les textes et les vestiges archéologiques de l'époque paléochrétienne copte mettent en relief la continuité de l'évolution de la viticulture de l'Égypte. Continuité qui se retrouve aussi dans les religions pratiquées dans le pays hellénisé. Un des exemples les plus significatifs de l'héritage païen passant dans le christianisme est la figure de Jésus fusionnant avec celle de Dionysos sous la forme du bon pasteur. Selon Pline l'Ancien, ce thème du pâtre aurait son origine à Alexandrie. Le dieu du vin apparaît sous la forme d'un jeune berger imberbe portant un bélier sur ses épaules. Cette représentation divine fut adoptée par les chrétiens entre 260 et 360, elle est sans doute la plus ancienne image du fils de Dieu. Mais l'image du bon pasteur imberbe, céda la place, au IVe siècle à un Christ barbu.
La thématique du vin, sang de la vigne, est commune aux disciples de Dionysos et du Christ. Le vin, boisson exaltante et terrifiante dans le quotidien, permet aussi de communier avec la divinité. C'est Plutarque qui affirmait qu'il délivre l'âme de la servitude, de l'angoisse et du mensonge. Singulière similitude entre le vin des dionysies qui enseigne aux hommes la vérité et la franchise nécessaires dans leurs rapports mutuels, et le message de la Cène qui se veut ouvrir la porte la lumière dans les ténèbres. « Faites ceci en mémoire de moi. ».

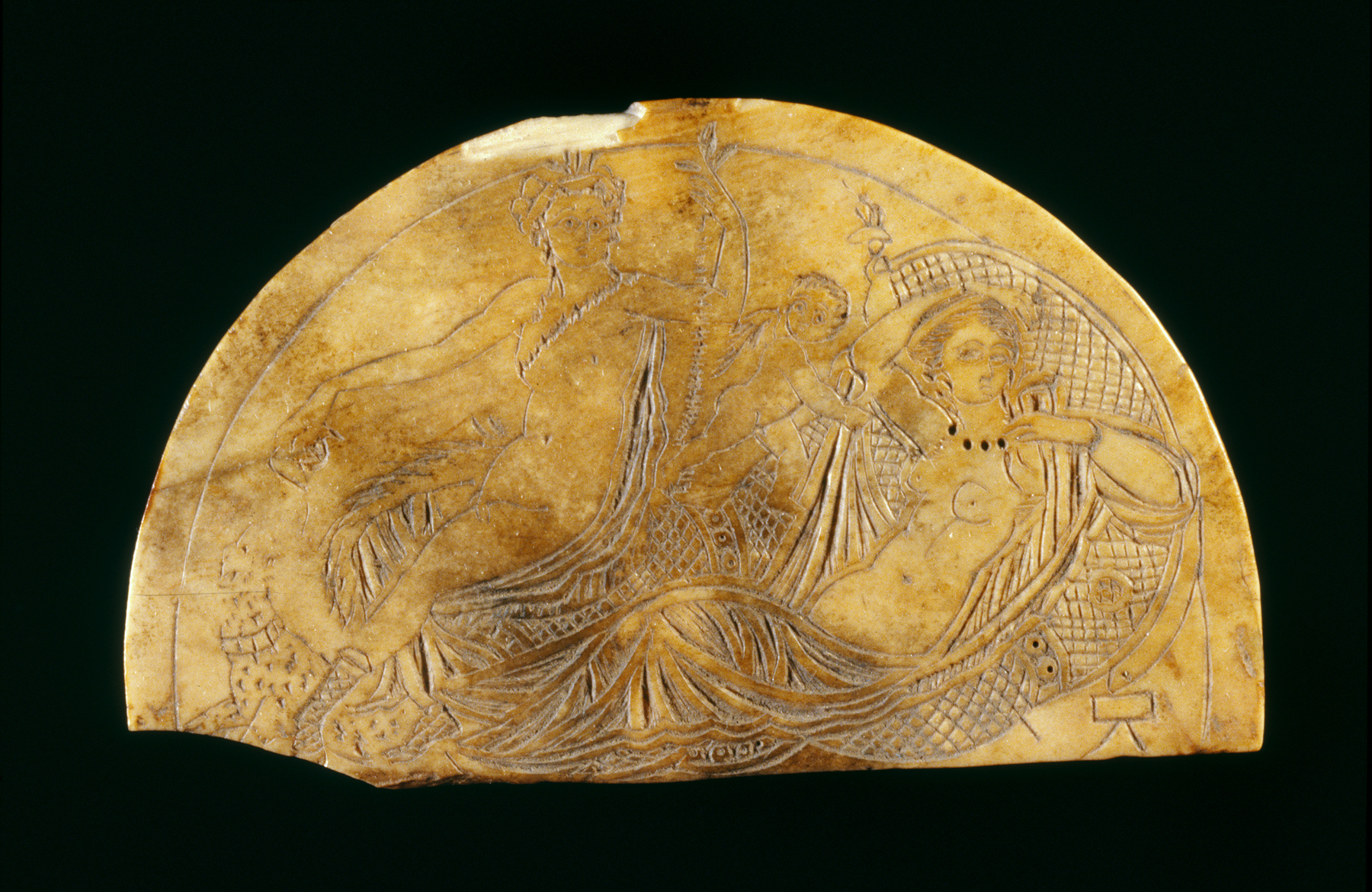
Plaque d'or avec Ariane et Dionysos, art copte du IIe siècle, symbole du syncrétisme des deux religions

Troisième thème commun celui concernant la transformation de l'eau en vin. Cette métamorphose se retrouve dans le mythe dionysiaque, où dans le temple d'Andros et à Élis, le jour de la fête du dieu du vin, des cuves remplies d'eau se changeaient en vin durant les festivités. À l'imitation de Dionysos, lors des noces de Cana, Jésus changea lui aussi l'eau en vin. Étrange ressemblance entre les deux dieux.
À cause de ce syncrétisme, il est difficile de cerner avec précision l'importance du vin en ce début du christianisme en Égypte, car les premiers siècles sont vides d'informations. À la fin du IIe siècle, la présence chrétienne ne cesse d’augmenter, mais il faudra patienter jusqu'au IVe siècle pour voir une Église chrétienne officielle. On sait qu'après la célébration de l'Eucharistie, ces premiers chrétiens se réunissaient pour faire une agape et boire du vin, le minimum étant trois tasses.
Ce christianisme primitif diffère de l'actuel, car l'orthodoxie n’est pas encore établie. Au Ve siècle l'arianisme, doctrine d'Arius, un prêtre de l'Église d'Alexandrie divise les chrétiens. Autre orientation différente de celle de Rome, le monachisme, mouvement typiquement égyptien. Les chrétiens, pour se purifier et se rapprocher de Dieu, fondent des monastères dans les oasis du désert. Les fouilles archéologiques ont permis de restituer leurs conditions de vie et de mort.

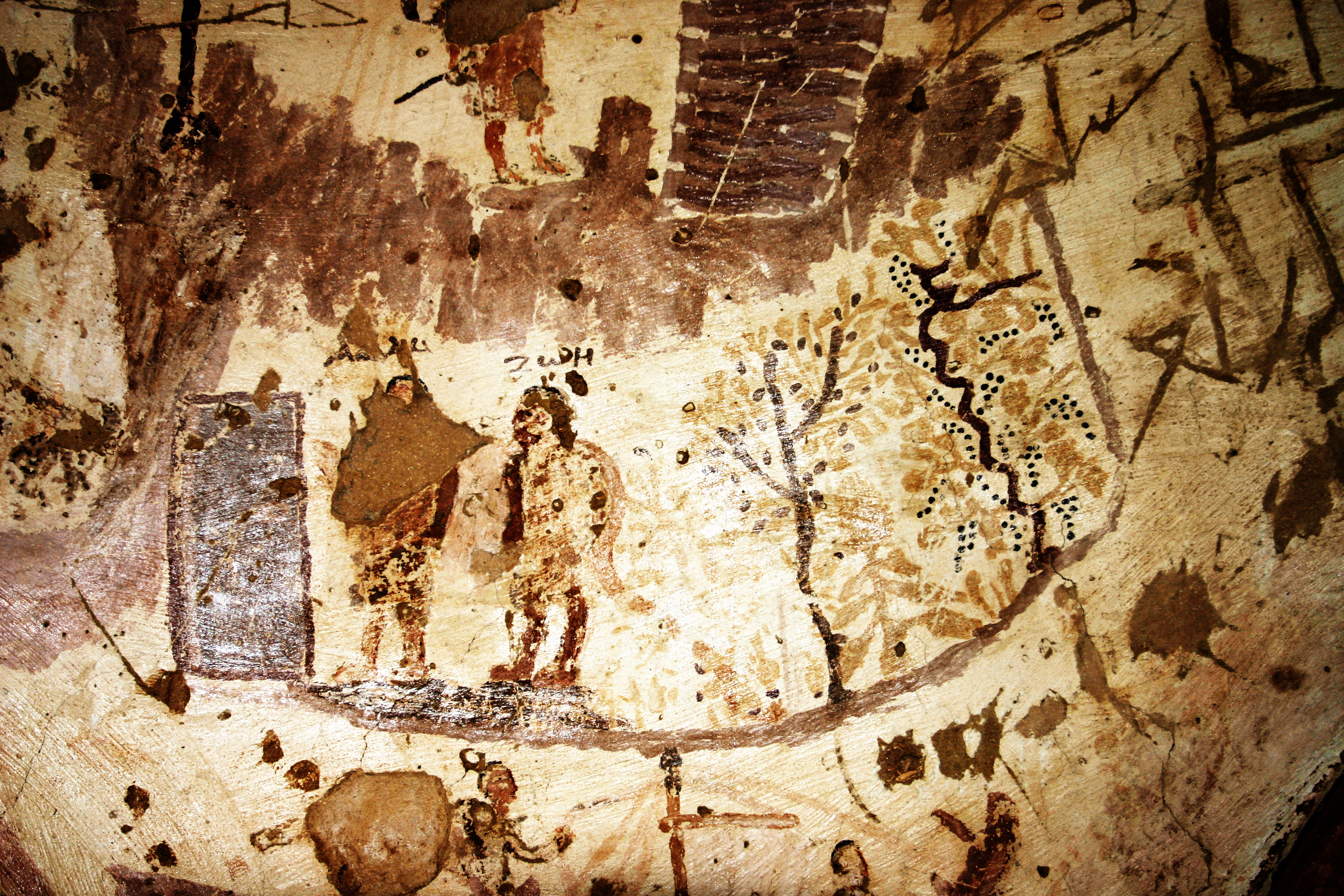
Nécropole chrétienne d'Al-Bagawat

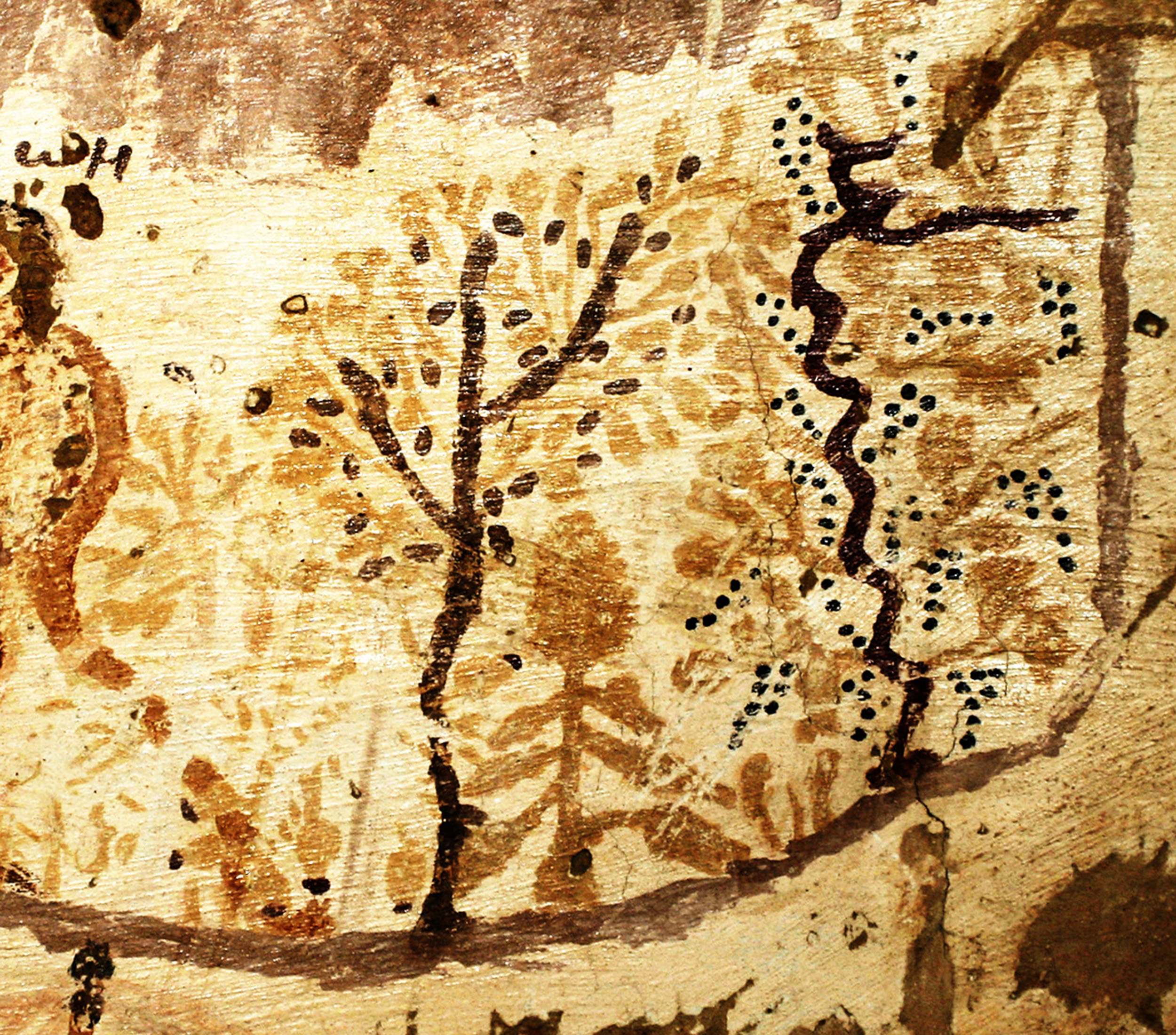
Palmeraie, fruitier et vigne dans une tombe-chapelle d'Al-Bagawat

L'héritage le plus visible en Égypte des premiers Coptes sont leurs fresques. Les plus célèbres se trouvent in situ à Al-Bagawat près de l'oasis de Kharga, dans le sud du pays, elles ont été retrouvées dans une nécropole, s'étendant sur les contreforts de Gebel el-Teir. C'est le plus ancien cimetière chrétien du monde.
Il se compose d'une vaste étendue de mausolées de terre crue en forme de dôme et galeries souterraines datant du IVe siècle, qui ont été construits sur le site d'une nécropole égyptienne antérieure. Ce lieu de sépulture semble avoir été en usage constant jusqu'au XIe siècle. Ont été répertoriées 263 tombes-chapelles. La coupure avec l'ancienne religion fut loin d'être nette puisque certains décors ont été réemployés provenant des sépultures égyptiennes antérieures, avec des scènes peintes de Horus et Thot. Les premiers chrétiens de l'oasis ont également continué d'embaumer leurs morts selon la tradition ancestrale.
Certains chapelles étaient beaucoup plus élaborées et leurs fresques mêlent des représentations complexes de plantes et de formes animales. L'art grec et byzantin ont également influencé le style. Deux des chapelles, les plus remarquables et les mieux conservés, sont dénommés « chapelle de l'Exode » et de « chapelle de la Paix ». Au centre du cimetière se trouve une église en briques sur les murs de laquelle ont été représentés des saints. Elle possède des niches pour exposer des icônes et les emplacements des lampes sont encore visibles.

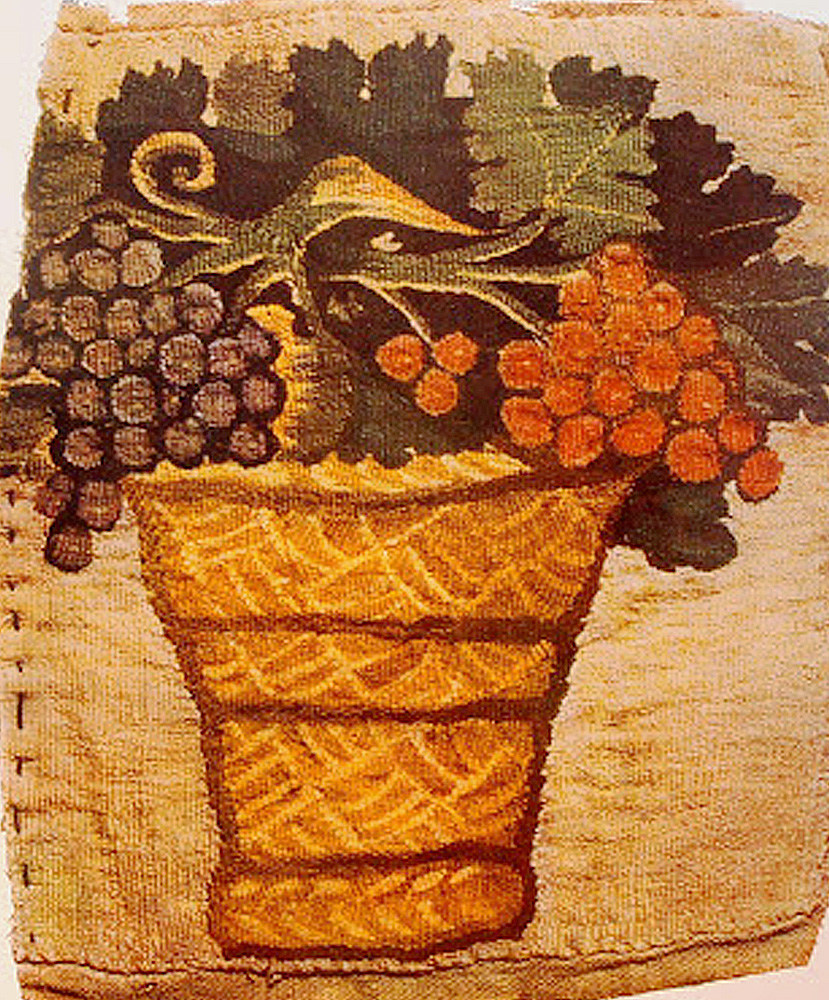
Panier de raisins sur textile, art copte du IVe siècle

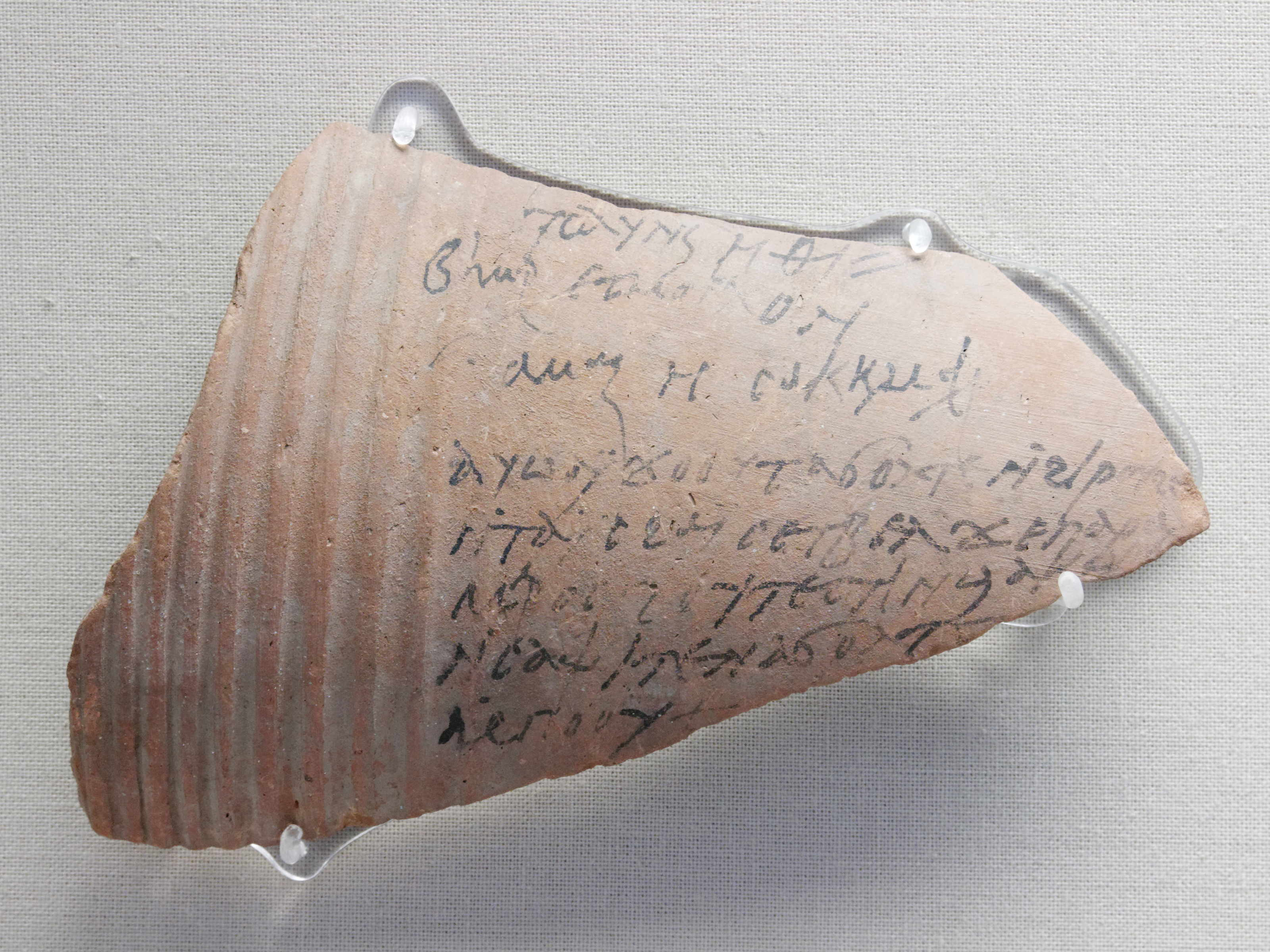
Inscription copte sur une jarre de vin

La région entre El-Kom el-Ahmar et Sharuna et Qarara, située en Moyenne-Égypte à 200 kilomètres au sud du Caire, fait l'objet depuis plusieurs années de recherches archéologiques menées par l’Institut d’égyptologie de l'université de Tübingen.
Béatrice Huber, responsable des fouilles à Sharuna, cité prospère aux premiers siècles du christianisme, y a mis en évidence une importante production viti-vinicole : « Les fouilles ont révélé une occupation dense du territoire aux premiers siècles du christianisme et mis en lumière les multiples aspects de la vie quotidienne des habitants tant du point de vue économique que religieux. Le complexe religieux de Sharuna comprend une église funéraire entourée d'un vaste cimetière et de nombreux petits ermitages et monastères disséminés dans le désert.  La viticulture et le tissage occupaient une grande partie de la population civile et monastique qui produisait aussi bien pour ses propres besoins que pour l'exportation. ».

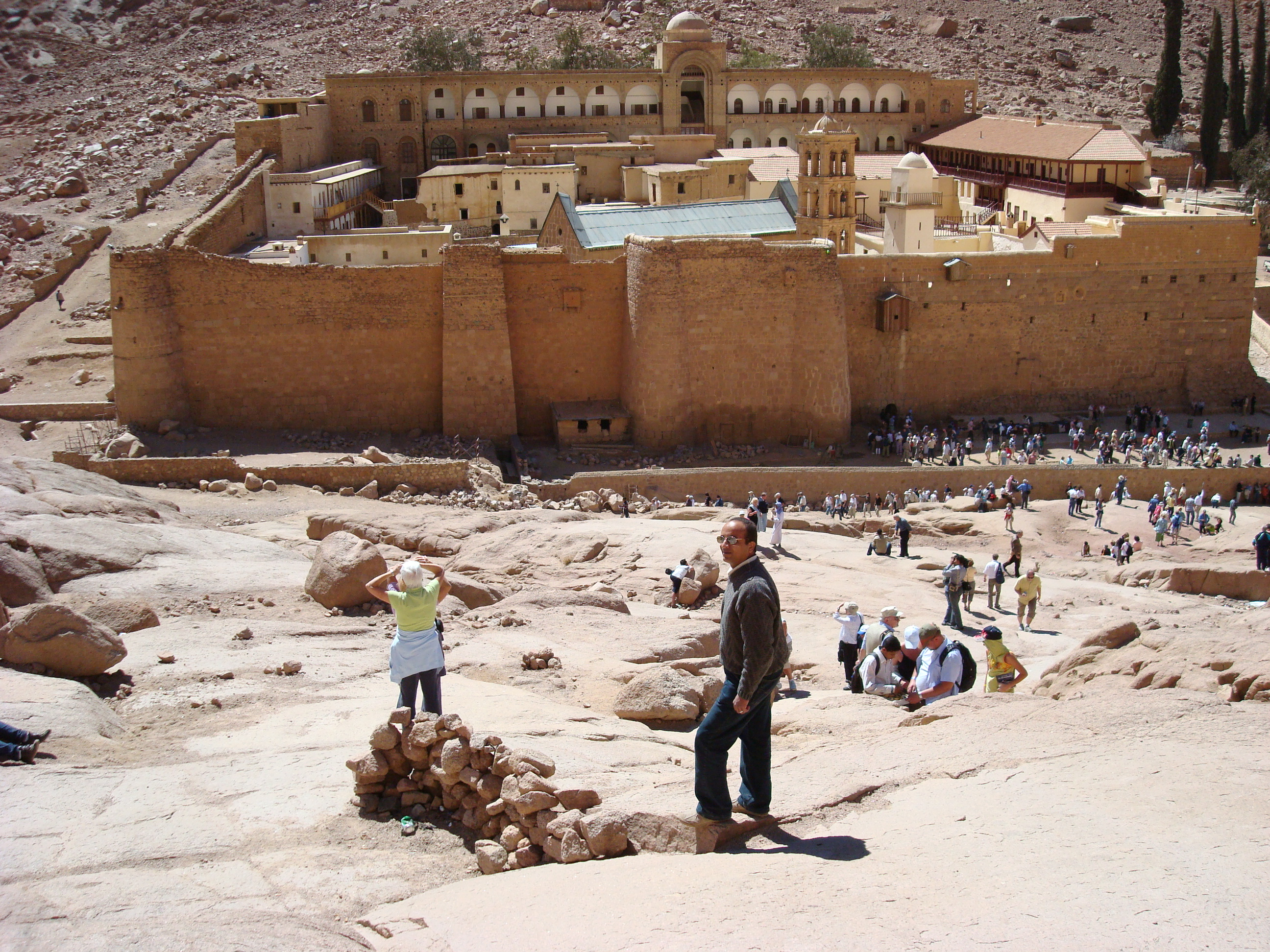
Monastère Sainte-Catherine du Sinaï, centre de vinification du vin de messe pour l'Église copte des premiers siècles

Les chrétiens d'Égypte supportaient mal leur dépendance vis-à-vis de Byzance. Nombreux furent ceux qui considérèrent l'invasion arabe de 641 comme une délivrance. Ce qui explique une rapide adhésion à l'islam. Ceux qui restèrent chrétiens furent désignés sous le nom de coptes, mot d'origine grecque désignant les Égyptiens.

## Égypte musulmane
La conquête de l'Égypte par les musulmans eut un effet immédiat. Pour se conformer à la sourate V édictée par le prophète, le vin fut interdit. Cela ne changea en rien les habitudes des fellahs habitués à ne boire que l'eau du Nil. Pour les classes aisées ce fut plus dur et les contrevenants furent nombreux. Leur punition était de quarante à quatre-vingts coups de fouet. Il existait une tolérance dont seuls purent profiter les gens aisés. Il était permis de boire des vins cuits, des vins de raisins secs, les vins de dattes et les vins de miel. Le vin cuit (tilā’) continua d'être distribué aux troupes musulmanes. Mais dans la mesure où la fermentation pouvait reprendre dans les jarres, le calife 'Umar II en interdit la consommation. La consommation d'autres boissons fermentées fut cependant interdite à partir de 1009.

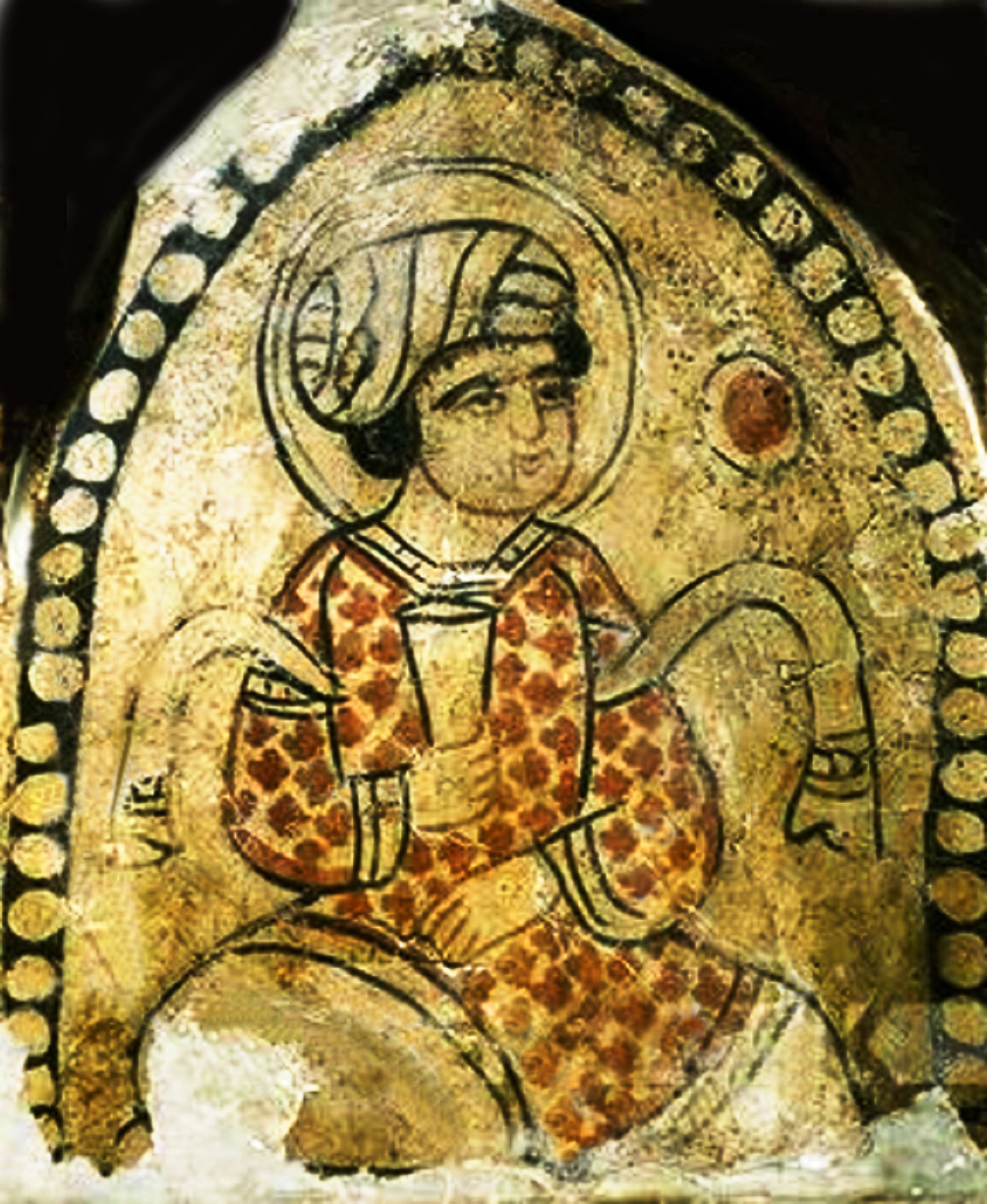
Peinture fatimide : homme buvant du vin de miel
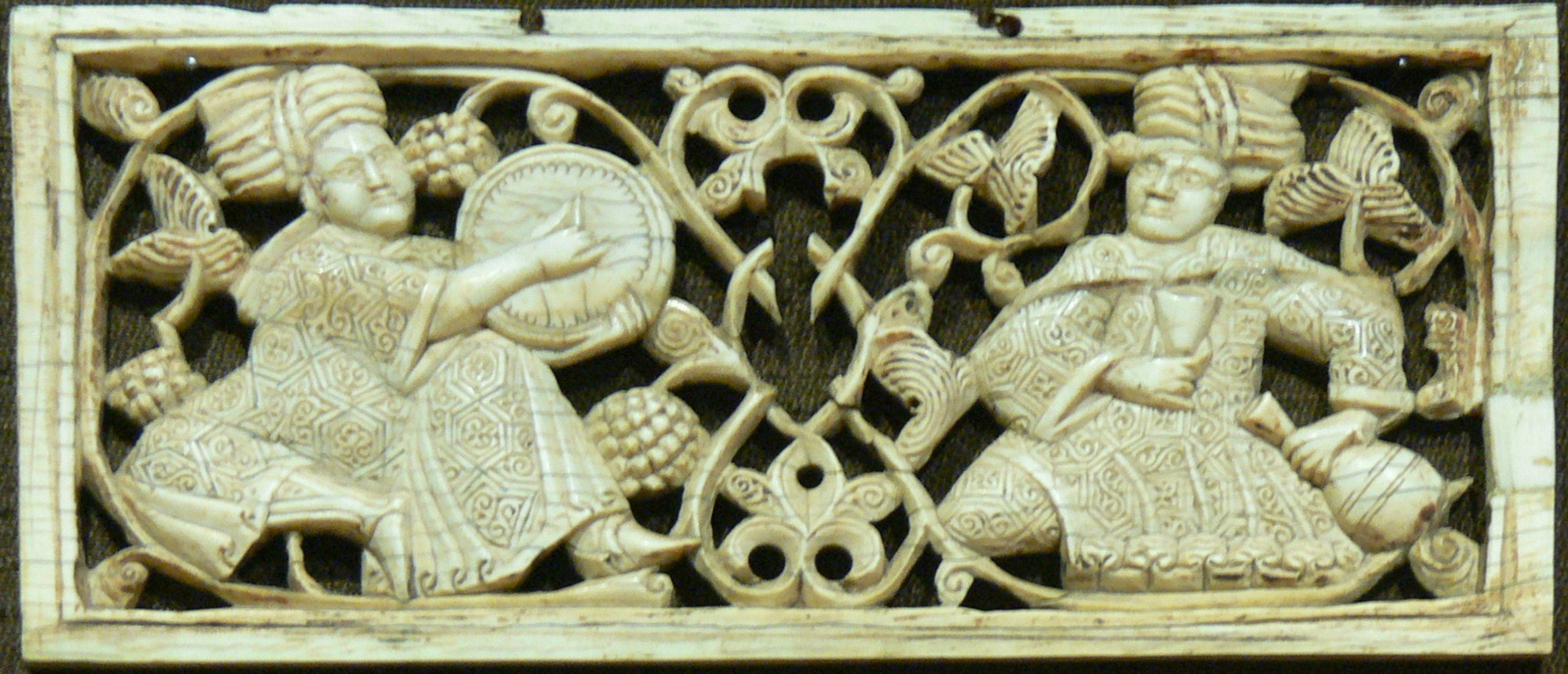
Art fatimide égyptien : musicien et buveur de vin de dattes
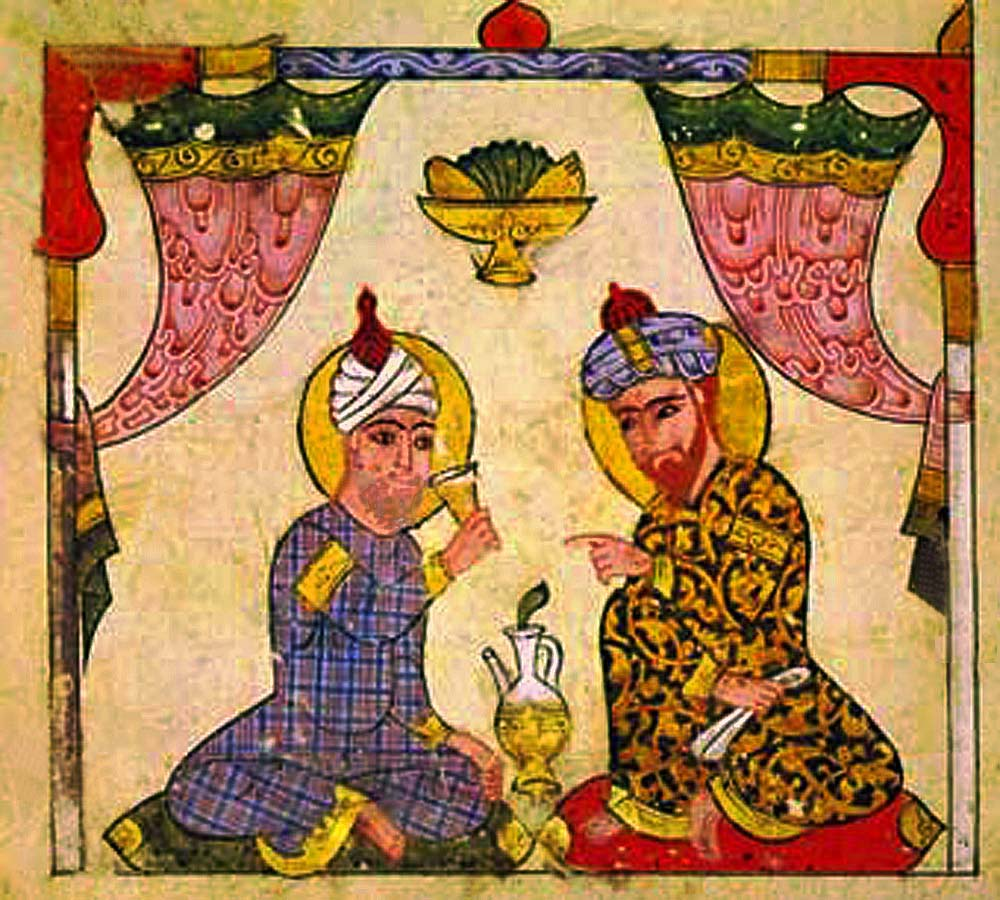
Deux abbassides dégustant du vin jaune

Tout changea avec les Abbassides, une dynastie de califes sunnites arabes qui gouvernèrent le monde musulman de 750 à 1258. Fondée par Abû al-`Abbâs As-Saffah, elle arriva au pouvoir à l'issue d'une véritable révolution menée contre les Omeyyades. Les califes abbassides réhabilitèrent le vin à l'exemple de Jafar al-Mutawakkil qui, n'aimant que la couleur jaune, dégustait uniquement du vin jaune et de l'eau safranée accompagnés de melons et de citrons, dans une pièce de son palais de Jausak al-Khatani qu'il avait faite décorer avec du bois de santal citrin et du satin jaune.
Saladin, en 1171, détrôna les Fatimides et rattacha l'Égypte au sunnisme. Ce qui eut pour conséquence le pillage des trésors du palais au Caire et l'incendie des bibliothèques. Seules furent préservées trois portes d'enceinte ainsi que la salle de prière de la mosquée al-Azhar. Abû al-Qâsim Ahmad al-Mustansîr bi-llah fut le premier calife abbasside au Caire en 1261, cette dynastie dura jusqu'en 1517.
D'importantes traces attestent de cette période en particulier dans l'art figuratif. Une des plus significatives est la copie, réalisée par deux fois, au début du XIVe siècle, puis au milieu de celui-ci, du livre du savant Al-Djazari, le Kitab fi ma‘rifat al-hiyal al-handasiyya ou Livre des connaissances des procédés mécaniques, représentant, entre autres, l'automate verseur de vin. Réalisée par Farrukh ibn ‘Abd al-Latîf al-Kâtib al-Yaqutî al-Mawlawî, la miniature du manuscrit de 1315 (à gauche), est conforme à la mode musulmane de l'époque pour le costume avec les tiraz, bandes de coton brodées de soie autour des manches, et le chapeau. Il est à noter que le style, comme dans beaucoup d'autres miniatures arabes, a été influencé par la peinture chrétienne, comme il apparaît dans la physionomie, le halo autour de la tête et les plis de la cotte. La seconde copie (à droite) a été faite en Égypte au cours des mois de février-mars 1354, sous le règne du calife abbasside Al-Mu'tadid Ier, à partir d'une commande de Nasir al-Din Muhammad ibn Tulak al-Hasani al-Malik, émir du sultan mamelouk Salah al-Din Salih. Son copiste est Muhammad ibn Ahmad al-Ismiri.
Sur la seconde copie de 1354 apparait un verre à pied noir - très moderne - en lieu et place du gobelet d'or de la copie de 1315. Si le premier copiste a reproduit à l'identique le manuscrit original, le second colle, très certainement, au plus près de la réalité. Ce type de verre avait été inventé à Cordoue, par Ziriab (789-857), arbitre des élégances et du bon goût, et la reconquête de cette cité en 1236 avait permis aux musulmans expulsés de l'Andalousie d'apporter cette innovation en Égypte.

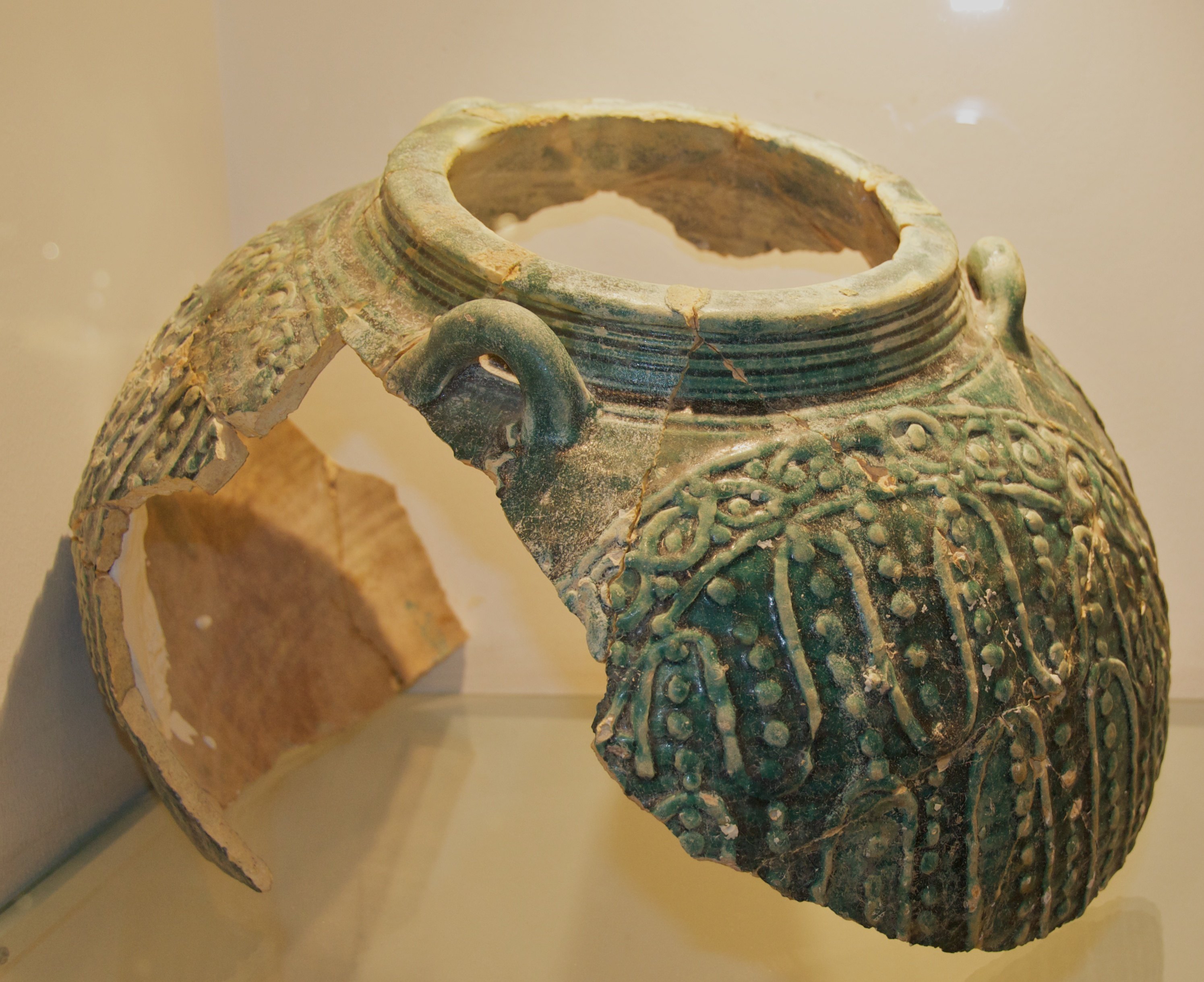
Pot à vin de la période abbasside
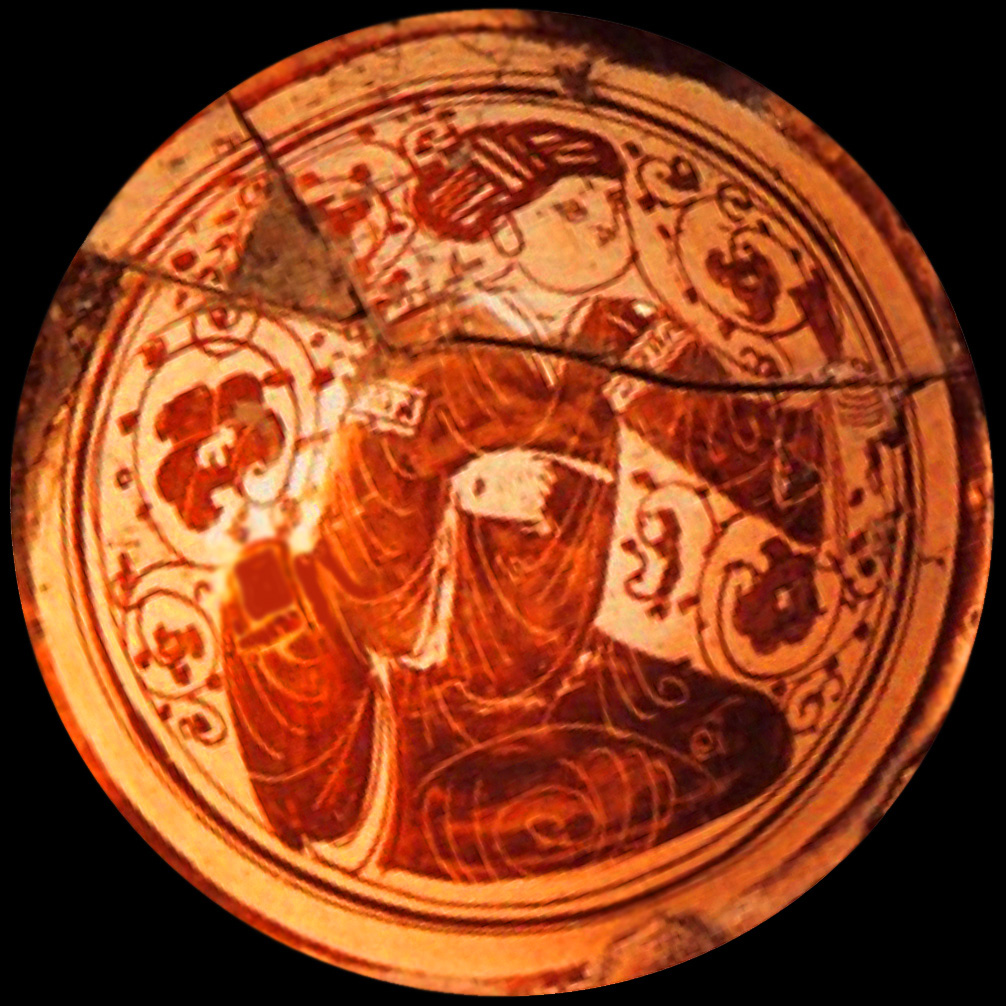
Bol égyptien de la période abbasside
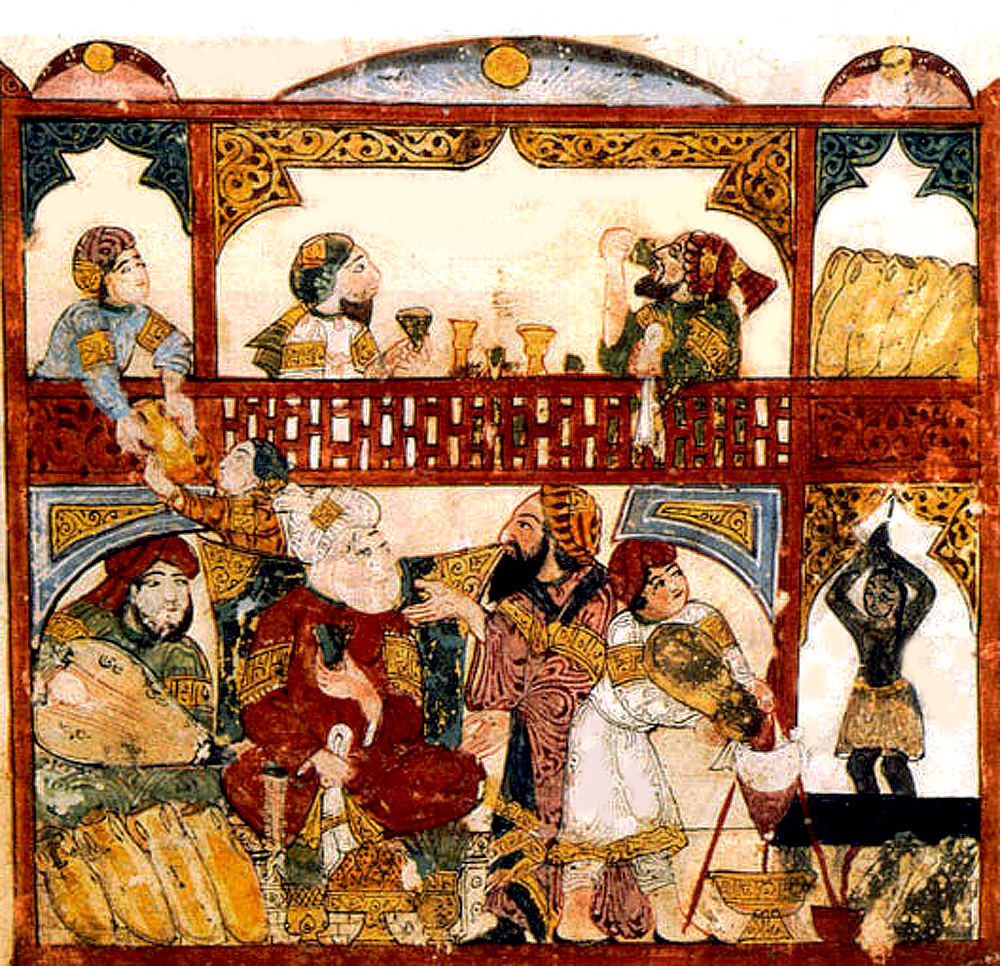
Calife abbasside buvant du vin présenté par son échanson
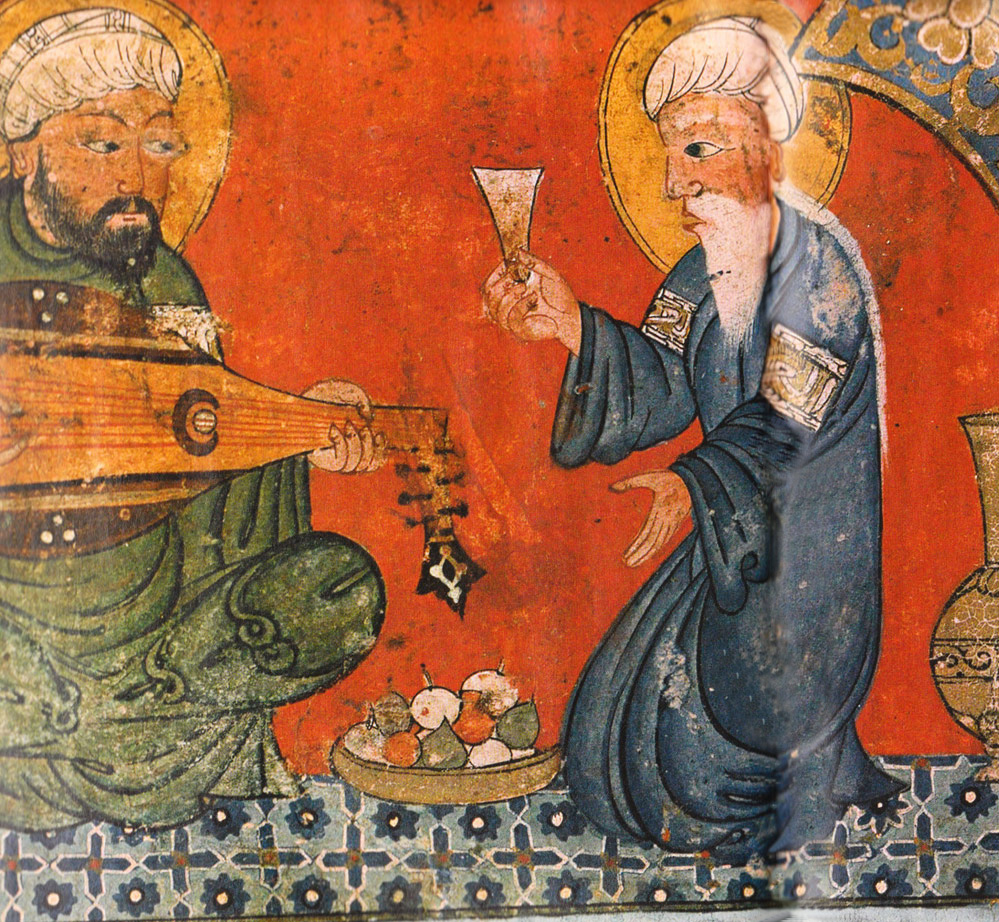
Art abbasside : joueur de luth accompagnant un buveur de vin

Les chrétiens étaient nombreux, car à la population copte - commerce oblige - s'étaient rajoutés des Génois, des Pisans et des Vénitiens. Ils demeuraient majoritairement au Caire où, depuis le XIe siècle, existait une rue des marchands de vin.
La fin du pouvoir des abbassides ne sonna pas le glas de le viticulture égyptienne. Trente ans après quelques vignobles sont signalés dans les notes de voyage prise par Pierre Belon, en 1547. Il note que ces vignes sont cultivées par des chrétiens, des arabes, des Arméniens, des Grecs et qu'ils vendent du vin. Cela ne va pas durer, à la fin du XVIe siècle, la viticulture est en chute libre. C'est ce que constate, en 1589, un voyageur vénitien qui ne trouve à boire qu'un vin artificiel fait à partir de raisins secs, les zibib.
En 1606, le pacha, qui avait une garde turque, ordonna qu'aucun de ses soldats ne boive du vin dans la ville du Caire, « à cause des querelles qu'ils provoquaient, allant jusqu'à y perdre la vie ». Il décida aussi qu'une femme surprise à boire du vin serait d'abord emprisonnée puis à la fin de sa peine deviendrait courtisane.
Le seul groupe vis-à-vis duquel il resta tolérant fut celui des chrétiens renégats. Ils purent continuer à boire du vin jusqu'à se saouler. Beaucoup, pour satisfaire leur intempérance, s'adressaient aux coptes et aux juifs, puisqu'aucun musulman ne pouvait faire commerce du vin. Les juifs possédaient des vignes qui leur permettaient de faire du vin casher qu'ils consommaient lors du sabbah et pendant les fêtes religieuses. Ils pratiquaient le négoce et ils furent souvent surpris à vendre du vin aux musulmans. Les inventaires de saisie font état de dépôts de 200 à 300 jarres et de vente à des particuliers atteignant 200 à 250 jarres.
En 1631, après l'assassinat d'un haut fonctionnaire lors d'une beuverie entre ivrognes, le Grand Turc fit arracher toutes les vignes et taxa lourdement les vins venus des pays étrangers. Ce fut ce qui provoqua, à la fin du XVIIe siècle, l'apparition d'une nouvelle sorte de boisson alcoolisée, le vin benedict. Ce breuvage était élaboré avec des pruneaux et des raisins de Corinthe mis à fermenter. Pour boire ce succédané, les riches Égyptiens faisaient venir à grands frais de l'eau de neige.
Ce vin de raisins secs subsista jusqu'au XIXe siècle. Les coptes, pour leur vin de communion (abärka), faisaient venir les raisins de Chypre, d'Izmir et de Palestine. Ce vin abärka, qui était aussi bu au cours des fêtes de Noël, était devenu la spécialité de l'église Saint-Mercure de Hâret-ez-Zuvêla. On sait que les prêtres versaient un tiers d'eau sur deux tiers de raisins et que la fermentation durait quarante jours.

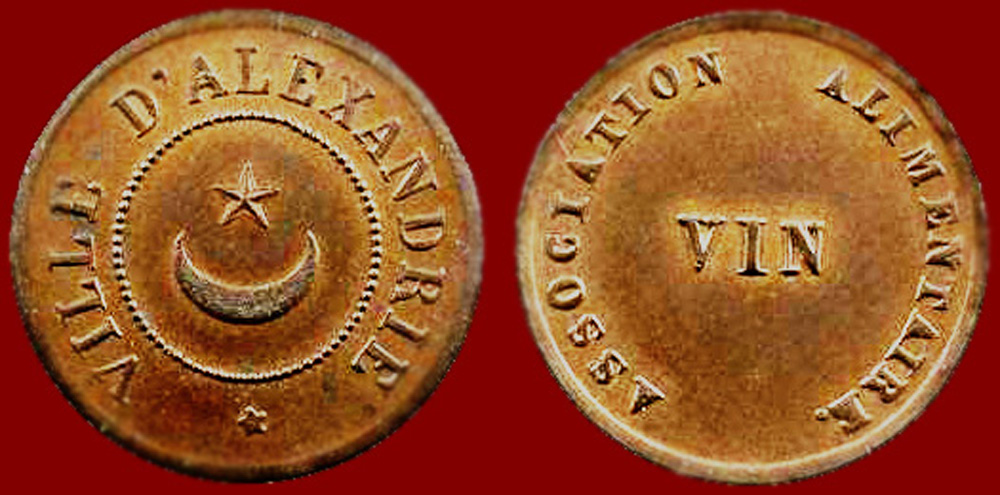
Jeton de vin de l'association alimentaire d'Alexandrie, 1868

L'Égypte s'ouvrit aux échanges internationaux avec Méhémet Ali, puis avec l'ouverture du canal de Suez. Alexandrie retrouva alors une intense activité, et ses échanges avec les pays européens se développèrent, la cité portuaire devint la principale place de commerce du pays. Une ligne directe « Marseille-Alexandrie » fut ouverte en 1844, avec un départ d'Alexandrie du paquebot Osiris le 20 mars. En 1851, la ligne d'Égypte fut prise en charge par les Messageries nationales, renommées peu après Messageries impériales. Puis, en 1862, la fréquence normale des traversées entre Marseille et Alexandrie passa à deux voyages par mois. De nombreux comptoirs français s'ouvrirent sur place ce qui permit la création d'un bureau postal français dès 1830. Il ne fut fermé que le 31 mars 1931. Mais les rivalités franco-anglaises, liées à Suez, perturbèrent l'économie et la circulation de numéraire. Le Progrès égyptien, de novembre 1868, journal destiné aux francophones d'Alexandrie, consacra un article à l'émission par l'association alimentaire locale de jetons de nécessité qui leur étaient destinés pour pouvoir obtenir des desserts ou du vin.

## Égypte moderne

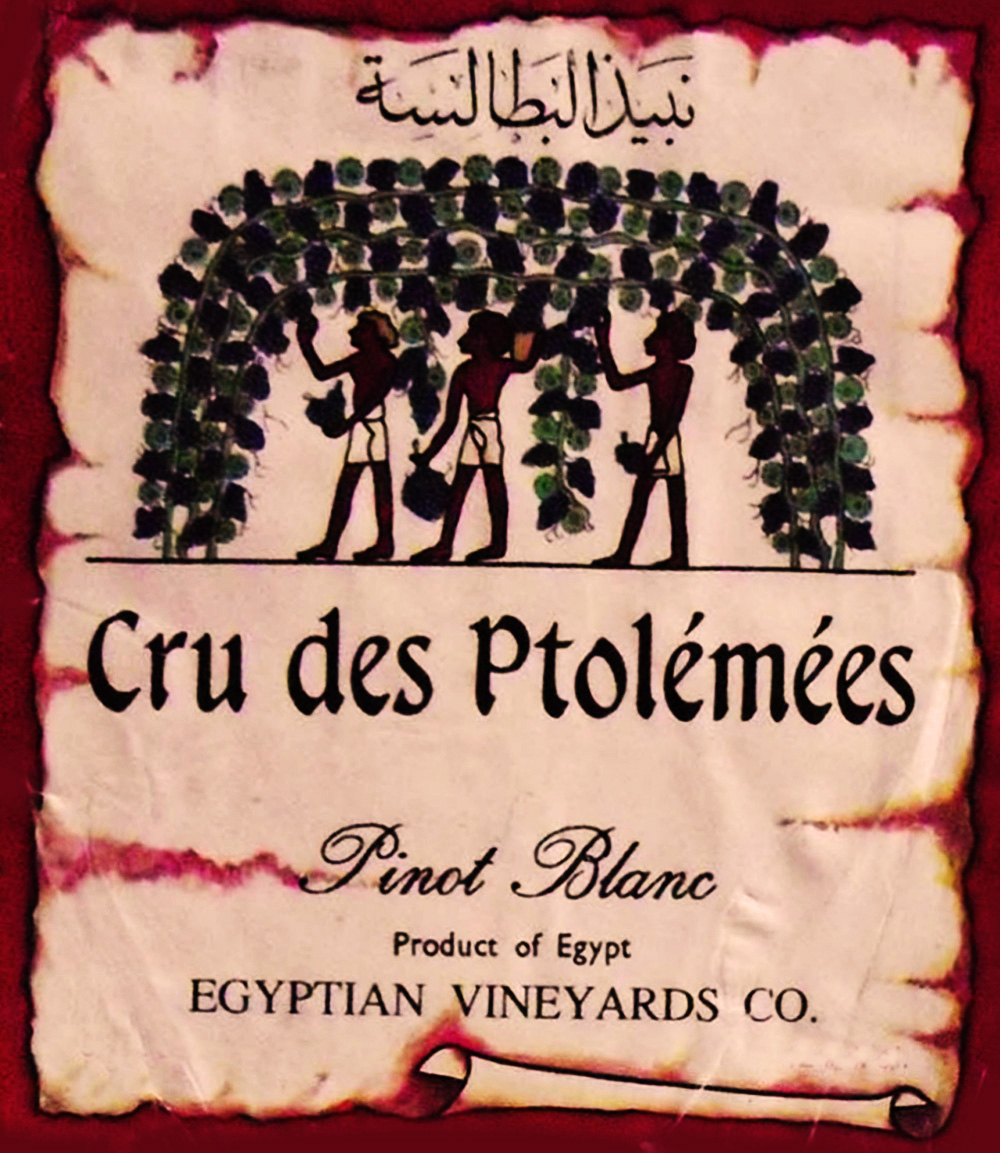
Cru des Ptolémées

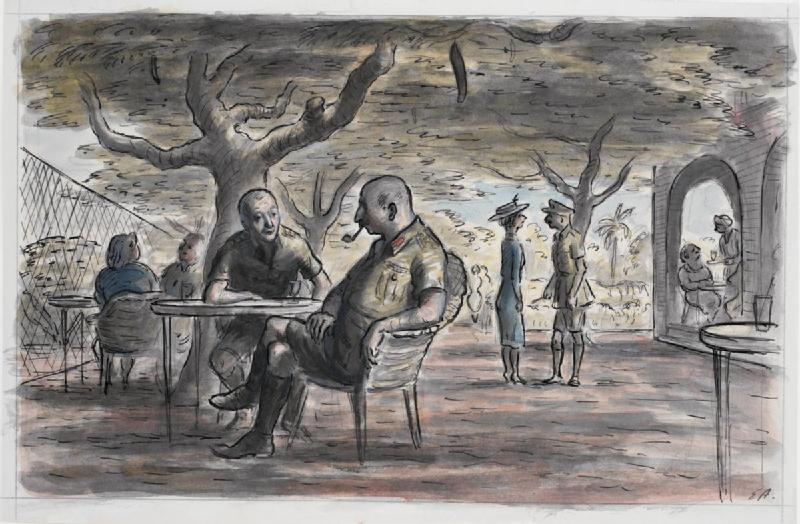
Officiers anglais buvant un verre de vin Gianaclis au retour de la campagne d'Abyssinie

Nestor Gianaclis, un Grec arrivé en Égypte en 1864, avait fait fortune en créant une manufacture de cigarettes, dans le palais Khairy Pacha au Caire, en 1871. Il investit, en 1882, dans un vignoble qu'il créa de toutes pièces dans le désert à 50 kilomètres du Caire et qui, à terme, s'étendit sur cent-cinquante hectares où furent plantés plus de trente cépages différents. Les vins produits connurent leurs heures de gloire au cours des années 1930 et 1940. En 1963, Gianadis exporta 8 000 hectolitres en Tchécoslovaquie, à Cuba et en Allemagne de l'Ouest. Puis ce vignoble fut nationalisé, en 1966, par Gamal Abdel Nasser, pour être reprivatisé en 1999.
En cette fin du XXe siècle, le vignoble égyptien était essentiellement situé près d'Alexandrie, sur les rives du lac Mariout. Il s'étendait sur environ 57 000 hectares avec comme principale variété le muscat d'Alexandrie, un raisin de table consommé par les musulmans. Seuls les chrétiens et les touristes consommaient du vin. Une loi de 1976 sur la consommation du vin va déstabiliser pour une décennie la viticulture qui ne refera péniblement surface qu'à partir des années 1990.
Trois grands producteurs se partageaient ce marché du vin : Obélisque, Château des Rêves (qui importait ses raisins du Liban), et Gianaclis (producteur des marques Château Grand Marquis, Cru des Ptolémées, un vin blanc sec, Rubis d'Égypte, un vin rosé, et Omar el Khayam, un vin rouge). Cette dernière firme avait été rachetée par ABC (Al Ahram Beverages and Co) une filiale du groupe néerlandais Heineken International.
Production de vin en Égypte dans le dernier quart du XXe siècle.
Si certains voyagistes décrivaient alors charitablement le vin égyptien comme ayant un goût exquis, d'autres dégustateurs considéraient qu'il était tout simplement mauvais, au point d'en être imbuvable. La bourgeoisie copte d'Alexandrie avait d'ailleurs baptisé cette production Château Migraine. Ce qui contraignit à se tourner vers l'importation de vins étrangers. Ce secteur qui était au plus bas en 1981-1985 avec seulement 3 000 hectolitres, explosa pour pouvoir satisfaire la clientèle internationale des touristes. Il atteignit 94 000 hectolitres en 1998.

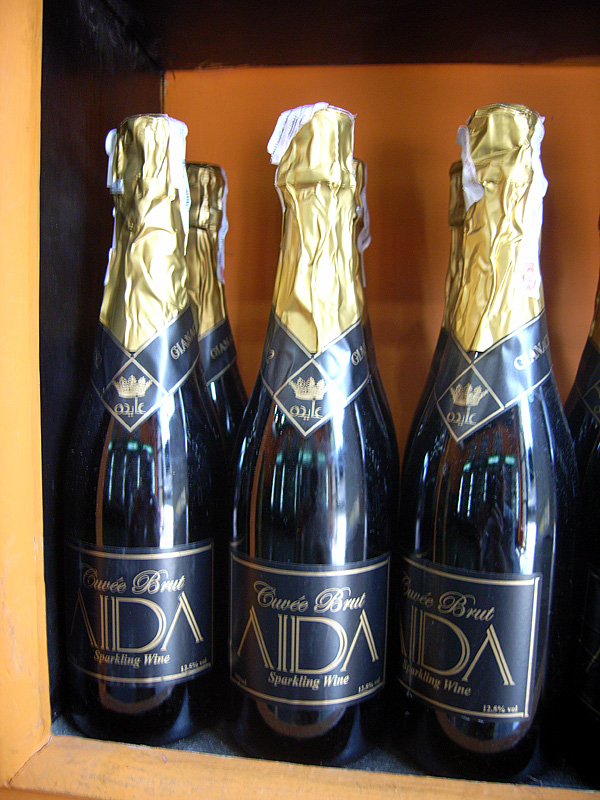
Vin mousseux
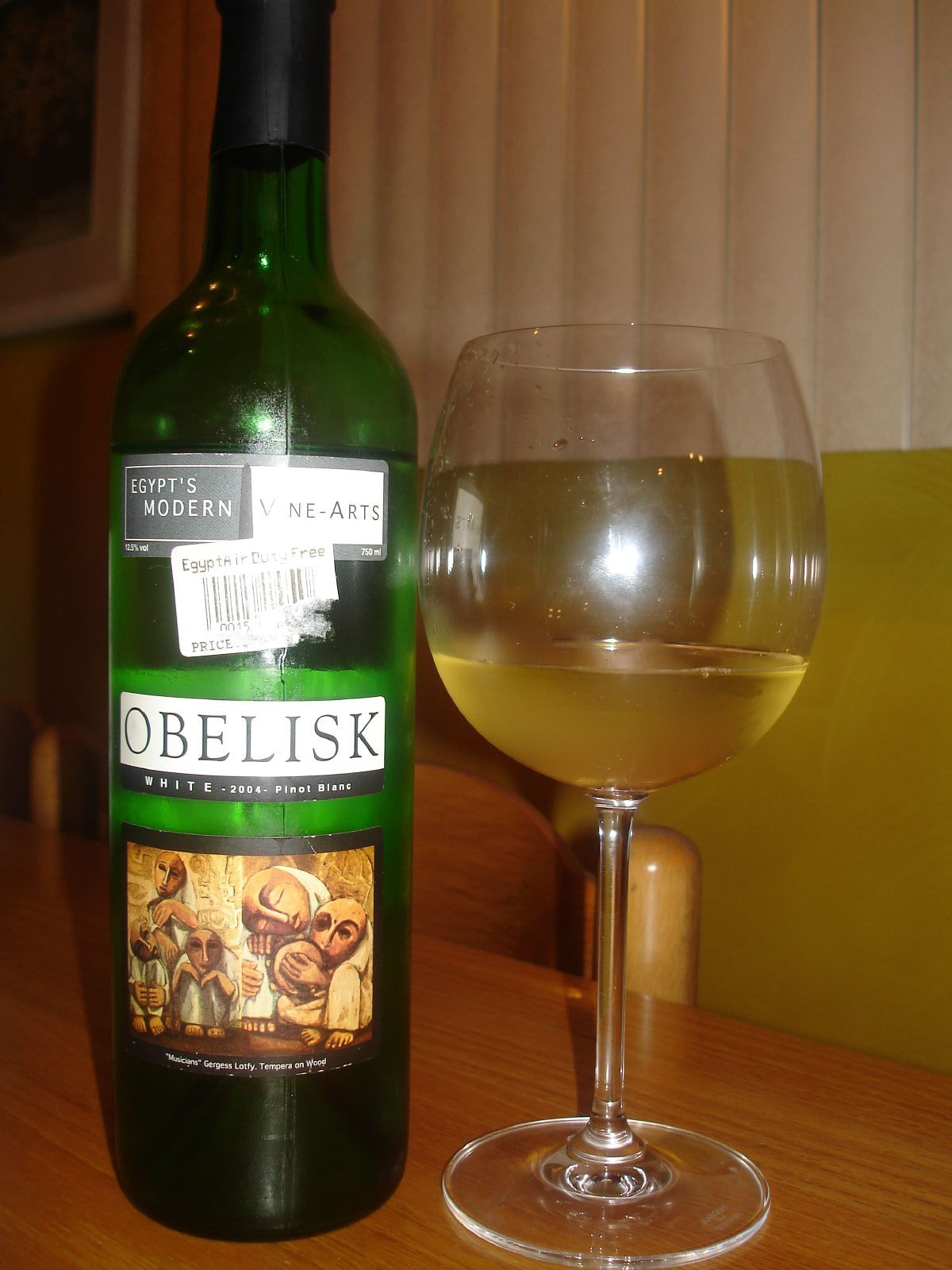
Vin blanc Obelisk
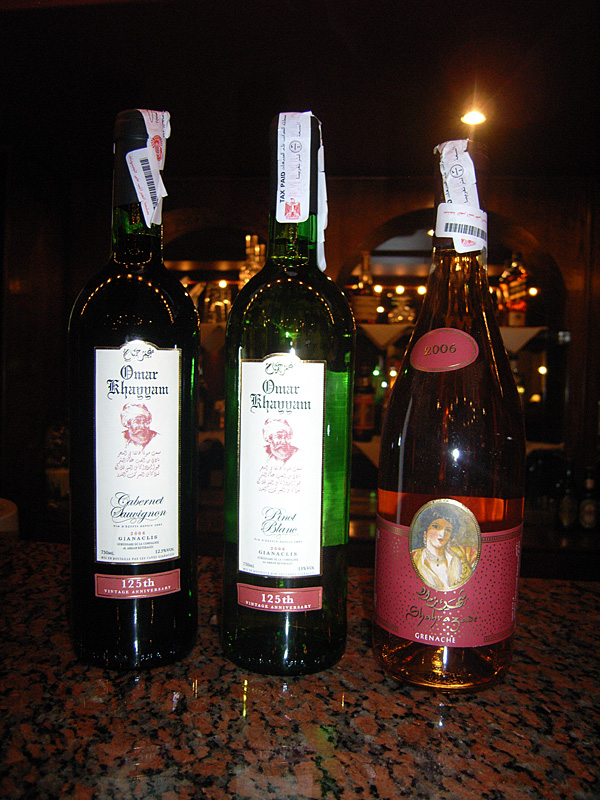
Vin rouge Omar el Khayam

Deux producteurs relevèrent le défi, dès le début des années 2000, et sont à l'origine d'un renouveau de la vigne et du vin dans les sables du désert égyptien. Le premier est André Hadji-Thomas, un agronome d'origine libanaise formé en France. Ayant décidé de « faire un vin égyptien digne de l'Égypte, de son patrimoinet de son histoire », avec le soutien d'un groupe financier copte, il fonde la firme Egybev et crée, en 2001, avec Labib Kailos, lui aussi agronome libanais, un domaine viticole de 176 hectares, au nord du Caire. Dans la foulée, en 2004, Karim Hwaidak, un égyptien, déjà propriétaire d'un vignoble en Toscane, fonde la Sahara vineyards et plante des vignes sur 30 hectares.
Les deux nouveaux viticulteurs firent le même constat pour leur vignoble : « Le climat est tellement sec qu'aucun parasite ne l'inquiète. Mais il est aussi tellement chaud qu'en été, il fonctionne au ralenti ». Si sur ces terroirs semi-désertiques les températures hivernales oscillent entre 12 et 15 °C, en été, il fait 45° à l'ombre. Autres contraintes, les nuits sont fraîches, les vents secs et chauds, et la pluie ne tombe qu'entre trois à quatre jours par an. Dès les fortes chaleurs, la photosynthèse de la vigne chute et ses stomates se ferment. Ce qui nécessite impérativement d'irriguer entre le débourrement et la floraison. Le premier investissement fut de forer des puits pour atteindre à -100 mètres la nappe phréatique.

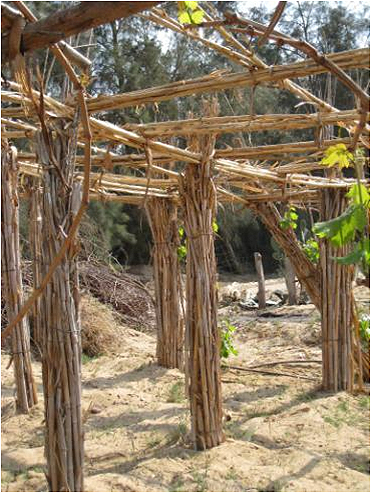
Vignes conduites sur pergola
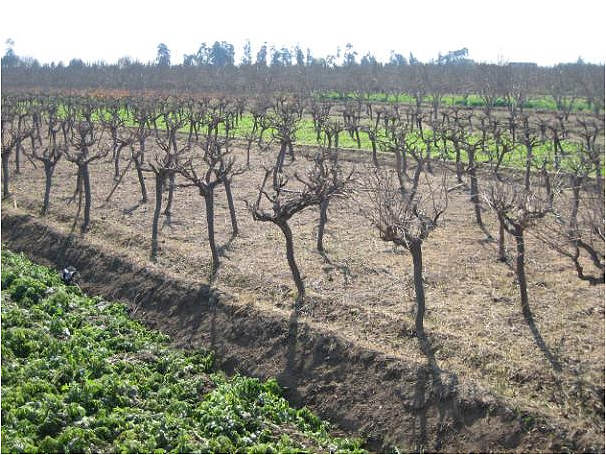
Vignoble moderne à 4 500 pieds/hectare, taillé en gobelet
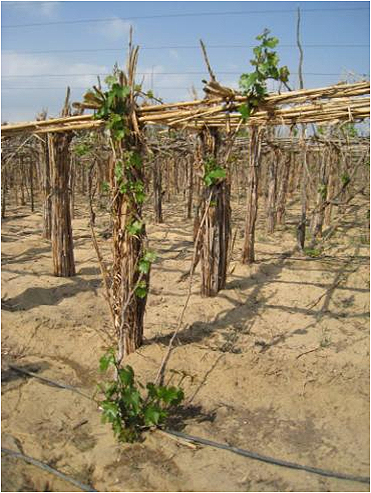
Vignes conduites sur hautain

Le second problème à régler fut celui de l'encépagement. Le choix se porta sur des cépages qualitatifs capables de résister aux contraintes climatiques. Furent sélectionnés, venant du Bordelais, le petit verdot, le merlot et le cabernet sauvignon, venus de la vallée du Rhône, la syrah et le grenache, de Bourgogne, le chardonnay, de Provence, le rolle connu aussi sous le nom de vermentino, en Corse. De plus, la densité de plantation, traditionnellement de 2 600 pieds à l'hectare, fut passée à 4 500 pieds/ha.
Actuellement, ces deux vignobles vinifient 80 000 hectolitres annuellement. Ils proposent sur le marché intérieur des vins de marque : Caspar (blanc), Hermine (rouge) ainsi que deux cuvées Jardin du Nil et Beausoleil dans les trois couleurs. Leurs propriétaires envisagent même de créer un marché à l'export pour des vins qui sont désormais devenus buvables.

## Prohibition

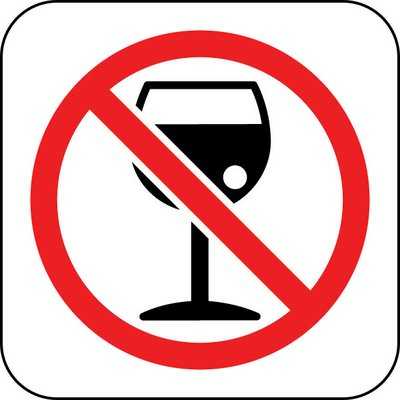

En dépit d'un secteur touristique en plein essor, les lois sur la consommation d'alcool étaient assez restrictives sur le papier depuis la seconde moitié du XXe siècle. Une loi de 1976, toujours en vigueur, interdisait la vente et la consommation d'alcool dans les lieux publics ou les magasins non touristiques.
Pourtant un rapport de l'Organisation mondiale de la santé indiquait que la consommation d'alcool (vin, bière et spiritueux) avait augmenté progressivement dans le pays au cours des années 1970 jusqu'au milieu des années 1990, puis chuté de façon spectaculaire. Mais actuellement, selon la même étude, la consommation augmentait à nouveau. Ce que confirmait Al-Ahram Beverages - la plus grande entreprise de boissons de l'Égypte - donnant le chiffre d'une commercialisation d'environ 110 000 000 de litres par an.
Force était de constater que sauf pendant la période du Ramadan, tous les autres mois de l'année, les lois régissant la vente d'alcool étaient appliquées d'une façon très laxiste sous Hosni Moubarak et permettaient à de nombreux établissements non-touristiques de vendre de l'alcool y inclus à la population locale musulmane. Le gouvernement issu de la Révolution du Nil se voulut plus drastique en annonçant trois plans distincts pour réduire la consommation de boissons alcoolisées. Étaient programmés l'interdiction de la vente d'alcool dans les magasins duty-free, de cesser de délivrer des licences pour la vente de boissons alcoolisées dans les nouveaux établissements de banlieue et l'augmentation des taxes de 200 % pour la bière et 150 % pour les autres boissons dont le vin. Un programme peu attractif pour développer le tourisme.

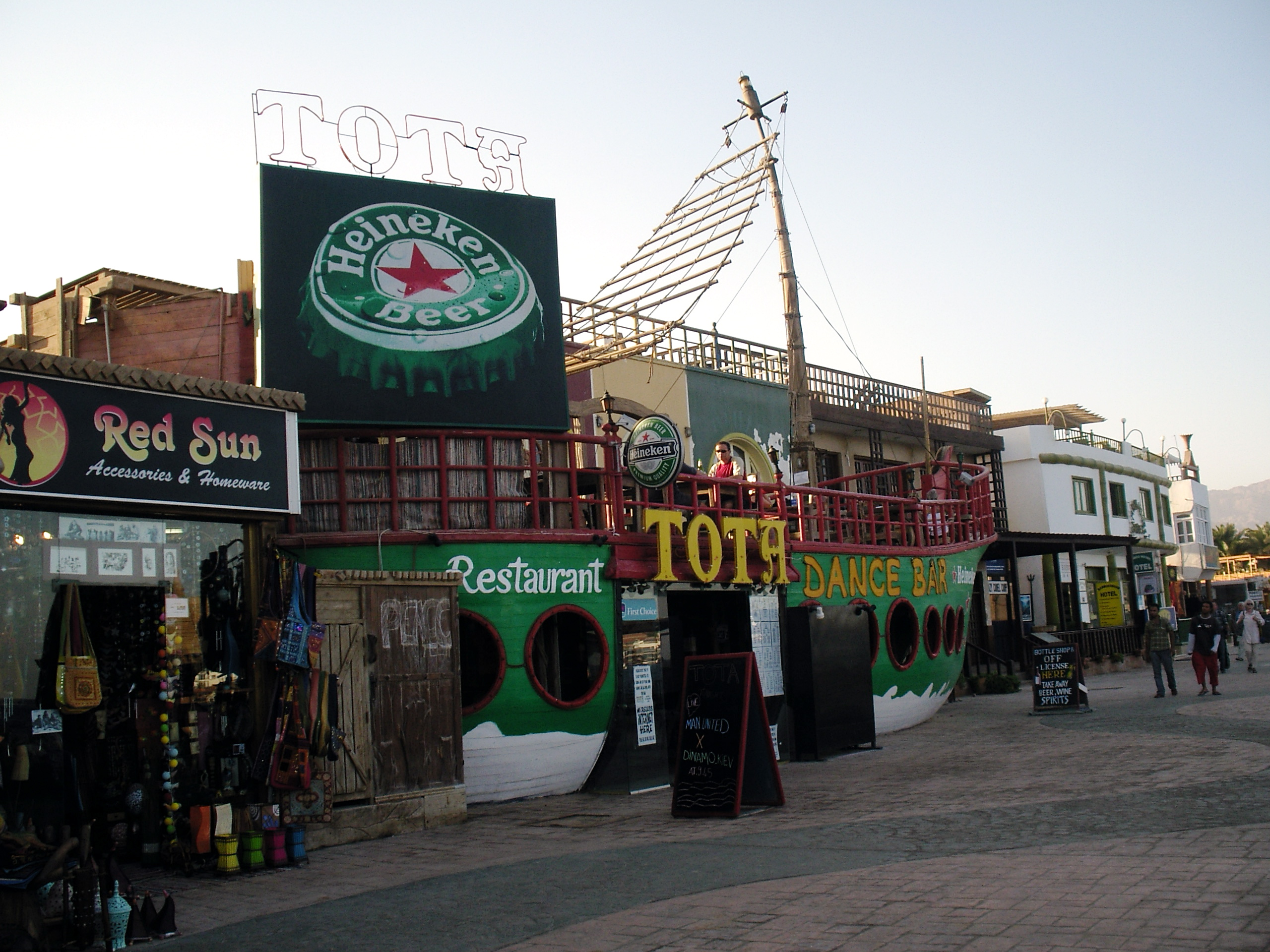
Établissement sous licence autorisé à vendre des boissons alcoolisées
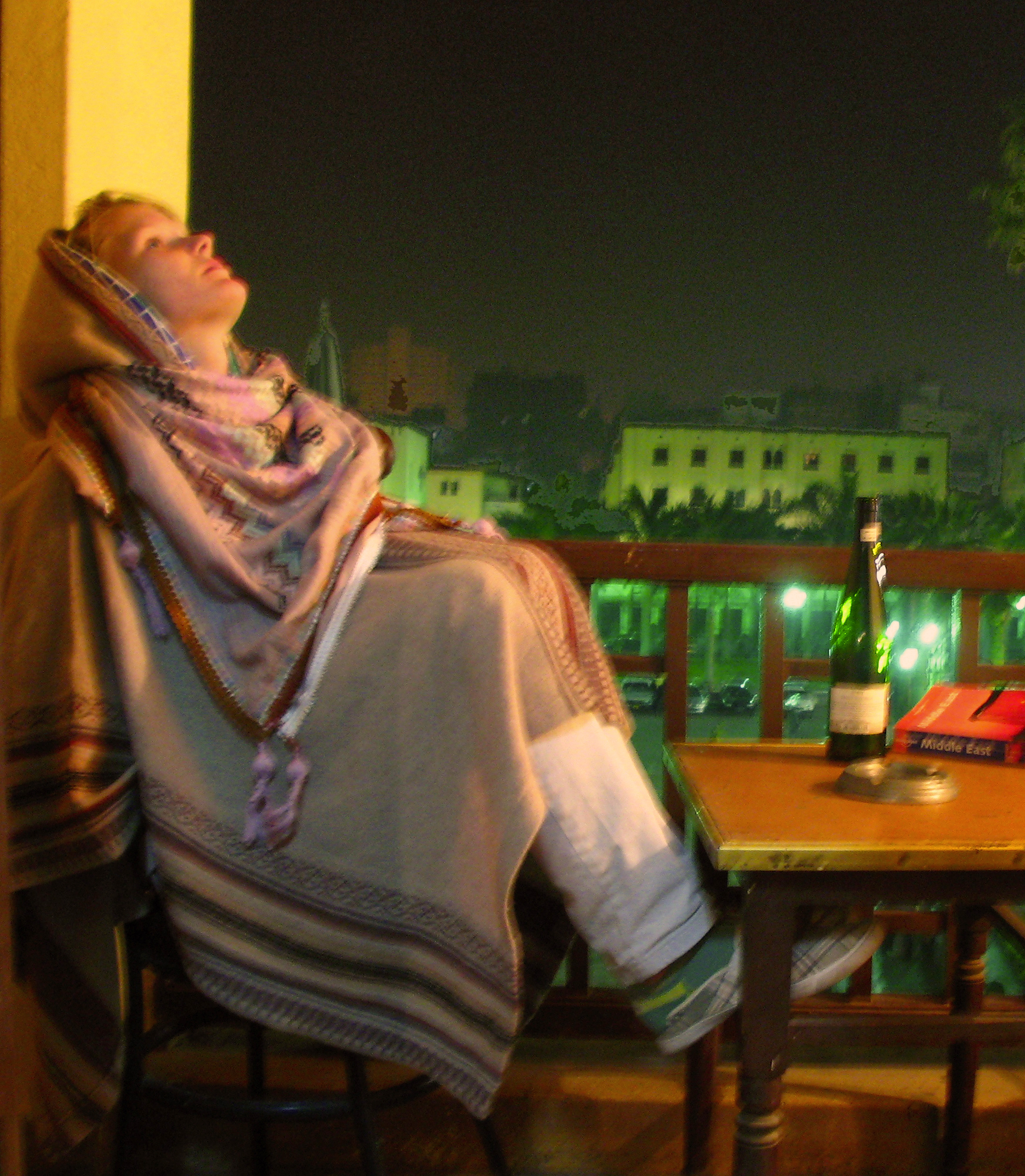
Touriste au Caire
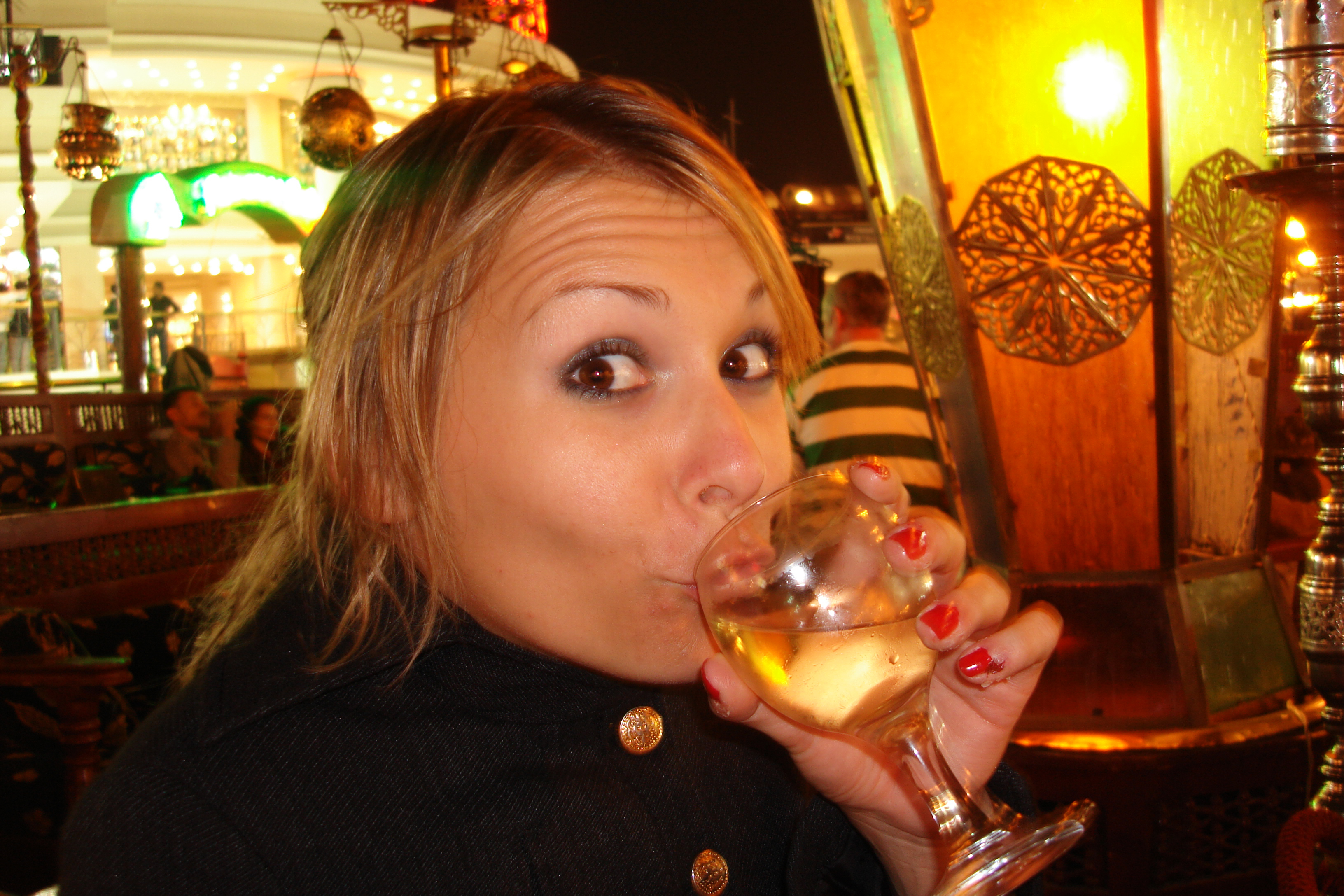
Touriste à Sharm-el-Sheikh

Le tourisme est la première ressource en devises de l'Égypte et l'un de ses principaux secteurs d'activités avec des recettes de l'ordre de sept milliards de dollars par an. Cependant cette rente a été fragilisée par les attentats qui ont visé des sites touristiques en 1997 et 2004. De plus, entre 2010 et 2012, le tourisme a diminué de 11 % à cause de l'instabilité politique du pays et des risques encourus puisque fin 2012 une demande des salafistes fut faite auprès du gouvernement égyptien pour détruire les pyramides de Gizeh.
En décembre 2012, l'augmentation des taxes sur les boissons alcoolisées fut appliquée avant d'être rapidement annulée. Cette mesure ayant soulevé un tollé chez les professionnels du tourisme, qui rappelèrent qu'avant l'arrivée au pouvoir des Frères musulmans, leur secteur représentait plus de 1/10e de l'économie égyptienne. Au printemps 2013, le ministre du Tourisme rectifia le tir, en déclarant que l'Égypte restait ouverte aux touristes étrangers qui souhaitaient consommer de l'alcool, tout en précisant que le gouvernement de Mohamed Morsi tablait sur une hausse d'au moins 20 % du nombre de touristes cette année-là. Prévision rendue caduque puisque, le 3 juillet, face aux manifestations anti-Morsi, l'armée prenait le pouvoir.